# Liste der Kulturdenkmale in Großzschocher
Die Liste der Kulturdenkmale in Großzschocher enthält die Kulturdenkmale des Leipziger Stadtteils Großzschocher, die in der Denkmalliste vom Landesamt für Denkmalpflege Sachsen mit Stand 2017 erfasst wurden.

## Legende
- Bild: Bild des Kulturdenkmals, ggf. zusätzlich mit einem Link zu weiteren Fotos des Kulturdenkmals im Medienarchiv Wikimedia Commons. Wenn man auf das Kamerasymbol klickt, können Fotos zu Kulturdenkmalen aus dieser Liste hochgeladen werden:
- Bezeichnung: Denkmalgeschützte Objekte und ggf. Bauwerksname des Kulturdenkmals
- Lage: Straßenname und Hausnummer oder Flurstücknummer des Kulturdenkmals. Die Grundsortierung der Liste erfolgt nach dieser Adresse. Der Link (Karte) führt zu verschiedenen Kartendiensten mit der Position des Kulturdenkmals. Fehlt dieser Link, wurden die Koordinaten noch nicht eingetragen. Sind diese bekannt, können sie über ein Tool mit einer Kartenansicht einfach nachgetragen werden. In dieser Kartenansicht sind Kulturdenkmale ohne Koordinaten mit einem roten bzw. orangen Marker dargestellt und können durch Verschieben auf die richtige Position in der Karte mit Koordinaten versehen werden. Kulturdenkmale ohne Bild sind an einem blauen bzw. roten Marker erkennbar.
- Datierung: Baubeginn, Fertigstellung, Datum der Erstnennung oder grobe zeitliche Einordnung entsprechend des Eintrags in der sächsischen Denkmaldatenbank
- Beschreibung: Kurzcharakteristik des Kulturdenkmals entsprechend des Eintrags in der sächsischen Denkmaldatenbank, ggf. ergänzt durch die dort nur selten veröffentlichten Erfassungstexte oder zusätzliche Informationen
- ID: Vom Landesamt für Denkmalpflege Sachsen vergebene, das Kulturdenkmal eindeutig identifizierende Objekt-Nummer. Der Link führt zum PDF-Denkmaldokument des Landesamtes für Denkmalpflege Sachsen. Bei ehemaligen Kulturdenkmalen können die Objektnummern unbekannt sein und deshalb fehlen bzw. die Links von aus der Datenbank entfernten Objektnummern ins Leere führen. Ein ggf. vorhandenes Icon  führt zu den Angaben des Kulturdenkmals bei Wikidata.

## Liste der Kulturdenkmale in Großzschocher
| Bild                                    | Bezeichnung | Lage                                              | Datierung | Beschreibung | ID       |
| --------------------------------------- | --- | ------------------------------------------------- | --- | --- | -------- |
| Direkt Bild zu diesem Denkmal hochladen | Mietshaus in halboffener Bebauung in Ecklage, mit seitlicher Toreinfahrt | Albert-Vollsack-Straße 2 (Karte)                  | 1902 (Mietshaus) | ehemals mit Eckladen, historistische Putzfassade, als nahezu singuläres Beispiel der nördlichen Ortserweiterung von Großzschocher um 1900 von ortsbaugeschichtlicher Bedeutung Für das Eckgrundstück an der Dieskau-/Albert-Vollsack-Straße stellte Gustav Ronniger aus Großzschocher im September 1902 als Bauherr und Bauausführender den Antrag zur Errichtung eines Wohnhauses im nördlichen Ortserweiterungsgebiet. Nach einigen Änderungen, die vor allem aus der geplanten Verbreiterung der damaligen Hauptstraße resultierten, genehmigte noch im Dezember die Amtshauptmannschaft das Vorhaben. Im August 1903 war das Gebäude nach den Plänen des Architekten Adolf Freiberger fertiggestellt. Drei Jahre später sollte dann der Eckladen eingerichtet werden, den Ronniger bereits beim Bau des Hauses vorgesehen hatte. Offenbar kam es dabei zu Verzögerungen, denn erst 1911 stellte man bei der Baubehörde die Ausführung fest. Das viergeschossige Haus erhielt an der Gebäudeecke einen besonderen Akzent durch den Giebelaufbau, der allerdings bereits 1960 wegen Baufälligkeit abgebrochen wurde. Als nahezu singulärem Beispiel eines ausgeführten Bauprojektes der nördlichen Ortserweiterung von Großzschocher um 1900 kommt dem Haus eine besondere ortsbaugeschichtliche Bedeutung zu. LfD/2012 | 09298954 |
| Direkt Bild zu diesem Denkmal hochladen | Mietshaus in offener Bebauung mit seitlicher Toreinfahrt | Albert-Vollsack-Straße 4 (Karte)                  | 1906-1907 (Mietshaus)                                                                                                  | historistische Putzfassade, als nahezu singuläres Beispiel der nördlichen Ortserweiterung von Großzschocher um 1900 von ortsbaugeschichtlicher Bedeutung 8000 Mark habe allein der Erwerb des Grundstückes 1902 gekostet, betonte Gustav Ronniger im Baugesuch vom 25. Mai 1906. Entgegen der Ortsbauordnung sollte das geplante Wohnhaus viergeschossig ausgeführt werden, denn nur durch die zusätzliche Mietfläche könne das aufgewandte Kapital ausreichend verzinst werden. Die gewünschte Genehmigung für das Bauvorhaben erhielt Ronniger dann erst im Juli des folgenden Jahres, sogar das Dresdner Innenministerium war in die Angelegenheit involviert. Die ausgeführte Fassade des Ende 1907 fertig gestellten Wohnhauses unterschied sich wesentlich von der ursprünglich geplanten: Baumeister Anton Schmidt sah zuerst eine gestalterische Zusammenfassung von jeweils zwei Etagen mit einem reichen Dekor in der oberen Gebäudehälfte vor. Ausgeführt wurde dann – ebenfalls von Schmidt – eine wesentlich schlichtere Putzfassade, die eher an den Beginn des letzten Drittels des 19. Jahrhunderts als an die Jahre nach 1900 erinnert. Das Haus ist eine der wenigen ausgeführten Bauten, die im nördlichen Ortserweiterungsgebiet von Großzschocher entstanden, woraus eine besondere ortsbaugeschichtliche Bedeutung resultiert. LfD/2012 | 09298956 |
| Direkt Bild zu diesem Denkmal hochladen | Doppelwohnhaus in offener Bebauung | Ameisenstraße 91; 93 (Karte)                      | 1924-1925 (Doppelmietshaus)                                                                                            | alte Ortslage Windorf, Putzfassade im Stil des Art déco, ortsgeschichtlich, baugeschichtlich und städtebaulich von Bedeutung Die Firma Meier & Weichelt plante nach dem Ersten Weltkrieg, östlich der heutigen Dieskaustraße. in unmittelbarer Nachbarschaft des Wasserwerkes, eine Siedlung mit Häusern für die Angestellten des Unternehmens zu errichten. Im Oktober 1924 reichte der Architekt Hans Heinrich Grotjahn die Entwurfszeichnungen für das erste Doppelwohnhaus der Siedlung ein. Bereits zu Beginn des folgenden Jahres war der Rohbau vollendet und im Oktober 1925 wurde der Bau abgenommen. Das Walmdach des zweigeschossigen Putzbaus mit seitlichen Balkon-Anbauten sollte ursprünglich an der Vorderfront zwei Dachgauben aufweisen. In der weiteren Bearbeitung wurden diese zu einem monumentalen Dachhaus mit abgeknicktem Dreiecksgiebel vereinigt, durch den das Gebäude heute einen Blickfang der Ameisenstraße bildet. Im ersten Obergeschoss erhielt die Fassade ein umlaufendes Brüstungsgesims und die mittleren Fenster und die Hauseingangstüren breite Einfassungen. Das Doppelwohnhaus blieb der einzige ausgeführte Bau der Siedlung, auf deren weiteren Entwicklung die Firma Meier & Weichelt noch vor der Fertigstellung des ersten Gebäudes verzichtete. Aus dem Entstehungskontext ergibt sich eine ortsgeschichtliche, aus der Gestaltung eine baugeschichtliche und städtebauliche Bedeutung. LfD/2011 | 09264565 |
| Direkt Bild zu diesem Denkmal hochladen | Mietshaus in offener Bebauung | Anton-Zickmantel-Straße 3 (Karte)                 | 1888-1889 (Mietshaus)                                                                                                  | historistische Putzfassade, als eines der ersten mehrstöckigen Mietshäusern in der alten Ortslage von Großzschocher von ortsbaugeschichtlicher Bedeutung Tischler Richard Frosch beantragte 1888 den Bau eines Vorderwohnhauses und einer Tischlerwerkstatt mit Waschhaus als separatem Hofgebäude. Die Bauleitung übernahm der Architekt Anton Schmidt aus Großzschocher. Er projektierte ein zweispänniges Wohnhaus, dessen Fassade er über einem Natursteinsockel mit einer relativ schlichten Putzgliederung versah. Das zurückhaltende Dekor wie Geschoss- und Traufgesims sowie variierende Fensterverdachungen geben der Straßenfront ihre exakte Symmetrie. Als der Bau 1889 fertig gestellt war, gehörte er zu den ersten mehrstöckigen Mietshäusern in der alten Ortslage von Großzschocher, was maßgeblich zur ortsbaugeschichtlichen Bedeutung des Gebäudes beiträgt. LfD/2012 | 09299181 |
| Direkt Bild zu diesem Denkmal hochladen | Doppelmietshaus in halboffener Bebauung mit Hofpflaster | Anton-Zickmantel-Straße 8; 10 (Karte)             | 1899-1900 (Doppelmietshaus)                                                                                            | mittenbetonte historistische Klinkerfassade mit Kunststein-Gliederung, ortsbaugeschichtlich von Bedeutung, Zeugnis der örtlichen Bebauung an der Wende vom 19. zum 20. Jahrhundert Nachdem Johann Christian Rudert sein Grundstück vergrößert hatte, beantragte er 1899 die Genehmigung für die Errichtung eines stattlichen Doppelwohnhauses am damaligen Schleußiger Weg. Die Ausführung leitete der Architekt und Baugewerksmeister Anton Schmidt aus Großzschocher. Bereits im folgenden Jahr konnte der Bau bezogen werden. Zeitgleich entstand im Hof ein Werkstattgebäude für die Bau- und Möbeltischlerei von Gustav Albin Rudert. Das Doppelwohnhaus erscheint zur Straße hin als ein großes Gebäude, dessen symmetrisch angelegte Fassade durch den Mittelgiebel über einem flachen Risalit ausgezeichnet wird. Verschiedenfarbige Klinker und Kunststeindekor tragen zum schmuckfreudigen Eindruck bei. Über den ehemaligen seitlichen Eingängen im Erdgeschoss befinden sich Dreiecksgiebel, die Kartuschen mit den Initialen des Bauherren überfangen. Das Haus ist ein charakteristisches Beispiel für den Mietwohnungsbau um 1900 in Großzschocher, was die ortsbaugeschichtliche Bedeutung ausmacht. LfD/2013 | 09264571 |
| Direkt Bild zu diesem Denkmal hochladen | Wohnhaus in offener Bebauung und Nebengebäude | Anton-Zickmantel-Straße 20 (Karte)                | um 1850 (Wohnhaus) | Wohnhaus mit einfach gegliederter Putzfassade, Nebengebäude eingeschossiger Ziegelbau, ortsentwicklungsgeschichtlich von Bedeutung | 09264678 |
| Direkt Bild zu diesem Denkmal hochladen | Mietshauszeile (aus vier Häusern bestehend, Anschrift: Ponickaustraße 2, Giordano-Bruno-Straße 28 und Anton-Zickmantel-Straße 27/29) mit Vorgarten | Anton-Zickmantel-Straße 27; 29 (Karte)            | 1929-1930, Nummer 29 (Wohnblock), 1930, Nummer 27 (Wohnblock)                                                          | einfach gegliederte Putzfassade, im traditionalistischen Stil der 1920er Jahre, baugeschichtliche Bedeutung | 09264574 |
| Direkt Bild zu diesem Denkmal hochladen | Mietshauszeile (aus vier Häusern bestehend, Anschrift: Pfeilstraße 22, Giordano-Bruno-Straße 19 und Anton-Zickmantel-Straße 31/33), mit Vorgarten | Anton-Zickmantel-Straße 31; 33 (Karte)            | 1928-1929, Nummer 31 (Wohnblock), 1928-1930, Nummer 33 (Wohnblock)                                                     | Putzfassade, im traditionalistischen Stil der 1920er Jahre, baugeschichtliche von Bedeutung Im Auftrag der gemeinnützigen Leipziger Baugesellschaft für Kleinwohnungen reichte Architekt und Baumeister Erich Heiser im Juni 1928 ein Vorprojekt für einen Wohnblock ein. Bereits im folgenden Jahr konnte ein Teil der Anlage (Nummer 31) fertiggestellt werden, 1930 dann der zweite. Heiser projektierte ein dem traditionellen Bauen verpflichtetes dreigeschossiges Gebäude, dessen Mittelteil ein weiteres Stockwerk aufweist. Zwei Dreieckgiebel überfangen hier die beiden vertikalen Fensterbänder der Treppenhäuser. Mit flachen Wandvorsprüngen, Brüstungsgesimsen sowie einer differenzierten Putzgestaltung und unterschiedlichen Fensterformaten wird die lange Front gekonnt gegliedert. Seit der Sanierung des Hauses in den 1990er Jahren verunklären überdimensionierte Dachaufbauten das Erscheinungsbild. Als charakteristisches Beispiel für den traditionellen Mietshausbau der späten 1920er Jahre besitzt das Haus eine baugeschichtliche Bedeutung. LfD/2013 | 09264578 |
|                                         | Werkstattgebäude und Kesselhaus mit Schornstein einer Fabrik | Anton-Zickmantel-Straße 50 (Karte)                | 1924 (Werkstatt), 1924 (Schornstein), 1924 (Kessel- und Maschinenhaus)                                                 | Klinkerfassade, ortshistorisch und industriegeschichtlich von Bedeutung | 09264580 |
| Direkt Bild zu diesem Denkmal hochladen | Betonrelief „Bewegung von Körpern im Wasser“ in der ehemaligen Schwimmhalle Großzschocher (ab August 2021 eingelagert) | Arthur-Nagel-Straße 6 (Karte)                     | 1969 | Betonrelief „Bewegung von Körpern im Wasser“ an der inneren Rückwand der Halle, künstlerisch von Bedeutung. Halle im Frühjahr 2022 abgerissen. | 09307212 |
| Direkt Bild zu diesem Denkmal hochladen | Zwei Wohnhäuser in offener und halboffener Bebauung | Breitschuhstraße 11; 13 (Karte)                   | 1873-1874 (Nummer 11, Wohnhaus), 1863-1866 (Nummer 13, Wohnhaus)                                                       | Gebäude mit einfachen Putzfassaden, ortsentwicklungsgeschichtlich von Bedeutung Der schlichte giebelständige Putzbau ist das älteste auf dem Grundstück: es wurde 1863-1866 durch den Zimmermeister Wilhelm Mattick aus Großzschocher errichtet. 1873/1874 folgte das traufständige Haus, für das der ortsansässige Zimmermeister Karl Ziegenhorn die Bauleitung übernahm. Von einem 1890 geplanten großen Hinterhaus wurde schließlich nur ein Teil ausgeführt, da die Baudeputation der Gemeinde die Größe des Projektes monierte. An der Häusergruppe lässt sich anschaulich die erste Phase der Ortserweiterung am Anfang des letzten Drittels des 19. Jahrhunderts mit dem Beginn der Hochphase des architektonischen Umgestaltungsprozesses von Großzschocher um 1900 nachvollziehen. Darauf beruht der ortsentwicklungsgeschichtliche Wert. LfD/2013 | 09264691 |
| Direkt Bild zu diesem Denkmal hochladen | Wohnhaus in offener Bebauung | Breitschuhstraße 12 (Karte)                       | um 1840 (Wohnhaus) | eingeschossiges Gebäude in Lehm-Fachwerk-Konstruktion, Krüppelwalmdach, als Beispiel der ersten Ortserweiterung im 19. Jahrhundert von baugeschichtlicher Bedeutung Sehr wahrscheinlich um 1840 entstand das kleine giebelständige Wohnhaus mit Krüppelwalmdach, das in einer Lehm-Fachwerk-Konstruktion erbaut wurde. Es gehört zu den ersten Häusern, die jenseits der alten Ortslage von Großzschocher lagen, was auch an der immer noch leicht von der heutigen Straße zurückgesetzten Bebauung zu erkennen ist. Daher besitzt das Gebäude eine ortsbaugeschichtliche Bedeutung. LfD/2012 | 09298970 |
| Direkt Bild zu diesem Denkmal hochladen | Denkmal für die im 1. Weltkrieg gefallenen Turner Großzschochers | Breitschuhstraße 17 (Karte)                       | nach 1918 (Gefallenendenkmal)                                                                                          | ortsgeschichtlich von Bedeutung | 09264693 |
| Direkt Bild zu diesem Denkmal hochladen | Turnhalle in halboffener Bebauung | Breitschuhstraße 17 (Karte)                       | bezeichnet 1929 (Turnhalle)                                                                                            | vertikal gegliederte Putzfassade, klinkerverkleideter Eingang zum Hof, ortshistorisch und sportgeschichtlich von Bedeutung | 09264694 |
| Direkt Bild zu diesem Denkmal hochladen | Villa mit Vorgarten | Breitschuhstraße 33 (Karte)                       | 1900-1901 (Villa) | historistische Klinkerfassade, bemerkenswerte Holzveranda, baugeschichtliche Bedeutung aufgrund des Bautyps und der Gestaltung, erbaut für den Schuldirektor Alfred Kleine Dem Typus einer Stadtvilla zuzuordnen ist dieser zweigeschossige Bau, der 1900-1901 durch Christian Hermann Haubenreißer für den Schuldirektor Johannes Alfred Kleine errichtet wurde. Ursprünglich besaß das klinkerverkleidete Haus nur ein Mansarddach, das obere Dachgeschoss mit dem Trockenboden wurde erst 1904 aufgesetzt, wodurch sich die Proportionen des Gebäudes verändert haben. Neben dem seitlich angeordneten Risalit, der der Straßenfront einen besonderen Akzent gibt, sowie den Kunststein- und Putzgliederungen der Fassade ist es vor allem die an der nördlichen Gebäudeseite vorgelegte Veranda, welche das Aussehen des Hauses maßgeblich mitbestimmt. Die ortsbaugeschichtliche Bedeutung wird durch die örtliche Seltenheit des Bautyps und die zeittypische Gestaltungsweise bestimmt. LfD/2012 | 09264695 |
| Direkt Bild zu diesem Denkmal hochladen | Wohnhaus in offener Bebauung, später Kinderbewahranstalt | Brückenstraße - (Karte)                           | um 1850 (Wohnhaus) | eingeschossiges Gebäude verputzt, Fachwerkgiebel, sozialgeschichtlich von Bedeutung, ortsbildprägend, ehemalige Anschrift Brückenstraße 11 (am 15. Oktober 1998 gelöscht), bedeutsames Zeugnis der Ortsentwicklungsgeschichte Im Jahr 1880 wurde das vorhandene einstöckige Wohnhaus, das sehr wahrscheinlich um 1850 entstand und im Besitz der Gutsherrschaft war, für einen Kinder-Saal der Kinderbewahranstalt von Großzschocher durch den Zimmermeister Julius Werner bedeutend erweitert. Abgesehen von kleineren Um- und Anbauten blieb der Bau dieser frühen Sozialeinrichtung bis zum Anfang des 21. Jahrhunderts im Wesentlichen erhalten, als ein Teilabriss des Gebäudes erfolgte. Hiervon blieb der straßenseitige Kopfbau ausgenommen. Die exponierte Lage an der Kreuzung von Buttergasse und Brückenstraße verleiht dem erhaltenen kleinen Gebäude mit seinem Fachwerkgiebel und dem Krüppelwalmdach eine besondere Präsenz im Straßenraum, woraus seine ortsbildprägende Bedeutung resultiert, die neben dem baugeschichtlichen und sozialhistorischen Wert zu stellen ist. LfD/2012 | 09264585 |
|                                         | Straßenbrücke über die Weiße Elster, mit Laternen | Brückenstraße - (Karte)                           | 1905-1910 (Straßenbrücke)                                                                                              | Geländer mit Kunststeinpfosten, darauf eiserne Laternenpfähle, technisches Denkmal, als frühes Eisenbeton-Bauwerk von überörtlicher Bedeutung für den Ingenieurbau sowie ortshistorisch und verkehrsgeschichtlich von Bedeutung, siehe auch: Cementbaugeschäft Rudolf Wolle | 09264581 |
| Direkt Bild zu diesem Denkmal hochladen | Eisenbahnbrücke | Brückenstraße - (Karte)                           | 1956-1960 (Eisenbahnbrücke)                                                                                            | Prototyp einer Stahlfachwerkbrücke mit Stabanschlüssen mittels hochfester Schrauben, Eisenbahnstrecke Leipzig-Plagwitz - Markkleeberg-Gaschwitz (6379, sä. PG) über die Weiße Elster, Nachfolgebau von 1956 bis 1960 durch die Deutsche Reichsbahn, technikgeschichtlich und verkehrsgeschichtlich von Bedeutung | 09306484 |
| Direkt Bild zu diesem Denkmal hochladen | Wohnhaus in offener Bebauung | Brückenstraße 5 (Karte)                           | um 1850 (Wohnhaus) | eingeschossig mit Satteldach, sozialgeschichtliche und bauhistorische Bedeutung Das eingeschossige giebelständige Wohnhaus mit ehemals angrenzendem Stall – wahrscheinlich um 1850 errichtet – gehörte in den 1880er Jahren dem Böttchermeister Friedrich Hermann Heine. Dieser ließ 1885 an der Straße ein Waschküchengebäude mit Räucherkammer errichten. Als kleines Handwerkerhaus aus der Mitte des 19. Jahrhunderts besitzt das Gebäude Brückenstraße 5 – nicht zuletzt aufgrund des Maßstabsprungs der im Westen anschließenden gründerzeitlichen Bebauung – ortsgeschichtliche und bauhistorische Bedeutung. LfD/2011 | 09299039 |
| Direkt Bild zu diesem Denkmal hochladen | Wohnhaus, Scheune und Seitengebäude eines Dreiseithofes | Brückenstraße 7 (Karte)                           | um 1820 (Bauernhaus), 1892-1893, bezeichnet 1893 (Scheune)                                                             | einer der wenigen erhaltenen Bauernhöfe in Großzschocher, Wohnhaus Obergeschoss Fachwerk verputzt, Scheune Klinkerbau, ortsbaugeschichtlich von Bedeutung Zu den wenigen erhaltenen bäuerlichen Anlagen in Großzschocher gehört der Dreiseithof, der von der Straße durch einen Garten und ein 1889/1890 gebautes Wohnhaus getrennt ist. An der Westseite des Hofes befindet sich das Wohnstallhaus mit Krüppelwalmdach, das sehr wahrscheinlich um 1820 entstand. Auf der gegenüberliegenden Seite wurde 1862 ein zweistöckiges Stallgebäude errichtet. Zwischen diesen beiden Bauten ersetzt seit 1892/1893 eine große Scheune mit Klinkerfassade und Ziegeldach einen Vorgängerbau, der noch mit Stroh gedeckt war. Seit Anfang des 20. Jahrhunderts nutzte man Teile der Gebäude auch als Schlosserwerkstatt. Trotz zahlreicher Umbaumaßnahmen sind die Struktur einer bäuerlichen Hofanlage des 19. Jahrhunderts und die Genese des ländlichen Bauens noch heute nachvollziehbar, was eine ortsbaugeschichtliche Bedeutung der Anlage bedingt. LfD/2012 | 09298980 |
| Direkt Bild zu diesem Denkmal hochladen | Wohnhaus in offener Bebauung, mit Einfriedung und Toranlage | Buttergasse 9 (Karte)                             | 1908-1909 (Wohnhaus)                                                                                                   | Gebäude im Landhausstil mit Fachwerk, ehemaliges Forsthaus, neben der geschichtlichen Bedeutung als Teil des Rittergutsbezirkes aufgrund der Bautypologie ortsbaugeschichtlicher Wert Das Grundstück gehörte im 19. Jahrhundert zum Rittergut und wurde 1869/1870 mit einer Ziegeltrockenscheune bebaut. 1908 stellte der stellvertretende Gutsvorsteher Röcke den Bauantrag zur Errichtung eines Forsthauses mit Diensträumen und einer Wohnung im Obergeschoss. Offenbar besaß der Förster Rocke auch gewisse Kenntnisse im Bauen, denn als Baumeister zeichnete er auch als für die Bauleitung verantwortlich. Auch wenn die Amtshauptmannschaft das Projekt bereits genehmigte, beantragte die Gräfin Wedel wenige Wochen später erneut die Genehmigung des Neubaus, für dessen veränderte Pläne nun durch Baumeister Anton Schmidt verantwortlich zeichnete, der auch die Ausführung leiteten sollte. Das 1909 fertiggestellte Forsthaus zeigt mit der vorgesetzten Veranda, dem Blendfachwerk im Dachgeschoss und dem Krüppelwalmdach den traditionellen Vorstellungen von einem Landhaus und entspricht so durchaus der Funktion als Verwaltungs- und Wohngebäude des Rittergutes. Neben der ortsbaugeschichtlichen Bedeutung als einem in Großzschocher seltenen bautypologischen Beispiel einer ländlichen Villa besitzt das Gebäude als Bestandteil des Rittergutes auch einen ortsgeschichtlichen Wert. LfD/2012 | 09264588 |
| Direkt Bild zu diesem Denkmal hochladen | Mietshaus in geschlossener Bebauung | Buttergasse 12 (Karte)                            | 1909-1910 (Mietshaus)                                                                                                  | Putzfassade, überhöhter Kastenerker, Handkarrendurchgang, Schablonenmalerei und Reste farbiger Bleiverglasung im Treppenhaus, Reformarchitektur, siehe auch Nachbarhaus Buttergasse 14, baugeschichtlich von Bedeutung Nur vier Tage nach dem Einreichen des Bauantrages für das Grundstück Buttergasse Nummer 14 beantragte der Lehrer Bruno Munzig die Errichtung eines Wohnhauses auf dem Nachbargrundstück. Auch hier leitete Baumeister Eugen Horn aus Leipzig-Gohlis das Projekt, das der Baumeister Otto Voigt (Großzschocher) ausführte. Offensichtlich wurde aber erst das benachbarte Gebäude ausgeführt, denn die Grundbauprüfung fand erst im März 1911 statt, am Ende des Jahres war das Haus fertiggestellt. Über dem Erdgeschoss ist die Straßenfassade mit dem Erker und dem Dachhaus im Mansardgeschoss streng symmetrisch aufgebaut. Mittelerker, lisenenartige Wandvorlagen und Brüstungsspiegel, die in ihrer Gestaltung ebenfalls dem Nachbarhaus entsprechen, lassen – was mit den repräsentativen Wohnungen im Inneren korrespondiert – an ein Bürgerhaus des 18. Jahrhunderts denken, obwohl die Ornamentik zumindest teilweise den architektonischen Reformbestrebungen vor dem Ersten Weltkrieg zuzurechnen ist. Diese besondere Fassadengestaltung macht den baugeschichtlichen Wert des Gebäudes aus, der durch den architektonischen Zusammenhang mit dem Nachbarhaus noch vergrößert wird. LfD/2012 | 09264589 |
| Direkt Bild zu diesem Denkmal hochladen | Mietshaus in halboffener Bebauung | Buttergasse 14 (Karte)                            | 1909-1910 (Mietshaus)                                                                                                  | Putzfassade, Eckturm, Kastenerker, Treppenhaus mit Schablonenmalerei und Reste farbig bleiverglaster Treppenhausfenster, siehe auch Nachbarhaus Buttergasse 12, als typisches Beispiel der Reformarchitektur baugeschichtlich von Bedeutung Für die Errichtung eines mehrgeschossigen Wohnhauses auf dem damaligen Grundstück Schleußiger Weg 21 stellte der Lehrer Bruno Munzig im September 1909 einen Bauantrag. Bauleiter war der Baumeister Eugen Horn (Leipzig-Gohlis), die Bauausführung lag in den Händen von Otto Voigt, Baumeister aus Großzschocher. Im Sommer des folgenden Jahres konnte das Haus mit seinen repräsentativen Wohnungen in Gebrauch genommen werden. 1995/1996 wurde das Haus mit seinem charakteristischen Eckerker umfassend saniert. Das Gebäude zeichnet sich durch eine differenzierte Fassadengestaltung aus: über einem Erdgeschoss mit Putzgliederungen erheben sich die glatten Flächen der Obergeschosse, die nur sparsam mit Brüstungsspiegeln und lisenenartigen Vorlagen gegliedert sind. An der Straßenfassade setzt ein in der Gestaltung hervorgehobener Rechteckerker einen weiteren Akzent, während an der Schmalseite des Hauses eine doppelgeschossige Veranda angebaut wurde. Die ortsbaugeschichtliche Bedeutung des Gebäudes resultiert aus diesem im Vergleich zu anderen zeitgenössischen Bauten des Reformstils herausragenden Gestaltungsaufwand, zudem weist das Haus durch seine Lage eine besondere Präsenz im Straßenraum der Buttergasse auf. LfD/2012 | 09264590 |
| Direkt Bild zu diesem Denkmal hochladen | Mietshaus in offener Bebauung und in Ecklage, mit angebauter Turnhalle und Nebengebäude im Hof | Buttergasse 18 (Karte)                            | 1896-1897 (Mietshaus), 1897 (als Kolonnade)                                                                            | repräsentative historistische Putzfassade, neben der baugeschichtlichen Bedeutung aufgrund der früheren Nutzung durch den Arbeitersportverein ortsgeschichtlich und sporthistorisch von Relevanz Um sein neues Mietshaus mit Gastwirtschaft errichten zu können, für das im April 1896 der Bauantrag gestellt wurde, musste der Besitzer Bernhard Frosch eine große Scheune und Stallgebäude abreißen, die zu einer bäuerlichen Hofanlage gehörten. Im folgenden Jahr plante Frosch außerdem noch die Errichtung einer an das Wohnhaus anschließenden sogenannten Kolonnade, eine Laube für den Garten der Gastwirtschaft, sowie ein Waschhaus. Im Juni 1897 konnten diese Bauvorhaben abgeschlossen werden, für die der Architekt und Baugewerksmeister Anton Schmidt verantwortlich zeichnete. Es entstand ein dreigeschossiges Gebäude, dessen Fassaden entgegen der eingereichten Bauzeichnung durch Kolossalpilaster eine besondere Gliederung erhielten. Ungewöhnlich erscheint die Lösung der Ecksituation: über dem Erdgeschoss-Eingang zur Gaststätte wurde in einer halbrunden Nische die überlebensgroße Kunststeinplastik eines Frosches platziert – sicher eine Reminiszenz an den Bauherren und namensgebend für das Haus. Keine zwei Jahre nach Fertigstellung des Gebäudes veranlasste der Besitzer bereits den Umbau der Kolonnade zu einem Gesellschaftssaal, der im Inneren mit den Gasträumen verbunden wurde. Seit 1900 ist die Nutzung des Grundstückes durch Turner nachweisbar, da man damals ein provisorisches Nebengebäude für die Sportgeräte baute und im nächsten Jahr einen entsprechenden Bau mit Garderobe an den Saal anfügte. Es waren die Arbeitersportler, die in der Froschburg Quartier bezogen, nachdem sie sich vom (bürgerlichen) Allgemeinen Turnverein getrennt hatten. Aufgrund dieser Nutzungsgeschichte besitzen die Gebäude einen besonderen ortsgeschichtlichen Wert, dem auch – nicht zuletzt wegen der im örtlichen Kontext ungewöhnlichen Gestaltung der Fassaden – eine baugeschichtliche Bedeutung zur Seite zu stellen ist. LfD/2012 | 09264591 |
| Direkt Bild zu diesem Denkmal hochladen | Wohnhaus (mit Anbau) und Scheune eines Dreiseithofes | Buttergasse 28 (Karte)                            | um 1830 (Bauernhaus), 1890-1891 (Anbau)                                                                                | giebelständiges Bauernhaus, ein schlichter Putzbau mit Krüppelwalmdach, der Anbau in Ziegelbauweise, Scheune massiv, baugeschichtlicher Wert, zudem als Beispiel für den Nutzungswandel von einer bäuerlichen zu einer gewerblich genutzten Hofanlage sozialhistorisch von Bedeutung Zu den wenigen erhaltenen bäuerlichen Hofanlagen gehört die Bebauung dieses Grundstückes. Sehr wahrscheinlich um 1830 entstand das giebelständige Wohnhaus mit Krüppelwalmdach in Fachwerkbauweise über massivem Erdgeschoss. 1890/1891 wurde anstelle eines Stalles ein zweigeschossiges Klinkergebäude mit Wohnungen angefügt. Die alte rückwärtige Scheune erfuhr nach dem Ersten Weltkrieg einen Umbau zum Pferdestall für den Kohlenhändler Franz Hoffmann. Damit dokumentieren die Bauten den Wandel von einer primär bäuerlichen zu einer primär gewerblichen Nutzung. Dem ortsbaugeschichtlichen Wert ist aus diesem Grund eine sozialhistorische Bedeutung zur Seite zu stellen. LfD/2012 | 09264594 |
| Direkt Bild zu diesem Denkmal hochladen | Wohnhaus eines Bauernhofes | Buttergasse 30 (Karte)                            | um 1830 (Wohnhaus) | in Giebelstellung, Obergeschoss Fachwerk verputzt, Krüppelwalmdach, baugeschichtlicher Wert, zudem als Beispiel für den Nutzungswandel von einer bäuerlichen zu einer gewerblich genutzten Hofanlage sozialhistorisch von Bedeutung Zu den wenigen erhaltenen bäuerlichen Hofanlagen gehört die Bebauung dieses Grundstückes. Sehr wahrscheinlich um 1830 entstand das giebelständige Wohnhaus mit Krüppelwalmdach in Fachwerkbauweise über massivem Erdgeschoss. 1890/1891 wurde anstelle eines Stalles ein zweigeschossiges Klinkergebäude mit Wohnungen angefügt. Die alte rückwärtige Scheune erfuhr nach dem Ersten Weltkrieg einen Umbau zum Pferdestall für den Kohlenhändler Franz Hoffmann. Damit dokumentieren die Bauten den Wandel von einer primär bäuerlichen zu einer primär gewerblichen Nutzung. Dem ortsbaugeschichtlichen Wert ist aus diesem Grund eine sozialhistorische Bedeutung zur Seite zu stellen. LfD/2012 | 09264596 |
| Direkt Bild zu diesem Denkmal hochladen | Mietshaus in offener Bebauung | Buttergasse 31 (Karte)                            | 1910-1911 (Mietshaus)                                                                                                  | einfach gegliederte Putzfassade, baugeschichtlich von Bedeutung als ortstypisches Beispiel für die Reformarchitektur vor dem Ersten Weltkrieg Noch im ersten Jahrzehnt des 20. Jahrhunderts befanden sich auf dem Grundstück die typischen Gebäude einer bäuerlichen Hofanlage. Im Dezember 1910 beantragten Otto und Auguste Pfeifer den Bau eines dreigeschossigen Mietshauses, das von der Colditzer Firma Müller & Meier ursprünglich als halboffenes Gebäude geplant und errichtet wurde. Es entstand ein kaum ornamentierter Putzbau mit einem Obergeschossrisalit in der Fassadenmitte. Ganz wesentlich trägt die Fenstersprossung zur Gliederung der Fassade bei. Aufgrund seiner sparsamen Fassadengestaltung kann das Gebäude als ein Beispiel für Bauten in Großzschocher angesehen werden, die sich an den Maßstäben der Reformarchitektur am Vorabend des Ersten Weltkrieges orientierten. LfD/2012 | 09264573 |
| Direkt Bild zu diesem Denkmal hochladen | Wohnhaus einer Bauernhofes | Buttergasse 35 (Karte)                            | Anfang 19. Jh. (Bauernhaus)                                                                                            | in Traufstellung zur Straße, Putzfassade, Krüppelwalmdach, als einer der ältesten erhaltenen Bauten in Großzschocher besondere baugeschichtliche Bedeutung Sehr wahrscheinlich entstand zu Beginn des 19. Jahrhunderts der nördliche Teil des zweigeschossigen traufständigen Gebäudes. 1879 erweiterte der ortsansässige Zimmermann Karl Ziegenhorn das Haus, indem er es nach Süden verlängerte. Er schuf so Platz für ein neues ebenerdiges Ladengeschäft und für Wohnräume im Obergeschoss. Umfangreiche Baumaßnahmen betrafen aufgrund ganz verschiedener Nutzungsformen in der Folgezeit das alte Seiten- und die zahlreichen Nebengebäude, die allerdings heute zum größten Teil nicht mehr vorhanden sind. Im Grundstück wurde in den Jahren vor 1900 eine Gaststätte betrieben, wofür man auch den rückwärtigen Garten in Anspruch nahm. Für eine Lackkocherei, in der Spirituslacke produziert werden sollten, kam es dann 1922/1923 zu einem Umbau des straßenseitigen Gebäudes einschließlich der Zusetzung der beiden an der Buttergasse gelegenen Türen. Wenige Jahre später dominierte dann bereits wieder die Wohnnutzung, nachdem das Grundstück vom Rittergut erworben wurde. Das Haus besitzt aufgrund seiner frühen Entstehung und der nur geringen Zahl vergleichbarer Bauten, die erhalten geblieben sind, eine besondere ortsbaugeschichtliche Bedeutung. LfD/2012 | 09264597 |
| Direkt Bild zu diesem Denkmal hochladen | Wohnhaus in offener Bebauung | Buttergasse 36 (Karte)                            | um 1815 (Wohnhaus) | eingeschossiges Wohnhaus mit Krüppelwalmdach, Lehmbau mit Fachwerk, als eines der ältesten in der historischen Ortslage erhaltenen Gebäude baugeschichtlich von Bedeutung, als Lehmbau zudem von wissenschaftlich-dokumentarischem Wert Das kleine Häusleranwesen gehört zu den ältesten erhaltenen Gebäuden von Großzschocher und wurde sehr wahrscheinlich als Lehmbau mit Fachwerkdachgeschoss im 1. Viertel des 19. Jahrhunderts errichtet. 1874/1875 ließ der Grundstückbesitzer Friedrich Wilhelm Händel durch den Zimmermeister Karl Ziegenhorn an der südlichen Grundstücksgrenze ein kleines Stallgebäude mit Waschhaus bauen. Trotz des bereits 1947 von der Bauaufsicht empfohlenen Abrisses blieb das nicht unterkellerte Gebäude bis heute erhalten. Mit seinem Krüppelwalmgiebel und dem Dreiecksgiebel des Dachhauses zeigt das Gebäude die typischen Formen des ländlichen Bauens zu Beginn des 19. Jahrhunderts und trotz der Schlichtheit eine ästhetisch gelungene Lösung der Bauaufgabe. Als Zeugnis der alten dörflichen Bebauung weist das Haus eine besondere ortsbaugeschichtliche Bedeutung auf. LfD/2012 | 09304441 |
| Direkt Bild zu diesem Denkmal hochladen | Wohnhaus eines Bauernhofes mit Einfriedung | Buttergasse 41 (Karte)                            | bezeichnet 1725 (Bauernhaus)                                                                                           | giebelständig zur Straße, Fachwerk-Obergeschoss und Krüppelwalmdach, hölzerne Fenstergewände, aufgrund des Alters besitzt das Haus eine besondere ortsbaugeschichtliche Bedeutung Wenn ein Ziegelstein mit Inschrift im Zugang zum Keller nicht zweitverwendet wurde, dann ist mit der hier zu findenden Zahl 1725 das Erbauungsjahr des Hauses genannt. Damit ist dieses sehr wahrscheinlich im Kern bereits im 18. Jahrhundert entstanden und somit eines der ältesten noch erhaltenen Gebäude von Großzschocher-Windorf. Der giebelständige Bau mit einem Fachwerkobergeschoss wird von einem Krüppelwalmdach abgeschlossen und besitzt als Besonderheit hölzerne Fenstergewände. Bemerkenswert sind weiterhin die schlanken Pfeiler der Hofeinfahrt. Als ein charakteristisches Beispiel der alten dörflichen Bebauung der Buttergasse und vor allem, aufgrund seines Alters besitzt das Haus eine besondere ortsbaugeschichtliche Bedeutung. LfD/2012 | 09264598 |
| Direkt Bild zu diesem Denkmal hochladen | Wohnhaus (Nr. 44, mit Umgebinde) und Seitengebäude (Nr. 46) eines Bauernhofes | Buttergasse 44; 46 (Karte)                        | um 1800 (Bauernhaus)                                                                                                   | Fachwerkbauten, Bauernhaus mit einer in Leipzig nur noch selten anzutreffenden Umgebindekonstruktion, ortsgeschichtlich und baugeschichtlich von hoher Bedeutung | 09298978 |
|                                         | Gedenkstein für Theodor Körner | Dieskaustraße - (Karte)                           | bezeichnet 1913 (Gedenkstein)                                                                                          | zur Erinnerung an den Dichter und Freikorps-Kämpfer und seinen Aufenthalt in Großzschocher Juni 1813, nach der Schlacht von Kitzen schwer verwundet hier versteckt und von Bauern aufgefunden, Findling mit Inschrift, als ein Objekt der Erinnerungskultur im Zusammenhang mit den Befreiungskriegen überregionale historische Bedeutung Im Rahmen der Jahrhundertfeiern der Völkerschlacht bei Leipzig fand im August 1913 die Weihe des Denkmals statt, das den Ort markieren soll, an dem der Dichter Theodor Körner im Juni 1813 als Mitglied des Lützowschen Freikorps verwundet aufgefunden worden sein soll. Für das Monument stellte die Gemeinde Großzschocher die finanziellen Mittel und die Rittergutsherrschaft das Grundstück zur Verfügung. Das Denkmal besteht aus einem mächtigen Granitfindling, der auf einem Feldsteinsockel ruht und an der Vorderseite die Widmung trägt. Der Körner-Stein gehört zu den zahlreichen Monumenten, die in und um Leipzig zur Erinnerung an die Völkerschlacht gesetzt wurden. Aufgrund der überragenden erinnerungskulturellen Bedeutung des historischen Ereignisses im 19. und frühen 20. Jahrhundert besitzt das Denkmal im Zusammenspiel mit den anderen Leipziger Monumenten der Region eine überregionale kulturhistorische Bedeutung. LfD/2012 | 09264635 |
|                                         | Kabelverzweigergehäuse für Telefonanschlüsse | Dieskaustraße - (Karte)                           | vermutl. 1922 (Kabelverzweiger)                                                                                        | Kabelverzweiger Leipziger Typ Nummer 7, Metallgehäuse, technikgeschichtlich von Bedeutung, Seltenheits- und Dokumentationswert | 09299742 |
| Direkt Bild zu diesem Denkmal hochladen | Mietshaus in halboffener Bebauung | Dieskaustraße 128 (Karte)                         | 1903-1904 (Mietshaus)                                                                                                  | Putzfassade, als eines der wenigen Beispiele der um 1900 geplanten nördlichen Ortserweiterung von Großzschocher baugeschichtlich von Bedeutung Gleich nachdem Gustav Ronniger sein Bauprojekt an der Ecke zur Albert-Vollsack-Straße beendet hatte, stellte er die Pläne zur Errichtung eines zweispännigen Mietshauses auf dem benachbarten Grundstück dem Bauausschuss der Gemeinde vor. Im September folgte der reguläre Bauantrag, den die Amtshauptmannschaft über einen Monat später genehmigte. Im Juli 1904 war der viergeschossige Bau vollendet, den Ronniger als Bauherr, Bauleiter und wohl auch als Bauausführender durchführte. Von der regelmäßen Gliederung der Straßenfront weicht die nördliche Fassadenachse mit breiteren Fenstern ab, ansonsten überwiegt eine große Homogenität, da das zurückhaltend eingesetzte Dekor nur leicht geschossweise variiert. Das Haus gehört zu den wenigen ausgeführten Bauten der um 1900 geplanten nördlichen Ortserweiterung von Großzschocher, woraus die ortsbaugeschichtliche Bedeutung resultiert. LfD/2012 | 09298955 |
| Direkt Bild zu diesem Denkmal hochladen | Mietshaus in halboffener Bebauung | Dieskaustraße 160 (Karte)                         | 1899 (Mietshaus) | mit Tordurchfahrt und Laden, historisierende Klinkerfassade, als typisches Beispiel für ein Wohnhaus um 1900 baugeschichtlich von Bedeutung Für das Grundstück beantragte der Maurermeister Richard Leonhardt aus Leipzig-Kleinzschocher zu Beginn des Jahres 1895 den Bau eines mehrstöckigen Wohnhauses als Eigentümer und Bauleiter. Zur Ausführung kam es jedoch nicht. Vier Jahre später stellte dann Hermann Ronniger aus Windorf erneut einen Antrag zur Bebauung des Grundstücks. Kurze Zeit nach der Errichtung des viergeschossigen Mietshauses erwarb der Fleischermeister Hermann Starke das Grundstück, der außerdem ein Seitengebäude für die Wirtschaftsräume seines Geschäftes baute. Das Vorderhaus besitzt eine Tordurchfahrt und einen 1914-1917 eingebauten Laden im Erdgeschoss. Die Klinkerfassade weist traditionell gestaltete Putz- und Kunststeingliederungen wie Bänder und Fensterverdachungen auf. Als einen typischen Wohn- und Geschäftshaus der Zeit um 1900 in der Hauptstraße von Großzschocher kommt diesem eine ortsbaugeschichtliche Bedeutung zu LfD/2012 | 09298960 |
| Direkt Bild zu diesem Denkmal hochladen | Wohnhaus in offener Bebauung (mit Restaurant-Anbau), Einfriedung, Pforte, Toreinfahrt, Kegelbahn und Hofpflasterung | Dieskaustraße 165 (Karte)                         | 1869-1870, später überformt (Wohnhaus), 1877 (Kegelbahn)                                                               | Putzfassade mit einfacher architektonischen Gliederung, Mittelrisalit mit Sparrengiebel, Eingang mit hölzernem Windfang, städtebauliche und geschichtliche Bedeutung | 09264600 |
|                                         | Wohnhaus in halboffener Bebauung | Dieskaustraße 166 (Karte)                         | 1872-1873 (Wohnhaus)                                                                                                   | Putzfassade mit zurückhaltender Putzgliederung, ausgebautes Satteldach, bauhistorischer Wert aufgrund der Entstehung im Zuge der ersten Ortserweiterungsphase von Großzschocher um 1870, sozialhistorische Bedeutung wegen der vormaligen typischen Grundstücksnutzung mit Mischung aus Wohnen und Kleingewerbe (ehemals Fa. Kurt Dockhorn) Am 18. März 1873 wurde die Schlussprüfung des vom Zimmermeister F. Sachse erbauten Wohnhauses vorgenommen, das der Grundstücksbesitzer Johann Karl Dockhorn im Sommer des Vorjahres beginnen ließ. Noch heute sind an dem zweigeschossigen Gebäude nicht nur die originalen Fenster mit Winterfenstern erhalten, sondern auch die zurückhaltende Putzgliederung, welche die Straßenfassade belebt. Bereits vor dem Ausbau der Dieskaustraße entstanden, lag das Haus ursprünglich hinter einem Vorgarten. Im Seitengebäude richtete Kurt Dockhorn eine Fabrikation von Bohnerwachs ein, gegen den die Leipziger Konkurrenz vergeblich bei der Baupolizei und dem Gewerbeamt vorging. Dieser Kleinbetrieb nahm seine Produktion nach dem Zweiten Weltkrieg wieder auf. Der bauhistorische Wert des Hauses resultiert aus seiner Errichtung in der ersten Ortserweiterungsphase von Großzschocher um 1870, die vormalige typische Grundstücksnutzung mit der Mischung aus Wohnen und Kleingewerbe ist sozialhistorisch von Interesse. LfD/2012 | 09264601 |
| Direkt Bild zu diesem Denkmal hochladen | Mietshaus in ehemals halboffener Bebauung | Dieskaustraße 173 (Karte)                         | 1900 (Mietshaus) | mit Laden, historisierende Klinkerfassade, dem zeittypischen Vertreter der Mietshausarchitektur kommt eine ortsbaugeschichtliche Bedeutung zu Carl Julius Rüger aus Leipzig-Kleinzschocher leitete im Jahr 1900 die Errichtung des viergeschossigen Wohnhauses mit Laden im Erdgeschoss für den Besitzer Karl Friedrich Fleck. Im rückwärtigen Bereich des Grundstückes wurden gleichzeitig Nebengebäude errichtet, in denen sich erst eine Schweineschlächterei und dann eine Tischlerei befanden, womit sich die typische Mischnutzung des Grundstücks ergab. Vier Jahre nach der Fertigstellung des Vorderhauses wohnten in den zwei Stuben und zwei Kammern der Erdgeschosswohnung neben einer Familie mit vier Personen sowie zwei Ziehkindern noch sechs bis sieben Schlafburschen. Dies erhellt schlaglichtartig die katastrophale Wohnungssituation in Großzschocher am Beginn des 20. Jahrhunderts. Das Wohnhaus mit den beiden flachen Seitenrisaliten, der symmetrischen Gliederung in den Obergeschossen und dem Wechsel zwischen Klinkerfassade und den Zierelementen aus Kunststein ist ein charakteristisches Beispiel für die zeitgenössische Mietshausarchitektur in Großzschocher und weist neben der ortsbaugeschichtlichen auch eine sozialhistorische Bedeutung auf. LfD/2012 | 09264602 |
| Direkt Bild zu diesem Denkmal hochladen | Wohnhaus in offener Bebauung | Dieskaustraße 178 (Karte)                         | 1869-1870 (Wohnhaus)                                                                                                   | gut gegliederte Putzfassade, ausgebautes Satteldach, ortsbaugeschichtliche Bedeutung aufgrund der erhaltenen Gestaltung der Straßenfront sowie der Errichtung im Zuge der ersten Ortserweiterungsphase von Großzschocher Innerhalb weniger Monate zwischen Dezember 1869 und April 1870 entstand für den Besitzer Johann Karl Wilhelm Michael ein kleines zweigeschossiges Mietshaus mit zwei Wohnungen je Stockwerk und ein kleines Nebengebäude. Für den Bau verantwortlich war der Zimmermeister Karl Ziegenhorn aus Großzschocher. Zu Beginn des 20. Jahrhunderts nutzte ein Händler aus Leipzig-Kleinzschocher die Nebengebäude zur Lagerung von Knochen und im Vorderhaus befand sich ein Friseurgeschäft, später kam hier eine Heißmangel zur Aufstellung. Besondere Beachtung verdient die originale straßenseitige Fassadengestaltung des Wohnhauses. Mit Putzritzungen wurde eine Eckquaderung imitiert, die Felder unter den Fenstern erinnern an Brüstungsspiegel und die Traufe wird ebenfalls mit langrechteckigen Rahmen hervorgehoben. Diese original erhaltene Gestaltung der Straßenfront und die Entstehung des Gebäudes in der ersten Ortserweiterungsphase am Beginn des letzten Drittels des 19. Jahrhunderts verleihen dem Gebäude eine besondere ortsbaugeschichtliche Bedeutung. LfD/2012 | 09298957 |
| Direkt Bild zu diesem Denkmal hochladen | Mietshaus in geschlossener Bebauung | Dieskaustraße 192 (Karte)                         | 1887 (Mietshaus) | in Ecklage zu einer Sackgasse, historistische Putzfassade mit reicher Stuckgliederung, aus der reichen Fassadengestaltung resultiert die baugeschichtliche Bedeutung, aufgrund der langjährigen Nutzung als Kino ebenfalls ortsgeschichtlicher Wert Das Eckmietshaus, das der Maurermeister Heinrich Wilhelm Ruschelau 1887 an der Hauptstraße errichten ließ, erfuhr 1912/1913 eine wesentliche bauliche und funktionelle Veränderung. Ein Kinosaal wurde an das Wohnhaus angebaut und das Erdgeschoss des bestehenden Gebäudes in den neuen Raum integriert. Etwa 50 Jahre befand sich hier das Kino Großzschocher, welches man am Ende der 1960er Jahre zu einer Konsum-Verkaufsstelle umbaute. Heute erinnert nur noch wenig an diese kulturelle Nutzung, dafür blieb in den Obergeschossen des straßenseitigen Hauses der reiche Fassadenschmuck der Entstehungszeit erhalten. An Grotesken erinnernde Masken und Köpfe sowie Kartuschen verzieren Lisenen und Fensterverdachungen. Die Traufe weist einen Zahnschnittfries und mit Beschlagwerk versehene Konsolen auf. Putzbänder tragen zur horizontalen Belebung der Straßenfronten bei. Der Reichtum der Fassadengliederung verleiht dem Haus als einem außergewöhnlichen Zeugnis des zeitgenössischen Bauens um 1885 in Großzschocher eine besondere baugeschichtliche Bedeutung, zu der die ortsgeschichtliche aufgrund der langjährigen Nutzung als Kino zur Seite zu stellen ist. LfD/2012 | 09294968 |
| Direkt Bild zu diesem Denkmal hochladen | Mietshaus in ehemals geschlossener Bebauung und in Ecklage | Dieskaustraße 193 (Karte)                         | 1899-1900 (Mietshaus)                                                                                                  | mit Eckladen und Tordurchfahrt, historisierende Klinkerfassade, Dimension und Gestaltung des Hauses verdeutlichen charakteristische Wesensmerkmale der Ortserweiterungsphase um 1900, woraus die ortsbaugeschichtliche Bedeutung resultiert Das älteste erhalte Gebäude auf dem Grundstück ist der zweigeschossige Seitenflügel an der Anton-Zickmantel-Straße: hier wurde 1891 eine Bäckerei errichtet. Im Jahr 1899 stellte dann der Bäckermeister Bruno Schneider den Bauantrag für ein neues Wohngebäude an der Dieskaustraße. Hermann Haubenreißer führte das Projekt aus, das im September 1900 fertiggestellt war. Entgegen der Konzessionszeichnung entstand ein Haus, das äußerlich aus zwei unterschiedlichen Gebäuden zu bestehen scheint: der größere Teil an der Straßenecke erhielt in den Obergeschossen eine Klinkerfassade, nach Norden zu schließt sich ein vollständig verputzter Bereich an. Ein homogen ausgebildetes Traufgesims fasst die Teile wieder zusammen. Im ebenfalls einheitlich gestalteten Erdgeschoss befinden sich noch heute zwei Läden und die Tordurchfahrt. Auch an diesem Gebäude lässt sich mit Blick auf das Bäckereigebäude sehr gut der Maßstabssprung erkennen, der mit der Ortserweiterung um 1900 in Großzschocher Einzug hielt: statt zweigeschossiger Bauten waren es nun viergeschossige, die gerade an der Hauptstraße entstanden. Das Haus besitzt eine ortsbaugeschichtliche Bedeutung. LfD/2012 | 09264603 |
| Direkt Bild zu diesem Denkmal hochladen | Wohnhaus (ehemals mit Bäckerei) und Scheune eines Bauernhofes sowie Einfriedung mit Toreinfahrt und Pforte | Dieskaustraße 197 (Karte)                         | 1865-1866 (Bauernhaus), 1870-1871 (Scheune), um 1840 (Toreinfahrt)                                                     | Wohnhaus mit Laden, einfach gegliederte Putzfassade mit Zwillingsfenster im Giebel, Einfriedung mit reich verzierten Sandsteinpfeilern, ortsbaugeschichtliche Bedeutung als charakteristisches Beispiel der baulichen Umgestaltung von Großzschocher am Beginn des letzten Drittels des 19. Jahrhunderts Nachdem der Bäckermeister Carl Heinrich Freiberger aus Windorf das Grundstück mit einer bäuerlichen Hofanlage erworben hatte, ließ er 1865-1866 ein neues giebelständiges Wohnhaus durch den Zimmermann Karl Ziegenhorn errichten. Das schlichte zweistöckige Gebäude mit Geschoss- und Traufgesims wird an der Straßenseite durch ein doppeltes Rundbogenfenster im Dachgeschoss akzentuiert. 1870/71 erfolgte mit dem Neubau einer großen rückwärtigen Scheune eine weitere Umgestaltung des alten Anwesens. Zeitgleich entstand auch das einstöckige südliche Seitengebäude. Besonders bemerkenswert ist die Einfriedung: Sandsteinpfeiler und reich verzierte schmiedeeiserne Tore schließen den Hof von der Dieskaustraße ab. Die Anlage besitzt eine besondere ortsbaugeschichtliche Bedeutung, da an ihr im Zusammenhang mit den wenigen anderen erhaltenen zeitgenössischen Bauten der Straße die architektonische und funktionale Vielfalt der baulichen Umgestaltung von Großzschocher am Beginn des letzten Drittels des 19. Jahrhunderts deutlich wird. LfD/2012 | 09264605 |
| Direkt Bild zu diesem Denkmal hochladen | Mietshaus in geschlossener Bebauung | Dieskaustraße 198 (Karte)                         | 1903-1904 (Mietshaus)                                                                                                  | mit Laden und ehemals mit Gaststätte, Putzfassade, im Stil des Späthistorismus, als zeittypisches Beispiel des Ortsausbaus von Großzschocher um 1900 baugeschichtliche Bedeutung Nachdem: Ida Wilhelmine Eisert verw. Mittag aus Gaschwitz auch das Nachbargrundstück erworben hatte, beantragte sie im August 1903 auf den Parzellen 184 und 185 die Errichtung eines großen Wohnhauses mit Restauration im Erdgeschoss. Die Pläne des Baumeisters Anton Schmidt hierzu wurden zu Beginn des nächsten Jahres genehmigt. Bereits im Juni 1904 konnten die Räumlichkeiten des dreispännigen Hauses bezogen werden. 1938 richtete der Reichsluftschutzbund in der ehemaligen Gaststätte eine Luftschutzschule ein. Die Straßenfront des viergeschossigen Hauses ist geprägt durch zwei auskragende Risalite, die mit Giebeln abgeschlossen werden. Brüstungsfelder und Fensterstürze besitzen ein Dekor, das an neogotische Formen erinnert. Das Zusammenlegen von kleinen Grundstücken für eine großzügigere Bebauung, die Viergeschossigkeit und die zeittypische Fassadengestaltung machen das Haus zu einem zeittypischen Vertreter des städtischen Ausbaus von Großzschocher um 1900. Daraus resultiert die ortsbaugeschichtliche Bedeutung. LfD/2012 | 09264606 |
| Direkt Bild zu diesem Denkmal hochladen | Mietshaus in geschlossener Bebauung | Dieskaustraße 200 (Karte)                         | 1903-1904 (Mietshaus)                                                                                                  | mit Hausdurchgang und Laden, historisierende Putzfassade, Schablonenmalerei im Treppenhaus, baugeschichtliche von Bedeutung | 09264607 |
| Direkt Bild zu diesem Denkmal hochladen | Mietshaus in offener Bebauung | Dieskaustraße 205 (Karte)                         | 1908-1909 (Mietshaus)                                                                                                  | mit Laden, markant gestaltete Putzfassade, Kastenerker, Treppenhausfenster mit Resten farbiger Verglasung, zwischen Reformstil und Späthistorismus, charakteristisches Beispiel für den städtischen Ausbau Großzschochers vor dem Ersten Weltkrieg, woraus die ortsbaugeschichtliche Bedeutung resultiert Anstelle einer bäuerlichen Hofanlage ließ der Fabrikant Otto Polenz 1908/1909 ein Wohnhaus errichten, das im Erdgeschoss zusätzlich einen Laden aufnehmen sollte. Für die Planung und die Ausführung des Entwurfs war der Leipziger Architekt Eugen Horn verantwortlich, der dem Haus ein fast großstädtisches Gepräge gab: er setzte dem viergeschossigen Gebäude in den Obergeschossen einen mächtigen Kastenerker vor, über dem sich – nun asymmetrisch angeordnet – ein Giebel mit gebrochener Kontur erhebt. Außerdem beleben Putzspiegel unter den Fenstern, ornamentierte Sohlbänke und geschweifte Fensterverdachungen die Fassade zusätzlich. Das Gebäude ist ein charakteristisches Beispiel für den städtischen Ausbau von Großzschocher vor dem Ersten Weltkrieg, der gerade die Dieskaustraße als Hauptgeschäftsstraße des Ortes erfasste. Daraus resultiert der ortsbaugeschichtliche Wert des Hauses. LfD/2012 | 09264608 |
| Direkt Bild zu diesem Denkmal hochladen | Mietshaus in geschlossener Bebauung | Dieskaustraße 206 (Karte)                         | 1898-1899 (Mietshaus)                                                                                                  | mit Tordurchfahrt und mit Laden, historisierende Putz-Klinker-Fassade, als typisches Beispiel für den Ortsausbau um 1900 baugeschichtliche Bedeutung Den Bau eines viergeschossigen Mietshauses anstelle einer noch 1875 erweiterten bäuerlichen Hofanlage mit giebelständigem Wohnhaus beantragte im Februar 1898 der Maschinenbauer Richard Deubel für seine Frau Alwine Hedwig geb. Thomas, der das Grundstück gehörte. Im September des Jahres war der Neubau bis zum ersten Obergeschoss gediehen, die Schlussprüfung erfolgte im Februar 1899. Es entstand ein zweispänniges Wohnhaus mit Laden im Erdgeschoss nach den Plänen des Maurermeisters Richard Leonhardt. Die Tordurchfahrt diente nicht nur zur Erschließung des rückwärtigen Grundstückes, sondern in den 1920er und 1930er Jahren auch als Fläche für einen Lebensmittel-Verkaufsstand. Die schlichte Fassade zur Dieskaustraße zeigt den traditionellen Wechsel von Klinker- und Putzflächen sowie Kunststeinrahmungen der Fenster. Als ein typisches Beispiel für den städtischen Ausbau von Großzschocher um 1900 besitzt das Haus eine ortsbaugeschichtliche Bedeutung. LfD/2012 | 09298974 |
| Direkt Bild zu diesem Denkmal hochladen | Mietshaus in geschlossener Bebauung | Dieskaustraße 208 (Karte)                         | um 1925 (Mietshaus) | mit Laden, Putz-Klinker-Fassade in horizontalen Streifen, typische Architektur der 1920er Jahre, baugeschichtliche Bedeutung | 09264609 |
| Direkt Bild zu diesem Denkmal hochladen | Wohnhaus in offener Bebauung | Dieskaustraße 209 (Karte)                         | 1865-1866, später überformt (Wohnhaus)                                                                                 | eingeschossiges traufständiges Gebäude, Putzfassade, Krüppelwalmdach mit Dachhäuschen, dort Wappen, ortsbaugeschichtliche Relevanz aufgrund der exemplarischen Bedeutung für die erste Ortserweiterungsphase Großzschochers im 19. Jahrhundert Wäre der Entwurf von Anton Schmidt 1910 ausgeführt worden, dann hätte ein viergeschossiges repräsentatives Mietshaus mit reichem Baudekor das einstöckige Gebäude aus den Jahren 1865/1866 ersetzt. Das Vorhaben unterblieb aber, es kam lediglich zu Umbau- und Vergrößerungsarbeiten, bei denen unter anderem der straßenseitige Laden angefügt wurde. Daher präsentiert sich das Gebäude heute noch als ein schlichtes traufständiges Haus, das sich durch seine drei Gauben mit Krüppelwalmdach auszeichnet. In den Giebelflächen der Dachhäuser befinden sich Medaillons mit ornamentierter Rahmung, wobei das mittlere mit dem sächsischen Wappen belegt ist. Ursprünglich wiesen alle drei Gauben jeweils zwei Rundbogenfenster auf. Die ortsbaugeschichtliche Relevanz des Hauses, von Zimmermeister Wilhelm Mattick für den Gutsbesitzer Gottlieb Heinrich Ronniger errichtet, resultiert aus der exemplarischen Bedeutung für die erste Ortserweiterungsphase von Großzschocher im beginnenden letzten Drittel des 19. Jahrhunderts. LfD/2012, 2018 | 09298975 |
| Direkt Bild zu diesem Denkmal hochladen | Mietshaus in geschlossener Bebauung | Dieskaustraße 210 (Karte)                         | um 1890 (Mietshaus) | mit Läden, reich dekorierte, historistische Klinkerfassade, Mosaik im Eingangsbereich, Treppenhausfenster mit geätzter Verglasung, baugeschichtliche von Bedeutung | 09264610 |
| Direkt Bild zu diesem Denkmal hochladen | Villa | Dieskaustraße 212 (Karte)                         | 1897-1899, bezeichnet 1898 (Villa)                                                                                     | historistische Putzfassade mit Eckerker, städtebauliche Bedeutung aufgrund der exponierten Lage, baugeschichtliche Relevanz als Auftakt für die westliche Ortserweiterung nach 1900, Erinnerungswert durch Nutzung als örtliche Bankfiliale (seit 1935), erbaut für den Arzt Erich Freund Als der Arzt Erich Freund im Juni 1897 den Bauantrag zur Errichtung eines Wohnhauses in halboffener Bebauung stellte, befand sich sein Grundstück noch nicht in der exponierten Ecklage, denn der Durchbruch der Huttenstraße sollte erst noch erfolgen. Dennoch rechnete die Gestaltung des 1899 fertiggestellten Hauses, für die der Architekt Anton Schmidt verantwortlich zeichnete, mit dieser zukünftigen städtebaulichen Situation. Seinen besonderen Akzent erhielt die zweigeschossige Villa mit Mansarddach durch einen Eckerker im ersten Obergeschoss. Ein seitlicher Anbau mit einer Veranda wurde bereits 1904/1905 hinzugefügt. 1935 kaufte die Sparkasse der Stadt Leipzig das Gebäude und ließ es für die Einrichtung einer Kassenstelle im Inneren umbauen. Aufgrund seiner exponierten Lage kommt dem Gebäude eine besondere städtebauliche Bedeutung zu, die der ortsbaugeschichtlichen Relevanz – resultierend aus dem Entstehungskontext – an die Seite zu stellen ist. Nicht zuletzt ist das Haus durch seine Nutzung als Bankfiliale besonders im Bewusstsein der Bevölkerung verankert, so dass mit ihm auch ein hoher Erinnerungswert verbunden ist. LfD/2012 | 09299182 |
| Direkt Bild zu diesem Denkmal hochladen | Schule | Dieskaustraße 213 (Karte)                         | 1895-1896 (Schule), 1899-1905, Südflügel (Schule), 1911-1912, Nordflügel (Schule)                                      | Putzbau mit straßenseitiger neoklassizistischer Fassade, Seitenflügel am Reformstil orientiert, bau-, orts- und sozialhistorische Bedeutung, Erinnerungswert Bis zum Ende des 19. Jahrhunderts befand sich die Schule von Großzschocher unmittelbar vor der Apostelkirche an der heutigen Dieskaustraße. Aufgrund des rasanten Bevölkerungswachstums um 1900 sah sich die Schulgemeinde veranlasst, auf dem südlich benachbarten Grundstück einen großen Neubau auszuführen. Nach den Plänen der Architekten Ludwig und Hülssner (Büro für Schul- und Krankenhausbauten in Berlin und Leipzig) entstand 1895/1896 ein dreigeschossiger Bau, der allein durch seine Größe einen städtischen Anspruch verdeutlichte. Der heutige straßenseitige Mittelteil der Schule entspricht diesem ersten Bauabschnitt. Durch den von einem Dreiecksgiebel abgeschlossenen Mittelrisalit trägt die Fassade neoklassizistische Züge. Kurz nach Fertigstellung erbat sich die Schulgemeinde von Frohburg die Projektzeichnungen, woraus eine regionale Bekanntheit des Schulgebäudes zu erkennen ist. Schon dieser Erstbau war auf seitliche Erweiterungen hin projektiert. Für einen Südtrakt legte noch 1899 der junge Leipziger Architekt Emil Franz Hänsel entsprechende Entwürfe vor, die auch ein spezielles System zur Frischluftzufuhr für die Innenräume vorsahen. Stark verändert kam dieses Vorhaben 1904/1905 zur Ausführung, für die der lokale Baumeister Anton Schmidt verantwortlich zeichnete. Schließlich erfolgte durch das Büro Reichel und Kühne aus Leipzig in den Jahren 1911/1912 der Bau des Nordtrakts an der Kirche. Dieser jüngste Erweiterungsflügel zeigt eine Formensprache, die sich mit differenzierten Fensterformen und einer abwechslungsreichen Dachlandschaft an der zeitgenössischen Reformarchitektur orientierte, wohingegen die Straßenfront weiterhin durch eine würdevolle Symmetrie bestimmt war, die das Ortszentrum maßgeblich prägt. Im Zweiten Weltkrieg erlitt der Südtrakt Beschädigungen, wurde danach aber wiederaufgebaut. Auch wenn die Fassaden inzwischen weitgehend geglättet sind, lassen sich noch immer wesentliche Gestaltungsmerkmale der einzelnen Bauabschnitte erkennen. Neben einer baugeschichtlichen Relevanz als zeitgenössische Lösung der wichtigen Bauaufgabe Schule ist die dreiflügelige Baugruppe von großer orts- und sozialhistorischer Bedeutung und besitzt Erinnerungswert. LfD/2014 | 09264611 |
| Direkt Bild zu diesem Denkmal hochladen | Mietshaus in halboffener Bebauung und in Ecklage | Dieskaustraße 217 (Karte)                         | 1882-1883 (Mietshaus)                                                                                                  | historistische Klinkerfassade, Kunststeinplastik an der verbrochenen Ecke, baugeschichtliche Bedeutung als Zeugnis der beginnenden architektonischen Umgestaltung von Großzschocher im letzten Viertel des 19. Jahrhunderts, ortsgeschichtliche Relevanz aufgrund der Bauherrenschaft des Mühlenbesitzers Zickmantel An prominenter Stelle im Ortszentrum ließ der Mühlenbesitzer Anton Leberecht Zickmantel 1882-1883 ein Eckmietshaus errichten. Zwischen 1961 und 1965 erfolgte im Inneren ein Umbau im Zuge der Einrichtung einer Ambulanz. Über einem Natursteinsockel erhebt sich eine klinkerverkleidete Fassade, die zwischen Erd- und erstem Obergeschoss durch ein Gesims unterbrochen und mit einem Traufgesims abgeschlossen wird. Neben der differenziert gestalteten Rahmung der Fenster ist vor allem die Figurengruppe einer Frau mit zwei Kindern an der Gebäudeecke, die dem Gebäude eine besondere Präsenz im Straßenraum verleiht. Das Haus gehört zu den ersten dreistöckigen Gebäuden von Großzschocher und ist daher ein bedeutsames Zeugnis des beginnenden städtischen Ausbaus im letzten Viertel des 19. Jahrhunderts, woraus die baugeschichtliche Bedeutung des Hauses resultiert. Aufgrund der Bauherrenschaft des Mühlenbesitzers Zickmantel lässt sich zudem eine ortsgeschichtliche Relevanz feststellen. LfD/2012 | 09264613 |
| Direkt Bild zu diesem Denkmal hochladen | Mietshaus in halboffener Bebauung | Dieskaustraße 218 (Karte)                         | 1899-1900 (Mietshaus)                                                                                                  | historisierende Putz-Klinker-Fassade, baugeschichtliche Bedeutung als Beispiel für die architektonische Umgestaltung von Großzschocher um 1900 Christian Hermann Haubenreißer errichtete das vierstöckige Gebäude mitten im Ortszentrum von Großzschocher 1899-1900 als Bauherr und ausführender Baumeister. Ursprünglich befanden sich noch zwei Läden im Erdgeschoss. Die Fassade ist durch den Wechsel von verputzten Wandzonen sowie von einer Klinkerverkleidung geprägt. Zwischen dem genuteten Erdgeschoss und dem dritten Obergeschoss wurde die Wandfläche – nur durch Putzbänder unterbrochen – mit gelben Klinkern verkleidet. Wie eine Eckquaderung fassen rote Klinkersteine die Fassade ein. Unterschiedlich ausgebildete Fensterverdachungen und die profilierte Traufe schaffen zusätzliche Akzente. Bemerkenswert ist darüber hinaus die erhaltene originale Hauseingangstür mit Oberlicht und einem reich verzierten Gitter. Das Gebäude ist ein ortstypisches Beispiel der architektonischen Gestaltung um 1900 und mit seiner Größe auch des städtischen Ausbaus von Großzschocher zu dieser Zeit. Daraus resultiert die baugeschichtliche Bedeutung des Hauses. LfD/2012 | 09298972 |
| Direkt Bild zu diesem Denkmal hochladen | Seitengebäude und Scheune eines Bauernhofes | Dieskaustraße 221 (Karte)                         | 1888 (Seitengebäude), 1888 (Scheune)                                                                                   | Ziegelbauten auf winkelförmigem Grundriss, als eines der wenigen erhaltenen bäuerlichen Anwesen in Großzschocher ortsgeschichtlich von Bedeutung Sehr wahrscheinlich um 1850 entstand an der Straße nach Knauthain ein zweistöckiges Wohngebäude einer Hofanlage mit Krüppelwalmdach. Im Jahr 1888 erbaute der Zimmermann Karl Ziegenhorn aus Großzschocher in Verlängerung seines Wohnhauses ein Stallgebäude und eine daran rechtwinklig anstoßende Scheune als Ersatz von älteren Wirtschaftsgebäuden. Diese Hofanlage blieb bis zum Jahr 2012 erhalten, als wegen akuter Einsturzgefahr das straßenseitige Wohngebäude abgebrochen wurde. Die Gesamtheit des Hofes stellte ein aussagekräftiges Beispiel für ein bäuerliches Anwesen aus dem 19. Jahrhundert dar, woraus die ortsgeschichtliche Bedeutung resultiert. LfD/2012 | 09264614 |
| Direkt Bild zu diesem Denkmal hochladen | Mietshaus in halboffener Bebauung | Dieskaustraße 224 (Karte)                         | 1901 (Mietshaus) | mit Laden, historistische Putzfassade, baugeschichtlich von Bedeutung Auf dem bis zur Parallelstraße durchgesteckten Grundstück (ehemals Triftstraße) entstand ab Oktober 1894 ein dreigeschossiges Wohngebäude nebst Stall und Waschhaus im Auftrag von Franz Wilhelm Franz (heute Breitschuhstraße 16). Zum 26. Juli 1900 erging das Gesuch für ein größeres und ein kleineres Wohnhaus an der Hauptstraße, der heutigen Dieskaustraße. Im Auftrag des Bauunternehmers Franz agierte Architekt und Baumeister Anton Schmidt. Für das größere Gebäude waren jeweils zwei Wohnungen vorgesehen, im schmaleren (rechten) Mietshaus jeweils nur eine Mietpartei pro Etage (heute Dieskaustraße 222). Die Erdgeschosszonen erhielten eine gewerbliche Nutzung. Sommer 1901 konnten die Mieter einziehen. 1934 ist im linken Haus eine Apotheke eingerichtet und beginnen Arbeiten für den Ausbau einer Dachwohnung, wobei hier auch ein Zimmer als Atelier mit Oberlicht entstehen sollte. Die Witwe Ida Stein verpflichtete den Architekten Dipl.-Ing. Hanns Fritz Stein. Zeitgleich kam eine Wohnung im Seitengebäude zur Einrichtung, deren befristete Nutzung als Notwohnung 1941 um weitere fünf Jahre verlängert wurde, „in Anbetracht der Wohnungsnot und der Kriegsverhältnisse“. Aufgrund des guten Zustands der Räume erfolgte 1947 eine weitere verlängernde Genehmigung um weitere zehn Jahre (um 2000 war der Abbruch des Hofgebäudes im Gespräch). Sanierungen, Um- und Ausbauten des Vorderhauses Nummer 224 fallen in den Zeitraum 1997 bis 1999. Sichtbar ist einerseits eine komplett verputzte Fassade mit zeittypischer Fassadenstruktur und Gliederung unter Betonung der beiden mittleren Geschosse, andererseits leider auch ein weniger glückliches Sanierungsergebnis. Wenig glücklich wirken die beiden Dachhäuser, bedauerlich sind die nicht korrekten Fensterfaschen und die fehlenden Schmuckfelder über den Fenstern. Teilweise besser erhalten in der Struktur zeigt sich die Fassade des angrenzenden Nachbarhauses Nummer 222. Das städtebaulich interessante Haus ist ein früher Vertreter der Umgestaltungen in der alten Ortslage von Großzschocher, zeitigt einen baugeschichtlichen Wert. LfD/2018 | 09298973 |
| Direkt Bild zu diesem Denkmal hochladen | Scheune einer ehemaligen Schäferei | Dieskaustraße 235 (Karte)                         | um 1800 (Scheune) | alte Ortslage Windorf, ehemals auch mit Wohnhaus des Schäfers (Lehmbau) und Toreinfahrt, bemerkenswerte Fachwerk-Scheune als letztes Zeugnis der Alten Schäferei auf dem Areal des früheren Vorwerks Windorf, besitzt eine besondere ortsgeschichtliche Bedeutung | 09264617 |
| Direkt Bild zu diesem Denkmal hochladen | Wohnhaus in offener Bebauung | Dieskaustraße 237 (Karte)                         | um 1830 (Wohnhaus) | alte Ortslage Windorf, ländliches Wohnhaus, eingeschossiger Lehmbau, ortsgeschichtliche Bedeutung als Beispiel für die frühere dörfliche Bebauung von Windorf Wahrscheinlich um 1830 entstand das eingeschossige Wohnhaus als Lehmbau, zu dem noch kleinere Stallgebäude an der rückwärtigen Grundstücksgrenze gehörten. 1896 wurde an das Wohnhaus ein als „Holzstall“ bezeichneter Nutzbau angefügt. Aufgrund seiner frühen Entstehungszeit ist dem Gebäude als einem der wenigen noch vorhandenen Beispiele der ehemaligen dörflichen Bebauung von Windorf eine ortsgeschichtliche Bedeutung zuzumessen. LfD/2011 | 09264618 |
| Direkt Bild zu diesem Denkmal hochladen | Wohnhaus in offener Bebauung, straßenseitiges Nebengebäude und Schmiedewerkstatt im Hof sowie Einfriedung und Toreinfahrt | Dieskaustraße 240 (Karte)                         | bezeichnet 1890 (Wohnhaus), 1876-1877 (Nebengebäude), nachträglich bezeichnet 1685 (Schmiede), 1890 (Schmiede)         | alte Ortslage Windorf, ehemaliges Schmiedegrundstück, historistische Putzfassade, aus der ablesbaren funktionalen Struktur des Schmiedekomplexes resultiert eine baugeschichtliche, ortsgeschichtliche und sozialgeschichtliche Bedeutung Zwei Jahreszahlen am Gebäude verweisen auf die Geschichte dieses Grundstückes: 1685 wurde es bereits erwähnt und 1890 ließ Schmiedemeister Karl Marquardt das alte, noch strohgedeckte Wohnhaus abbrechen und durch einen Neubau ersetzen. Der Zimmermeister Julius Werner entwarf ein zweigeschossiges Wohngebäude, dessen Mansarde zwei Jahre später ausgebaut wurde. Die heutige Erscheinung der vierachsigen Fassade ist schlichter als auf dem Entwurf vorgesehen, der von einer reichen Putzgliederung geprägt war. Zeitgleich entstand auch die unmittelbar angrenzende Schmiede mit offenem Beschlagschuppen. Als südwestliche Hofbegrenzung kam schon 1876/1877 ein Nebengebäude zur Ausführung, in dessen Obergeschoss sich erst eine Gesellenkammer und dann die Auszüglerwohnung von Karl Marquardt senior befand. 1929 wurde es für die Einrichtung einer Notwohnung umgestaltet, was das heutige karge straßenseitige Aussehen bedingte. Von baugeschichtlicher Bedeutung ist die ablesbare funktionale Struktur eines Schmiedekomplexes, dem nicht zuletzt auch eine orts- und sozialgeschichtliche Relevanz zukommt. LfD/2011 | 09264619 |
| Direkt Bild zu diesem Denkmal hochladen | Mietshaus in offener Bebauung und Hofgebäude | Dieskaustraße 248 (Karte)                         | 1880 (Mietshaus) | alte Ortslage Windorf, Putzfassade, Mietshaus mit Laden, baugeschichtliche von Bedeutung | 09299034 |
| Direkt Bild zu diesem Denkmal hochladen | Wohnhaus in halboffener Bebauung mit Einfriedung | Dieskaustraße 252 (Karte)                         | 1894-1895 (Wohnhaus)                                                                                                   | alte Ortslage Windorf, gründerzeitliche Putzfassade, Seitenrisalit mit Gesprenge-Giebel, aus der zeittypischen Gestaltung resultiert die baugeschichtliche Bedeutung Nach einem Entwurf des Architekten Emil Werner aus Leipzig-Schleußig entstand 1894/1895 das eingeschossige Haus in halboffener Bebauung. Für die Ausführung zeichnete der Maurermeister Julius Kornagel verantwortlich. Der „malerische“ Eindruck dieses Landhauses resultiert aus dem Farb- und Materialwechsel an den Wandflächen (Bruchsteinsockel, Glattputz, Fensterabschlüsse und -läden), vor allem aber aus der Dachgestaltung mit den Giebeln, von denen der straßenseitige durch ein Freigespärre einen besonderen Akzent erhält. Die erhaltene Planzeichnung zeigt eine noch stärkere Betonung des ländlichen Charakters: der ebenfalls abgewalmte Seitengiebel ist hier mit Sichtfachwerk und partieller Bretterverschalung versehen worden. Zudem sah Emil Werner am Übergang zum Nachbargebäude eine Veranda vor und auch der hintere Zugang zum Haus sollte einen offenen hölzernen Vorbau erhalten. Die baugeschichtliche Bedeutung resultiert aus der zeittypischen Gestaltung des Hauses. LfD/2011 | 09299035 |
| Direkt Bild zu diesem Denkmal hochladen | Wohnhaus in offener Bebauung | Dieskaustraße 253 (Karte)                         | um 1830 (Wohnhaus) | alte Ortslage Windorf, eingeschossiges Gebäude mit einseitigem Krüppelwalmdach, als eines der wenigen Beispiele der ehemals dörflichen Bebauung von Windorf ortsgeschichtlich von Bedeutung Carl Drehsdner reichte 1865 den Bauantrag zur Errichtung eines stattlichen zweigeschossigen Wohngebäudes ein, für das der Maurermeister Louis Winkler und der Zimmermeister W. Pfefferkorn Pläne vorlegten. Trotz der behördlichen Zustimmung zu diesem Bauvorhaben kam es nicht zur Ausführung – und so befindet sich bis heute auf diesem Grundstück ein giebelständiges Wohnhaus mit Krüppelwalmdach, das wahrscheinlich um 1830 entstand. 1952 wurden die beiden kleinen Fenster im Straßengiebel zu einem großen vereinigt. Die ortsgeschichtliche Bedeutung des Hauses liegt im Alter des Hauses begründet, das eines der wenigen erhaltenen Beispiele der dörflichen Bebauung von Windorf darstellt. LfD/2011 | 09299038 |
| Direkt Bild zu diesem Denkmal hochladen | Doppelmietshaus in halboffener Bebauung und in Ecklage, mit Vorgarten | Dieskaustraße 268; 270 (Karte)                    | 1936-1937 (Doppelmietshaus)                                                                                            | alte Ortslage Windorf, traditionalistische Putzfassade der 1920er/1930er Jahre mit modernen Gestaltungselementen, aus der Bauherrenschaft der Familie von Wedel resultiert die ortsgeschichtliche Bedeutung und als charakteristisches Beispiel des Wohnungsbaus vor dem Zweiten Weltkrieg baugeschichtlich von Relevanz Für die Gräflich von Wedel'sche Grundstücksgesellschaft – die Familie von Wedel besaß das Rittergut Großzschocher – reichte der Architekt H. W. Merkel aus Leipzig-Schleußig im April 1936 den Bauantrag zur Errichtung eines Doppelwohnhauses ein. Dieses sollte an der Dieskaustraße durch ein noch größeres Wohngebäude gleichen Typs ergänzt werden. Die Ausführung des Hauses lag in den Händen des Baumeisters Otto Götz, Inhaber des Baugeschäfts Ernst Bock Nachf. Bereits im folgenden Jahr war das mit einem abgewalmten Dach abgeschlossene Doppelhaus bezugsfertig. Die schlichte verputzte Straßenfassade über dem Klinkersockel erhält ihren baulichen Akzent durch die beiden Treppenhäuser, die – leicht in die Front eingeschnitten – durch das vertikale Band des durchgehenden Fensters betont werden. An der Rückseite bestimmen die bauzeitlichen Balkone die Ansicht, mit denen jede der 12 Dreizimmerwohnungen ausgestattet wurde. Als ein Gebäude, das exemplarisch den Geschosswohnungsbau vor dem Zweiten Weltkrieg präsentiert, ist das Doppelhaus von baugeschichtlicher Bedeutung, aus dem Entstehungskontext ergibt sich eine ortsgeschichtliche Relevanz. LfD/2012 | 09264624 |
| Direkt Bild zu diesem Denkmal hochladen | Mietshaus in halboffener Bebauung | Dieskaustraße 271 (Karte)                         | 1891-1892 (Mietshaus)                                                                                                  | alte Ortslage Windorf, mit Tordurchfahrt, historistische Putzfassade, Holzpaneele und Schablonenmalerei in Tordurchfahrt und Treppenhaus, aufgrund der erhaltenen Innendekoration baugeschichtlich von Bedeutung, der sichtbare Maßstabssprung zum Nachbargrundstück verdeutlicht die veränderte Dimension der Bebauung um 1900, was ortsgeschichtlich relevant ist Maurermeister Paul Zechendorf aus Leipzig-Kleinzschocher ließ 1891/1892 an der damals nur mühlgrabenseitig bebauten Straße ein Wohnhaus mit einem Wasch- und Stallgebäude im Hof errichten. Zechendorf sorgte sehr wahrscheinlich auch für die Bauausführung und fertigte die Bauzeichnungen an. Selma Zechendorf beantragte 1901 den Bau einer Badeanstalt auf dem rückwärtigen Grundstück, verzichtete aber noch im selben Jahr wegen der Auflagen, die unter anderem der Bezirksarzt in hygienischer Hinsicht stellte, auf eine Realisierung des Projektes. Die eingereichte Bauzeichnung zeigt in der Straßenfront eine im Vergleich mit der Ausführung identische Fassadenstruktur, jedoch mit einem viel reicheren Dekor sowie der Ausbildung von Mittel- und Seitenrisaliten. Heute erscheint das Erdgeschoss genutet und die Fenster in den ersten beiden Obergeschossen weisen eine waagerechte Verdachung auf. In der Tordurchfahrt und im Treppenhaus sind Holzpaneelen und Schablonenmalereien erhalten geblieben. Nicht zuletzt diese baugebundene Dekoration gibt dem Haus eine baugeschichtliche Bedeutung, darüber hinaus aber auch der noch heute mit Blick auf das Nachbargrundstück sichtbare Maßstabssprung der Bebauung am Ende des 19. Jahrhunderts, der zudem von ortsgeschichtlicher Bedeutung ist. LfD/2011 | 09299036 |
| Direkt Bild zu diesem Denkmal hochladen | Mietshaus in geschlossener Bebauung | Dieskaustraße 275 (Karte)                         | 1905-1908 (Mietshaus)                                                                                                  | alte Ortslage Windorf, historisierende Klinkerfassade, Reste von Schablonenmalerei und Holzpflasterung im Hausdurchgang, als typisches Mietshaus vom Beginn des 20. Jahrhunderts baugeschichtliche von Bedeutung Bereits im März 1905 reichte der Bauunternehmer Albin Müller den Bauantrag zur Errichtung eines Wohnhauses und eines Stallgebäudes mit Waschhaus bei der Amtshauptmannschaft Leipzig ein. Doch erst über zwei Jahre später, nachdem Müller erneut um Genehmigung nachsuchte, befürwortete die Behörde den Antrag und ließ baurechtliche Bedenken fallen. Innerhalb weniger Wochen wurde das Gebäude ausgeführt und im Januar 1908 die Ingebrauchnahme gestattet. Die Klinkerfassade der Straßenfront erhielt in den Brüstungsfeldern der Fenster augeputze Kartuschen und Wappen, was so in den Bauzeichnungen von 1907 nicht vorgesehen war. In der Tordurchfahrt haben sich Reste von Schablonenmalerei erhalten. Dieses typische Mietshaus vom Beginn des 20. Jahrhunderts besitzt bauhistorische Bedeutung. LfD/2011 | 09298924 |
|                                         | Wasserwerk mit Wasserturm und zwei Gebäuden, Hofpflasterung, Toranlage und Einfriedung sowie Inschrifttafel am Turm | Dieskaustraße 281 (Karte)                         | bezeichnet 1904 (Wasserwerk), 1904 (Fabrikgebäude), 1913 (Anbau), 1904 (Wasserturm), 1904 (Nebengebäude)               | alte Ortslage Windorf, Gebäude mit Klinkerfassade, als infrastrukturelle Einrichtung vom Beginn des 20. Jahrhunderts von ortshistorischer und technikgeschichtlicher Bedeutung Die damals noch eigenständige, südwestlich der Stadt gelegene Ortschaft Großzschocher-Windorf beauftragte 1904 den renommierten Wasserbauingenieur Adolf Thiem, der zuvor auch die Wasserversorgung der Stadt Leipzig geplant hatte, mit der Projektion eines eigenen Wasserwerkes. Es sollte direkt am Mühlgraben errichtet und die Gebäude teilweise auf die vorhandenen Ufermauern aufgesetzt werden. Der Bauantrag für die Betriebsgebäude dieses Wasserwerkes – das Maschinenhaus, Enteisenungsanlage mit Wasserturm und das Wärterhaus – wurde am 26. Mai 1904 eingereicht, bereits im November desselben Jahres erfolgte die Fertigstellung der Gebäude. Das Ensemble wird durch ein eingeschossiges Wohnhaus für den Wassermeister (mit Büro, Wohnzimmer, Küche und drei Schlafzimmern) mit zugehörigem Nebengebäude für die Waschküche komplettiert. Im Februar 1925 ging das Wasserwerk, das sich durch seine gelben Klinkerfassaden auszeichnet und zur Straße mit einer Mauer aus gelbem Klinker abgeschlossen ist, in Betrieb. Um Trinkwasserqualität zu erreichen, musste das von einer zweimotorigen Sauggasmotorenanlage geförderte Grundwasser (Leipziger Maschinenbau-AG) in der so genannten Enteisungsanlage enteisent werden. Dazu wurde Grundwasser zunächst mit Hilfe eines Lüfters mit Sauerstoff angereichert, wobei sich das gelöste Eisen in unlösliches Eisenoxid umwandelte. Über mehrere Kiesschichten wurde das Wasser dann gefiltert, im Reinwasserbehälter gespeichert und in den zugehörigen Wasserturm gepumpt. Ein weiteres Sammelbecken klärte das verschmutzte Restwasser vor der Einleitung in den Mühlgraben. Äußerlich ist die Enteisungsanlage funktional schmucklos gehalten. Die runden Behälter sind nur zum Mühlgraben hin sichtbar und sonst mit Erde zu einem Hügel angeschüttet. Der Wasserturm aus gelben Klinkern kann über diesen Hügel betreten werden. Über seinem Eingang befindet sich eine gusseiserne Tafel mit dem Jahr der Errichtung 1904, für die Belichtung sorgen zwei große Fenster. 1925 ersetzte man die Sauggasmotoren durch Dieselmotoren, bevor 1928 der gestiegene Wasserbedarf der Gemeinde eine Erweiterung des Wasserwerkes nötig machte. Dazu wurden zu den bestehenden sieben 15 neue Brunnen in der vorhandenen Ausführung „Baurat Thiem“ errichtet. Das lang gestreckte Maschinenhaus wurde nach der Außerbetriebnahme des Wasserwerks 1999 zum Wohngebäude umgenutzt. Obwohl im Inneren eine zusätzliche Geschossebene geschaffen wurde, behielt es seinen ursprünglichen Charakter als Industriegebäude und wurde äußerlich nicht verändert. An den Bauten des Wasserwerks Großzschocher ist die Struktur einer vorstädtischen Wasserversorgungsanlage bis heute ablesbar. Es ist daher in seiner Gesamtheit von orts- und sozialgeschichtlichem und darüber hinaus von hohem technikgeschichtlichem Wert. LfD/2017 | 09264630 |
|                                         | Beamtenwohnhaus und Fabrikgebäude eines Gaswerkes | Dieskaustraße 290 (Karte)                         | 1899-1900, später umgebaut (Beamtenwohnhaus)                                                                           | alte Ortslage Windorf, Beamtenwohnhaus Putzfassade, Fabrikbau mit Klinkerfassade, als infrastrukturelle Einrichtung vom Beginn des 20. Jahrhunderts von ortshistorischer und technikgeschichtlicher Bedeutung | 09264631 |
|                                         | Hauptgebäude und Feuerwehrgebäude einer Fabrik | Ernst-Meier-Straße 3 (Karte)                      | 1913 (Fabrik) | alte Ortslage Windorf, vertikal gegliederte Klinkerfassade, baugeschichtlich und ortsgeschichtlich sowie industriehistorisch von besonderer Bedeutung | 09264645 |
| Direkt Bild zu diesem Denkmal hochladen | Mietshausgruppe in offener Bebauung mit Vorgärten und teilweise Einfriedung | Friedrich-Schmidt-Straße 3; 5; 7 (Karte)          | 1910 (Nummer 3, Mietshaus), 1911 (Nrn. 5 und 7, Mietshaus)                                                             | dezent dekorierte Putzfassade, markante Hausgruppe, Reformarchitektur, ortsbaugeschichtliche Bedeutung Es hätte ein ganz großer Wurf werden können: Für den ersten Teil eines Gruppenwohnhauses reichte der Bauunternehmer Gustav Skuhr aus Großzschocher im Juni 1910 einen Bauantrag ein, der auch eine Ansichtszeichnung des gesamten Hauses enthielt. Was der Architekt Curt Schiemichen hier entwarf, war ein dem zeitgenössischen Reformstil verpflichtetes, monumentales Stadtpalais, das in Großzschocher seinesgleichen gesucht hätte. Ausgeführt wurde dann 1910/1911 eine gänzlich andere Straßenansicht, die dennoch aus dem Durchschnitt des örtlichen Bauens heraussticht. Die Baugruppe erhält ihre einheitliche Prägung durch die Reihung von drei Risaliten, die im Dachgeschoss von hohen, abgeknickten Giebeln abgeschlossen werden. Die Geschlossenheit unterstreicht auch der gestalterisch hervorgehobene Hauseingang im Mittelteil, der der einzige an der Straßenfront ist. Zurückhaltende Putzgliederungen wie Girlanden, Brüstungskartuschen oder Perlstäbe an Ecken der Risalite lockern die Fassade auf. Aus dem Entstehungskontext und der individuellen Gestaltung des Baus resultiert eine ortsbaugeschichtliche Bedeutung. LfD/2012 | 09264639 |
| Direkt Bild zu diesem Denkmal hochladen | Mietshausgruppe in offener Bebauung, mit Einfriedung und Vorgarten | Friedrich-Schmidt-Straße 14; 16; 18 (Karte)       | 1901-1903, Nummer 18 (Mietshaus), 1901-1903, Nummer 16 (Mietshaus), 1901-1903, Nummer 14 (Mietshaus)                   | historisierende Putz-Klinker-Fassade, ortsentwicklungs- und baugeschichtliche Bedeutung Den ersten Antrag, den Ernst Max Skuhr und Gustav Skuhr aus Großzschocher 1901 zur Errichtung eines Gruppenmietshauses einreichten, wurde von der Amtshauptmannschaft noch abgelehnt, weil die Straße im westlichen Ortserweiterungsgebiet noch nicht fertiggestellt war. Im nächsten Jahr hatte das Gesuch Erfolg. Von den drei Gebäuden des Gruppenhauses bauten die Firma Skuhr bis 1903 zwei, Haus Nummer 14 verkauften sie an die Unternehmer Müller & Fehd, die das Projekt übernahmen. Offenbar hatten diese sich dabei finanziell übernommen, denn bereits 1904 wurde das inzwischen bebaute Grundstück zwangsversteigert. Trotz der großen Einheitlichkeit der Straßenfassade, die aus der geschossweise identischen Fensterrahmung resultiert, zeichnen sich die unterschiedlichen Besitzverhältnisse an der Front ab. Während Haus Nummer 14 mit einheitlich roten Klinkern verkleidet ist, gliedern bei den anderen Häusern rote Klinkerbänder die orangefarbene Wandfläche aus demselben Material. Aufgrund des Entstehungskontextes kommt dem Hau eine ortsentwicklungs- und baugeschichtliche Bedeutung zu. LfD/2013 | 09298968 |
| Direkt Bild zu diesem Denkmal hochladen | Doppelmietshaus in offener Bebauung, mit Vorgarten | Friedrich-Schmidt-Straße 20; 22 (Karte)           | 1903 (Doppelmietshaus)                                                                                                 | historisierende Putz-Klinker-Fassade, ortsbaugeschichtliche Bedeutung Am 1. April 1903 stellte der Maurer Bernhard Pfefferkorn aus Großzschocher den Bauantrag zur Errichtung eines Wohnhauses auf dem Grundstück von Nummer 20. Drei Wochen später geschah dies durch den Zimmerpolier Hugo Müller und den Maurerpolier Georg Fehd aus Gautzsch für das benachbarte Areal. Gemeinsam verpflichteten sie sich, beide Gebäude nach einem einheitlichen Plan zu erbauen. Noch im selben Jahr konnten die Haushälften fertiggestellt werden. Der Einbau von Dachgeschosswohnungen erfolgte 1909/1910, wodurch der straßenseitige Giebel entstand. Die Putz-Klinker-Fassade des Hauses gehörte in ihrer Entstehungszeit zu den traditionellen, gleichwohl für Großzschocher typischen Gestaltungslösungen. Ursprünglich wies das gesamte Erdgeschoss eine Putznutung auf. Gegen die roten Klinkerflächen der Obergeschosse sind die hellen Brüstungsfelder, die Fensterrahmungen und die unterschiedlichen Fensterverdachungen wirkungsvoll abgesetzt. Der langgestreckte Straßengiebel verweist mit seinem schlichten Verputz auf die jüngere Entstehungszeit. Aus diesen Gründen kommt dem Gebäude eine ortsbaugeschichtliche Bedeutung zu. LfD/2012 | 09298962 |
| Direkt Bild zu diesem Denkmal hochladen | Wohnblock (bestehend aus fünf Häusern: Gerhard-Ellrodt-Straße 14/16/18, Ponickaustraße 26 und Giordano-Bruno-Straße 2) mit Vorgarten | Gerhard-Ellrodt-Straße 14; 16; 18 (Karte)         | 1931 (Wohnblock) | ornamentlose Putzfassade, kubische Erscheinung, gestaffelter Baukörper, im Stil der klassischen Moderne, als architektonisch qualitätvoller Bau der Entstehungszeit von ortsbaugeschichtlicher Bedeutung Bereits 1923 reichte das Baugeschäft C. Brömme im Auftrag der Firma Meier &Weichelt einen Bauantrag zur Errichtung eines Wohngebäudes auf dem Grundstück ein. Der Bau des geplanten traditionellen Gruppenhauses unterblieb jedoch. Sieben Jahre später erfolgte ein erneuter Anlauf: der Architekt Otto Martin Rothmann aus Leipzig plante für die Land- und Baugesellschaft Großzschocher hier nun einen Wohnblock auf geschwungenem Grundriss, der bis auf einen quergestellten Gebäuderiegel ein Walmdach erhalten sollte. Zur Ausführung kam dann 1931 ein verändertes Projekt. Neben Veränderungen der Kleinstwohnungen im Inneren, war es vor allem das äußere Erscheinungsbild, das Rothmann umformte. Bei dem nun dreifach im Grundriss gestaffelten und in der Höhe differenzierten Baukörper verzichtete er auf das Walmdach. Dem Querriegel wurde ein halbrunder Erker vorgeblendet, der einen wirkungsvollen Akzent im Straßenraum der Gerhard-Ellrodt-Straße herstellt. Die Außenecken der verputzten Gebäudestaffel sind im Hochparterre abgerundet, erst darüber setzen die rechtwinkligen Wände an. So entstand trotz der Fassadenflächigkeit ein ausgesprochen fein gegliederter Baukörper, der zudem durch unterschiedliche Fensterformen – gerade bei den Treppenhäusern – belebt wird. Treppen leiten in den Vorgärten zu den tiefer gelegenen Hauseingängen hinab, die zum Teil von Läden begleitet werden. Der Wohnblock gehört zu den architektonisch qualitätsvollsten Bauten der Zeit in Großzschocher-Windorf, was seine besondere ortsbaugeschichtliche Bedeutung begründet. LfD/2013 | 09264642 |
| Direkt Bild zu diesem Denkmal hochladen | Ärztehaus und Grünanlage mit Allee zum Haupteingang | Gerhard-Ellrodt-Straße 19 (Karte)                 | 1952-1953 (Poliklinik)                                                                                                 | schlichte Putzfassade, zeittypischer Sozialbau, dem neben der sozialhistorischen auch eine ortshistorische und industriegeschichtliche Bedeutung zukommt, in der seltenen Umsetzung eines Typenentwurfs der Deutschen Bauakademie baugeschichtlich von Relevanz Im Dezember 1952 erarbeitete das Entwurfsbüro für Industriebau Leipzig auf der Grundlage eines Typenentwurfs der Deutschen Bauakademie die Pläne für das Gebäude. Das Büro verantwortete aber nicht nur den Entwurf, sondern war auch für die baurechtliche Prüfung zuständig, die kommunalen Stellen hatten in dieser Angelegenheit nur ein beschränktes Mitspracherecht. Im Juni 1953 wurde die entsprechende Baugenehmigung erteilt. Der Standort des schlichten Gebäudes östlich des Werkgeländes resultierte aus der hier vorgesehenen Platzgestaltung vor einem Werktor, das die Gerhard-Ellrodt-Straße nach Westen abriegeln sollte. Eine vergleichbare architektonische Gestaltung der benachbarten Ingenieurschule lässt diesen Zusammenhang noch heute sichtbar werden. Das winkelförmige zweigeschossige Gebäude besteht aus einem hohen Sockelgeschoss mit platzseitiger Kunststeinverblendung, der vorspringende Eckbau, an dem die beiden Gebäudeflügel zusammenstoßen, weist ein zusätzliches Mezzaningeschoss auf. Eingangsbereiche und eine Fenstergruppe an der Nordwestfront besitzen porphyrfarbene Kunststeinrahmungen, die sich vom Wandputz absetzen. Als eine Sozialeinrichtung der GISAG aus den frühen 1950er Jahren, die im Zusammenhang mit den benachbarten Forschungs- und Schulbauten entstand, besitzt das Gebäude nicht nur eine orts- und sozialgeschichtliche, sondern auch eine industriegeschichtliche Bedeutung. Da es sich bei der Poliklinik um die seltene Umsetzung eines Typenentwurfs der Bauakademie handelt, ist die baugeschichtliche Relevanz als überregional einzuschätzen, die durch jüngere Veränderungen nur partiell beeinträchtigt ist. LfD/2012 | 09264644 |
| Direkt Bild zu diesem Denkmal hochladen | Ehemaliges Schulgebäude, mit Hofpflasterung und Toreinfahrt | Gerhard-Ellrodt-Straße 22 (Karte)                 | 1952-1953 (Fachschule)                                                                                                 | Putzfassade mit Uhr an der Fassade sowie ehemals Porträttafel für Georg Schwarz, Bleiglasfenster im Treppenhaus, typischer Vertreter der Bau- und Industriegeschichte der frühen DDR, daher historische und baugeschichtliche Bedeutung In engem Zusammenhang mit dem benachbarten Zentralinstitut für Gießereitechnik entstand 1952/1953 in zwei Bauabschnitten der zweigeschossige Bau der Fachschule für Gießereitechnik. Das Projekt des VEB Industrie-Entwurf kritisierte die städtische Abteilung Stadtplanung, woraufhin geringe Abänderungen an der städtebaulichen Einordnung vorgenommen wurden. Einen größeren Einfluss konnte die kommunale Behörde nicht ausüben, da das Entwurfsbüro auch für die baurechtlichen Belange zuständig war. Während die Fassade an der Bismarckstraße durch den Haupteingang und die darüber liegenden Treppenhausfenster mit einer Bleiverglasung einen Akzent erhielt, ist die Rückfront ohne größeren gestalterischen Anspruch ausgeführt worden. Hier sollte in einem Verbindungsbau zum Institutsgebäude ursprünglich eine Kulturhausnutzung Platz finden. Ein Ende der 1950er Jahre geplanter Laboranbau kam ebenso wenig zustande wie der Verbindungsbau zum benachbarten Institutsgebäude. Die mit einer Uhr geschmückte Schmalseite an der Gerhard Ellrodt-Straße nahm Bezug auf die gleichzeitig entstandene Betriebspoliklinik der GISAG, mit der die Schule auch in Baudetails wie der Fensterteilung und den Kunststeingliederungen übereinstimmte. Der architektonische Zusammenhang mit den benachbarten Gebäuden, aber auch die schlichte Gestaltung der Fachschule selbst, lässt sie als einen typischen Vertreter der Bau- und Industriegeschichte in der noch jungen DDR erscheinen, woraus die geschichtliche und bau- und sozialhistorische Bedeutung resultiert. LfD/2012 | 09264646 |
| Direkt Bild zu diesem Denkmal hochladen | Eisenbahner-Wohnhaus in offener Bebauung und Schuppen | Gerhard-Ellrodt-Straße 38 (Karte)                 | 1900-1901 (Eisenbahnerwohnhaus), 1906 (Schuppen)                                                                       | Gründerzeitgebäude, Klinkerfassade, zusammen mit dem benachbarten Stationsgebäude (Objekt 09264648) als typischer Industrievorort-Bahnhof eisenbahngeschichtlich und ortshistorisch von Bedeutung Wenige Jahre nachdem das Stationsgebäude in Großzschocher durch die preußische Staatseisenbahn gebaut worden war, kam es 1900–1901 zur Errichtung eines Beamtenwohnhauses in unmittelbarer Nachbarschaft. Insgesamt sechs Wohnungen – bestehend jeweils aus Küche und zwei Stuben – fanden in dem schlichten Ziegelgebäude mit Krüppelwalmdach Platz. Entsprechend der damals typischen preußischen Eisenbahnarchitektur gliedern vor allem Bänder aus gelben Backsteinen sowie Trauf- und Giebelgesimse die Fassaden. Das zeitgleich errichtete Waschhaus wurde wenig später um ein kleines Stallgebäude erweitert. Zusammen mit dem benachbarten Stationsgebäude weist das Beamtenwohnhaus als ein charakteristisches Beispiel für einen Industrievorort-Bahnhof eine eisenbahngeschichtliche und ortshistorische Bedeutung auf. LfD/2013 | 09264647 |
|                                         | Empfangsgebäude mit anschließendem Güterschuppen, Pflasterung der Zufahrt sowie Stellwerk B1 am Bahnübergang | Gerhard-Ellrodt-Straße 38a (Karte)                | 1892-1893, Empfangsgebäude (Empfangsgebäude), 1892-1893, Güterschuppen (Güterschuppen), um 1955, Stellwerk (Stellwerk) | Empfangsgebäude gründerzeitliche Ziegelfassade, Stellwerk Klinkerbau um 1950 im Stil der Moderne, zusammen mit dem benachbarten Beamtenwohnhaus (Objekt 09264647) als typischer Industrievorort-Bahnhof eisenbahngeschichtlich und ortshistorisch sowie das Stellwerk technik- und baugeschichtlich von Bedeutung | 09264648 |
| Direkt Bild zu diesem Denkmal hochladen | Wohnblock (bestehend aus fünf Häusern: Gerhard-Ellrodt-Straße 14/16/18, Ponickaustraße 26 und Giordano-Bruno-Straße 2) mit Vorgarten | Giordano-Bruno-Straße 2 (Karte)                   | 1931 (Wohnblock) | ornamentlose Putzfassade, kubische Erscheinung, gestaffelter Baukörper, im Stil der klassischen Moderne, als architektonisch qualitätvoller Bau der Entstehungszeit von ortsbaugeschichtlicher Bedeutung Bereits 1923 reichte das Baugeschäft C. Brömme im Auftrag der Firma Meier &Weichelt einen Bauantrag zur Errichtung eines Wohngebäudes auf dem Grundstück ein. Der Bau des geplanten traditionellen Gruppenhauses unterblieb jedoch. Sieben Jahre später erfolgte ein erneuter Anlauf: der Architekt Otto Martin Rothmann aus Leipzig plante für die Land- und Baugesellschaft Großzschocher hier nun einen Wohnblock auf geschwungenem Grundriss, der bis auf einen quergestellten Gebäuderiegel ein Walmdach erhalten sollte. Zur Ausführung kam dann 1931 ein verändertes Projekt. Neben Veränderungen der Kleinstwohnungen im Inneren, war es vor allem das äußere Erscheinungsbild, das Rothmann umformte. Bei dem nun dreifach im Grundriss gestaffelten und in der Höhe differenzierten Baukörper verzichtete er auf das Walmdach. Dem Querriegel wurde ein halbrunder Erker vorgeblendet, der einen wirkungsvollen Akzent im Straßenraum der Gerhard-Ellrodt-Straße herstellt. Die Außenecken der verputzten Gebäudestaffel sind im Hochparterre abgerundet, erst darüber setzen die rechtwinkligen Wände an. So entstand trotz der Fassadenflächigkeit ein ausgesprochen fein gegliederter Baukörper, der zudem durch unterschiedliche Fensterformen – gerade bei den Treppenhäusern – belebt wird. Treppen leiten in den Vorgärten zu den tiefer gelegenen Hauseingängen hinab, die zum Teil von Läden begleitet werden. Der Wohnblock gehört zu den architektonisch qualitätsvollsten Bauten der Zeit in Großzschocher-Windorf, was seine besondere ortsbaugeschichtliche Bedeutung begründet. LfD/2013 | 09264642 |
| Direkt Bild zu diesem Denkmal hochladen | Mietshausgruppe in offener Bebauung | Giordano-Bruno-Straße 3; 5; 7 (Karte)             | 1910-1911, Nummer 3, 5, 7 (Mietshaus)                                                                                  | sparsam gegliederte Putzfassade, als eines der ältesten Häuser im westlichen Ortserweiterungsgebiet ortsentwicklungsgeschichtlich und als ortstypisches Beispiel der Reformstil-Architektur baugeschichtlich von Bedeutung Als Baumeister Otto Leonhardt im Mai 1910 um eine Ausnahmebewilligung zur Erbauung einer Mietshausgruppe bei der Amtshauptmannschaft nachsuchte, wies er auf die dringende Notwendigkeit des Baus von Kleinwohnungen hin, wie sie jüngst mit den Meyerschen Häusern in Leipzig-Kleinzschocher geschaffen wurden. Das dann von November/Dezember 1910 bis zum Herbst des folgenden Jahres errichtete Gruppenhaus mit den zwei- bzw. dreispännig angeordneten Wohnungen entsprach zwar nicht vollständig diesen Vorstellungen, zeigt aber zumindest das Bemühen, diesen großen Bedarf zu bedienen. Leonhardt entwarf eine asymmetrisch aufgebaute Baugruppe, bei der mit Giebelaufbauten, schmalen Erkern und einer zurückhaltenden Putzgliederung die Straßenfront belegt wurde. Als eines der ältesten Häuser im westlichen Ortserweiterungsgebiet weist der Gruppenbau eine ortsentwicklungsgeschichtliche Bedeutung auf und die der Reformstil-Architektur verpflichtete Gestaltung verleiht ihm eine ortsbaugeschichtliche Bedeutung. LfD/2013 | 09264650 |
| Direkt Bild zu diesem Denkmal hochladen | Mietshausgruppe in offener Bebauung | Giordano-Bruno-Straße 4; 6; 8 (Karte)             | 1913-1919 (Nummer 4), 1913-1917 (Nummer 6), 1913-1919 (Nummer 8)                                                       | sparsam gegliederte Putzfassade, Reformstil-Architektur, baugeschichtlich von Bedeutung Baumeister Otto Leonhardt beantragte im Januar 1913 die Errichtung eines vierteiligen Gruppenhauses. Der Erste Weltkrieg verhinderte eine schnelle Ausführung und nur die Häuser Nummer 4-8 konnte noch zuvor begonnen werden. Ihre Fertigstellung verzögerte sich dann zum Teil bis 1919. Wie bei den anderen zeitgleichen Bauten der Land- und Baugesellschaft wurde auch hier versucht, durch eine zurückhaltende Putzgliederung, Dachaufbauten und die Fenstersprossung die Straßenfront zu gliedern. Eine besondere Betonung besitzen zudem die Hauseingänge mit ihrer Putzrahmung. Die ortsbaugeschichtliche Bedeutung beruht auf der Charakteristik des Gruppenbaus als einem typischen Mietshaus, das der Reformstil-Architektur zuzurechnen ist. LfD/2013 | 09264651 |
| Direkt Bild zu diesem Denkmal hochladen | Mietshausgruppe (drei Häuser mit den Anschriften: Huttenstraße 27, Pfeilstraße 10 und Giordano-Bruno-Straße 9) in offener Bebauung, mit Vorgarten an der Pfeilstraße | Giordano-Bruno-Straße 9 (Karte)                   | 1910-1911 (Giordano-Bruno-Straße 9), Pfeilstraße 10, 1910 (Huttenstraße 27)                                            | aufwendig gestaltete Putzfassade, mit Läden, Reformstil-Architektur, ortsbaugeschichtliche und ortsentwicklungshistorische Relevanz Für sein Grundstück am Schmuckplatz, dem Zentrum der westlichen Ortserweiterung von Großzschocher, stellte Maurermeister Richard Leonhardt aus Leipzig-Kleinzschocher bereits 1909 den Antrag zur Errichtung eines fast palaisartigen Gruppenwohnhauses. Doch erst das zweite veränderte Baugesuch im folgenden Jahr – diesmal gestellt von Otto Leonhardt für die Land- und Baugesellschaft Großzschocher – kam bis 1911 zur Ausführung. Die im Vergleich zu anderen Wohnhäusern im Ortserweiterungsgebiet aufwendig gestaltete Baugruppe ist symmetrisch aufgebaut und findet ihr Zentrum im hohen gebrochenen Mittelgiebel von Huttenstraße 27. Beiderseits des Einganges dieses Hauses befanden sich ursprünglich Läden, welche die Mittelachse ebenfalls betonten. Die beiden seitlichen Bauten sind durch Eckerker und kleinere Giebel ausgezeichnet. Eine abwechslungsreiche Putzgliederung des Gruppenbaus bildet flache Risalite und Brüstungsspiegel aus und lockert so die lange Fassadenfront auf, während der hohe umlaufende Klinkersockel das Gebäude zusammenfasst. Als ein besonders differenziert und aufwändig gestalteter Gruppenwohnbau, der auf die Lage am Schmuckplatz Bezug nimmt, besitzt das Haus eine ortsbaugeschichtliche und ortsentwicklungshistorische Bedeutung. LfD/2013 | 09264671 |
| Direkt Bild zu diesem Denkmal hochladen | Mietshausgruppe in offener Bebauung | Giordano-Bruno-Straße 11; 13; 15; 17 (Karte)      | 1911-1912, Nrn. 11-17 (Mietshaus)                                                                                      | einfach strukturierte Putzfassade, im Treppenhaus, als Beispiel für die ortstypische Reformstil-Architektur baugeschichtlich von Bedeutung sowie ortsentwicklungsgeschichtliche Relevanz aufgrund der Errichtung im westlichen Ortserweiterungsgebiet vor dem Ersten Weltkrieg Die vierteilige Mietshausgruppe entstand 1911/1912 für die Land- und Baugesellschaft Großzschocher unter der Leitung von Baumeister Otto Leonhardt. Wie bei anderen Projekten in der westlichen Ortserweiterung ist das symmetrisch aufgebaute und der Reform-Architektur verpflichtete Gebäude durch einen Mittelrisalit mit hohem gebrochenem Giebel sowie zwei zeitliche Obergeschossrisalite gegliedert. Letztere weisen einen abgewalmten Abschluss auf. In der Mittelachse ist zudem durch eine Putzgliederung ein kleiner Erker angedeutet. Eine bedeutende Rolle bei der Fassadengliederung übernimmt auch die differenzierte Sprossung der zahlreichen Fenster. Als Beispiel für die ortstypische Reformstil-Architektur ist die Mietshausgruppe baugeschichtlich von Bedeutung sowie ortsentwicklungsgeschichtlich relevant aufgrund ihrer Errichtung im westlichen Orts erweiterungsgebiet vor dem Ersten Weltkrieg. LfD/2013 | 09264653 |
| Direkt Bild zu diesem Denkmal hochladen | Mietshausgruppe in offener Bebauung, mit seitlicher Einfriedung | Giordano-Bruno-Straße 16; 18; 20 (Karte)          | 1911-1912, Nrn. 18 und 20 (Mietshaus), 1911-1913, Nummer 16 (Mietshaus)                                                | abwechslungsreich gestaltete Putzfassade, farbige Bleiverglasung im Treppenhaus, Reformstil-Architektur, baugeschichtlich von Bedeutung Die Errichtung des Gruppenhauses zeigt schlaglichtartig, wie nach 1900 in Großzschocher das Bauwesen organisiert war. Für die Land- und Baugesellschaft als größte Grundstückseigentümerin der westlichen Ortserweiterung stellte Baumeister Otto Leonhardt im August 1911 die Bauanträge für Nummer 18 und 20, wobei er bereits die Gesamtansicht des Gruppenhauses lieferte. Der südliche Teil der Fläche, auf dem das Haus entstehen sollte, gehörte aber Baumeister Anton Schmidt, der erst im Dezember 1911 ein Baugesuch einreichte. Durch mehrmalige Änderungen in der Planung von Schmidt verzögerte sich die Fertigstellung von Nummer 16 bis zum Februar 1913, während die beiden anderen Häuser bereits im Mai 1912 baupolizeilich abgenommen wurden. Der ausgeführte verputzte Gruppenbau besitzt einen Klinkersockel und schlichte Gliederungselemente wie Gesimse und Brüstungsspiegel, welche die Straßenfront beleben. Das Haus entspricht in seiner symmetrischen Grundstruktur mit den beiden seitlichen, in den Dachbereich hochgezogenen Risaliten zwar der Ursprungsplanung der Land- und Baugesellschaft. Doch lassen Details wie der polygonale Erker und die Veranden an Nummer 16 erkennen, dass an dieser Stelle ein anderer Entwurf zur Ausführung kam, der auf die prominente Lage am Schmuckplatz Rücksicht nahm. Aus dem Entstehungskontext des Hauses und der am zeitgenössischen Reform-Stil orientierten Gestaltung resultiert eine ortsentwicklungsgeschichtliche und baugeschichtliche Bedeutung. LfD/2013 | 09264656 |
| Direkt Bild zu diesem Denkmal hochladen | Mietshauszeile (aus vier Häusern bestehend, Anschrift: Pfeilstraße 22, Giordano-Bruno-Straße 19 und Anton-Zickmantel-Straße 31/33), mit Vorgarten | Giordano-Bruno-Straße 19 (Karte)                  | 1928-1929, Nummer 31 (Wohnblock), 1928-1930, Nummer 33 (Wohnblock)                                                     | Putzfassade, im traditionalistischen Stil der 1920er Jahre, baugeschichtliche von Bedeutung Im Auftrag der gemeinnützigen Leipziger Baugesellschaft für Kleinwohnungen reichte Architekt und Baumeister Erich Heiser im Juni 1928 ein Vorprojekt für einen Wohnblock ein. Bereits im folgenden Jahr konnte ein Teil der Anlage (Nummer 31) fertiggestellt werden, 1930 dann der zweite. Heiser projektierte ein dem traditionellen Bauen verpflichtetes dreigeschossiges Gebäude, dessen Mittelteil ein weiteres Stockwerk aufweist. Zwei Dreieckgiebel überfangen hier die beiden vertikalen Fensterbänder der Treppenhäuser. Mit flachen Wandvorsprüngen, Brüstungsgesimsen sowie einer differenzierten Putzgestaltung und unterschiedlichen Fensterformaten wird die lange Front gekonnt gegliedert. Seit der Sanierung des Hauses in den 1990er Jahren verunklären überdimensionierte Dachaufbauten das Erscheinungsbild. Als charakteristisches Beispiel für den traditionellen Mietshausbau der späten 1920er Jahre besitzt das Haus eine baugeschichtliche Bedeutung. LfD/2013 | 09264578 |
| Direkt Bild zu diesem Denkmal hochladen | Mietshausgruppe in offener Bebauung, mit seitlicher Einfriedung | Giordano-Bruno-Straße 22; 24; 26 (Karte)          | 1912 (Nummer 22), 1912-1913 (Nummer 24), 1912-1913 (Nummer 26)                                                         | abwechslungsreich gestaltete Putzfassade, Reformstil-Architektur, ortsentwicklungsgeschichtlich und baugeschichtlich von Bedeutung Die Entwürfe für das Gruppenwohnhaus, die Baumeister Otto Leonhardt für die Land- und Baugesellschaft Großzschocher 1912 zur Genehmigung einreichte, waren geprägt von dem Bemühen, die lange Straßenfront abwechslungsreich zu gestalten. Neben flachen Risaliten und erkerähnlichen Vorbauten war es vor allem eine differenzierte Dachlandschaft, die dem 1912 beziehungsweise 1913 fertig gestellten Bau das charakteristische Gepräge gab. Zudem beleben ein Brüstungsgesims, Putzgliederungen und nicht zuletzt die Sprossung der Fenster die Straßenfassade des Gruppenhauses. Einen gestalterischen Akzent setzt die Überdachung des Hauseingangs von Nummer 24. Die Hofseite ist von den großen Balkonen bestimmt. Als ein typisches Beispiel für die Mietshausarchitektur im westlichen Ortserweiterungsgebiet von Großzschocher, die sich am Reformstil orientierte, besitzt der Bau eine ortsentwicklungs- und baugeschichtliche Bedeutung. LfD/2013 | 09264654 |
|                                         | Kirche (mit Ausstattung) sowie umliegender Kirchplatz mit Einfriedungsmauer, Grabmal an der Kirche, Grabanlage mit Grüften und weiteres Grabmal an den Grüften | Huttenstraße - (Karte)                            | im Kern 1217 (Kirchturm), 1516 (Chor der Kirche), 1693-1696 (Kirche), Umbau 1904-1908 (Kirche), 1908 (Deckengemälde)   | im Kern romanische Chorturmkirche, Chor spätgotisch erneuert, barocke Umgestaltung, durchgreifende Erneuerung 1908 in neobarocken Formen, Platzanlage mit eingefassten Wegen und altem Gehölzbestand, ehemals Friedhof der Dörfer Großzschocher und Windorf, bau- und kunstgeschichtlich sowie ortsgeschichtlich von Bedeutung Das heutige Erscheinungsbild der verputzten Saalkirche in der Ortsmitte resultiert aus zahlreichen baulichen Veränderungen und Erweiterungen. Eine romanische Kirche, von der sich der Turmchor erhalten hat, wurde 1217 geweiht. Als Ersatz für eine Apsis kam es 1516 zur Errichtung des spätgotischen polygonalen Chores mit dem charakteristischen Netzgewölbe im Inneren. Ebenfalls noch mittelalterlich ist der südliche Sakristeianbau. Am Ende des 17. Jahrhunderts entstanden die bis heute prägenden Ausstattungsstücke (Altar, Kanzel) sowie eine in den Chor hineinragende Patronatsloge. Wenig später, 1713/1714, wurde das Langhaus erweitert. Das Äußere der Kirche ist heute bestimmt von der Umgestaltung der Jahre 1904-1908, die unter Leitung des Architekten Julius Zeißig stand. Dabei kam es zur Erhöhung des Turmes und vor allem zur Ausbildung einer repräsentativen Westfassade in neobarocken Formen. Eine offene Säulenhalle wurde dem Eingang vorgelegt. 1926 entstanden die Sitzfiguren von Petrus und Paulus an der Fassade. Im Inneren respektierte Zeißig die barocke Ausstattung weitgehend. Während einer Restaurierung in den 1960er Jahren kam es zu einer Freilegung der originalen spätgotischen Bemalung im Chorgewölbe. Bis Ende 1861 diente der umgebende Kirchhof als Gottesacker von Großzschocher. Im Zusammenhang mit dem Umbau der Kirche wurde das Areal 1908 neu gestaltet. Durch den Schulneubau konnte die westliche Bebauung, die den Platz von der Hauptstraße trennte, abgebrochen werden, so dass an der Ecke Dieskau- /Huttenstraße eine großzügige Grünanlage entstand. Ein geschwungener Rundweg führt um die Kirche herum und erweitert sich platzartig vor dem Gotteshaus. Die ehemals von einer niedrigen Hecke eingefasste Fläche vor der Kirche mit einem direkten Verbindungsweg zur Hauptstraße wurde später umgestaltet. Eine Wiederherstellungsmaßnahme in den Jahren 1996/1997 interpretierte diese unmittelbare Beziehung neu. Die Apostelkirche stellt das im Kern älteste Kulturdenkmal von Großzschocher-Windorf dar, worauf die ortsgeschichtliche Bedeutung beruht. Neben der baugeschichtlichen Bedeutung, welche sich am romanischen Bautyp einer Chorturmkirche, dem spätgotischen Chor und der gelungenen Umgestaltung von Kirche und Kirchhof nach 1904 festmachen lässt, ist es die prächtige barocke Innenausstattung, die eine besondere kunsthistorische Relevanz für die Stadt Leipzig besitzt. LfD/2013 | 09299187 |
| Direkt Bild zu diesem Denkmal hochladen | Platzanlage | Huttenstraße - (Karte)                            | um 1905/1915 (Schmuckplatz)                                                                                            | Schmuckplatz mit altem Gehölzbestand, begrenzt von Giordano-Bruno-Straße und Pfeilstraße, ortsgeschichtlicher und stadtgrüngeschichtlicher Wert | 09264674 |
| Direkt Bild zu diesem Denkmal hochladen | Mietshaus in offener Bebauung und in Ecklage, mit Einfriedung | Huttenstraße 1 (Karte)                            | 1893-1894 (Mietshaus)                                                                                                  | historistische Putzfassade, baugeschichtliche Bedeutung als Beispiel für die architektonische Überformung der alten Ortslage von Großzschocher um 1900 In der zweiten Hälfte des 19. Jahrhunderts gehörte das Grundstück zu einer bäuerlichen Hofanlage, die das gesamte Areal zwischen Buttergasse und dem Kirchhof einnahm (siehe auch Huttenstraße 3 und 5). Für die Errichtung eines neuen Wohnhauses anstelle einer 1869 errichteten großen Scheune an der Ecke Huttenstraße/Buttergasse stellte im Februar 1893 der Grundstücksbesitzer Friedrich August Wilhelm Jahn einen Bauantrag, den die Amtshauptmannschaft zwei Monate später genehmigte. Es war vorgesehen je Etage eine große Wohnung unterzubringen, die unter anderem aus vier Zimmern, zwei Kammern und einer Mädchenkammer bestehen sollte. Nach einem knappen Jahr war der Neubau vollendet, womit sich die Jahreszahl 1904 an der Fassade nicht mit der Erbauung des Hauses verbinden lässt. Das Eckgebäude zeichnet sich durch eine reich dekorierte Putzfassade aus, die durch eine Erdgeschossnutung, Lisenen und Gesimse gekennzeichnet ist und in der die Fensterverdachungen im ersten Obergeschoss einen besonderen Blickfang bilden. Das Haus ist ein aussagekräftiges Beispiel für die architektonische Überformung der alten Ortslage Großzschocher in der Zeit um 1900, woraus eine ortsbaugeschichtliche Bedeutung resultiert. LfD/2012 | 09264655 |
| Direkt Bild zu diesem Denkmal hochladen | Einzeldenkmal der Sachgesamtheit Rittergut Großzschocher: zwei Wirtschaftsgebäude (siehe auch Sachgesamtheitsdokument - Obj. 09264676) | Huttenstraße 1a (Karte)                           | Ende 19. Jh. (Wirtschaftsgebäude)                                                                                      | Klinkerfassaden, ortsgeschichtliche Bedeutung | 09264658 |
| Direkt Bild zu diesem Denkmal hochladen | Sachgesamtheit Rittergut Großzschocher, mit den Einzeldenkmalen: zwei Wirtschaftsgebäude (siehe Einzeldenkmalliste - Obj. 09264658) und dem Gutspark sowie den Sachgesamtheitsteilen: Nebengebäude eines Rittergutes                                                                                                 | Huttenstraße 1a (Karte)                           | Ende 19. Jh. (Rittergut), 19. Jh. (Gutspark)                                                                           | ortsgeschichtlich von Bedeutung | 09264676 |
| Direkt Bild zu diesem Denkmal hochladen | Mietshaus in offener Bebauung und in Ecklage, mit seitlicher Toreinfahrt | Huttenstraße 2 (Karte)                            | 1886 (Mietshaus) | historistische Putzfassade, als eines der frühesten mehrgeschossigen Mietshäuser in Großzschocher ortsbaugeschichtliche Bedeutung Im Jahr 1863 befand sich auf dem Eckgrundstück ein Wohnhaus mit strohgedecktem Dach, als der Zimmermeister Friedrich Karl Ziegenhorn im Hof des Grundstücks ein winkelförmiges Nebengebäude errichtete, von dem sich das ehemalige Waschhaus bis heute erhalten hat. Mehr als zwanzig Jahre später baute Ziegenhorn 1886, der zu den vielbeschäftigten ortsansässigen Bauhandwerkern gehörte, dann anstelle des alten Wohnhauses ein neues dreistöckiges Gebäude. Mit diesem Bauprojekt wurde die bauliche Überformung der Huttenstraße hin zu einer städtischen Wohnstraße eingeleitet. Das Äußere zeigt eine zurückhaltende Putzgliederung, und die Fensterverdachungen des ersten Obergeschosses zeichnen dieses besonders aus. Der etwas plumpe Dachaufbau an der Gebäudeecke entstand erst 1904, als die Witwe von Ziegenhorn das Dach ausbauen ließ. Als eines der frühen noch erhaltenen dreigeschossigen Wohnbauten des Verstädterungsprozesses von Großzschocher besitzt das Gebäude vor allem eine ortsbauhistorische Bedeutung. LfD/2012 | 09264659 |
|                                         | Ehemaliges Gärtnerhaus eines Rittergutes, heute Vereinshaus, mit Inschrifttafel | Huttenstraße 2a (Karte)                           | 1778, +/- Dendro (Wohnhaus), 1865 (Gedenktafel)                                                                        | verputzter Ziegelbau, Sandsteintafel von 1865 zur Erinnerung an den Dichter und Freikorps-Kämpfer Theodor Körner (1791- 1813), am 18. Juni 1813 wurde der in der Schlacht bei Kitzen schwer verwundete Körner in das Gutsgärtnerhaus gebracht, überregionaler Geschichts- und Dokumentationswert | 09264660 |
| Direkt Bild zu diesem Denkmal hochladen | Mietshaus in halboffener Bebauung | Huttenstraße 3 (Karte)                            | 1901-1905 (Mietshaus)                                                                                                  | historisierende Klinkerfassade mit Jugendstil-Dekoration, baugeschichtlicher Wert aufgrund der besonderen Fassadengestaltung und als Beispiel der baulichen Überformung der alten Ortslage von Großzschocher um 1900 Keine zehn Jahre nach dem Bau des Eckhauses an der Buttergasse ließ der Grundstücksbesitzer Friedrich August Wilhelm Jahn anstelle des alten Wohnhauses der Hofanlage durch den Baumeister Anton Schmidt einen Neubau errichten. Die Straßenansicht des Areals hatte sich nun grundlegend gewandelt. Statt der niedrigen dörflichen Bebauung waren dreigeschossige Mietshäuser entstanden. Das Haus Huttenstraße 3 zeichnet sich darüber hinaus noch durch seine Fassadengestaltung aus, denn Bauherr und Architekt ließen hier – im Gegensatz zur benachbarten etwas älteren Bebauung – Dekorelemente des Jugendstils ausführen, was sich an den Brüstungsfeldern des zweiten Obergeschosses erkennen lässt. Vor allem ist es aber der Dachbereich, in dem die neuen Formen Eingang fanden: Charakteristisch sind die vegetabil umschlossenen nierenförmigen Fenster in den beiden geschwungenen Seitengiebeln mit den begleitenden ornamentierten Pfosten. Neben einer ortsbaugeschichtlichen Bedeutung durch die Entstehung im Zuge des Verstädterungsprozesses vor dem Ersten Weltkrieg weist das Gebäude eine besondere baukünstlerische Relevanz auf, die aus der im zeitgenössischen örtlichen Kontext ungewöhnlichen Fassadengestaltung resultiert. LfD/2012 | 09264661 |
| Direkt Bild zu diesem Denkmal hochladen | Mietshaus in halboffener Bebauung und in Ecklage | Huttenstraße 5 (Karte)                            | 1899-1900, bezeichnet 1900 (Mietshaus)                                                                                 | in Ecksituation zum Kirchplatz, historisierende Klinkerfassade, Eckbetonung durch Giebel, baugeschichtliche Bedeutung | 09264662 |
| Direkt Bild zu diesem Denkmal hochladen | Mietshaus in geschlossener Bebauung | Huttenstraße 6 (Karte)                            | 1911 (Mietshaus) | einfach gegliederte Putzfassade, als charakteristisches Beispiel des Mietshausbaus kurz vor dem Ersten Weltkrieg mit Anklängen an die Reformarchitektur baugeschichtliche Bedeutung Ein von dem Zimmermeister Karl Ziegenhorn 1863 errichtetes einstöckiges traufständiges Wohnhaus mit ausgebautem Dachgeschoss wurde 1911 abgetragen, um an dieser Stelle ein dreigeschossiges Mietswohnhaus zu errichten, für das der Maurerpolier Hermann Schmidt verantwortlich zeichnete. Dabei kamen statt einer großen Wohnung im ersten Obergeschoss zwei kleine zur Ausführung. Die Straßenfront zeichnet sich durch große Schlichtheit aus, lediglich ein Mittelrisalit springt in den beiden Obergeschossen leicht hervor. Umso bedeutsamer ist die feingliedrige Sprossung der Fenster für das Erscheinungsbild der Fassade. Die für die Reformarchitektur vor dem Ersten Weltkrieg typische Gestaltung macht die ortsbaugeschichtliche Bedeutung des Hauses aus. LfD/2012 | 09264663 |
| Direkt Bild zu diesem Denkmal hochladen | Mietshaus in halboffener Bebauung | Huttenstraße 8 (Karte)                            | 1910 (Mietshaus) | einfach gegliederte Putzfassade, als charakteristisches Beispiel des Mietshausbaus kurz vor dem Ersten Weltkrieg mit Anklängen an die Reformarchitektur baugeschichtliche Bedeutung Nachdem das im Jahr 1878 vom Maurer Julius Thomas errichtete kleine einstöckige ländliche Wohnhaus auf dem Grundstück abgetragen wurde, begannen im Januar 1910 die Arbeiten zur Errichtung eines mehrgeschossigen Mietshauses. Der Besitzer Ehrengott Hennig beauftragte hierfür den Architekten Otto Lehmann als Bauleiter. Dieser musste seine Pläne umarbeiten, da die Baubehörde eine bessere gestalterische Anpassung an die Umgebungsbebauung verlangte. Auch nach der Schlussprüfung des Hauses am 1. Juli 1910 kam es zu wiederholten behördlichen Einsprüchen wegen der der Einrichtung eines Ladens im Kellergeschoss, die allerdings erfolglos blieben. 1934 wurde schließlich das Dachgeschoss umgebaut. Die zurückhaltende Fassadengestaltung wird geprägt durch einen zweigeschossigen Risalit, der in einem Dachaufbau seine Fortsetzung findet. Aufgrund der Lage am Zufahrtsweg zu einem rückwärtigen Grundstück und nicht zuletzt wegen der Blickbeziehung zum Apostelkirchplatz und der Dieskaustraße setzt sich die Putzgliederung der Straßenseite zum Teil auch an der Seitenfassade fort. Mit Blick auf das benachbarte Pfarrhaus wird der Maßstabssprung der städtebaulichen Entwicklung um 1900 im Vergleich zur bisherigen dörflich geprägten Bebauung eindrücklich deutlich. Daraus resultiert eine ortsbaugeschichtliche und baukünstlerische Bedeutung. LfD/2012 | 09264664 |
| Direkt Bild zu diesem Denkmal hochladen | Mietvilla mit Garten | Huttenstraße 12 (Karte)                           | 1910-1911, bezeichnet 1911 (Mietvilla)                                                                                 | Putzfassade mit Reliefs, baugeschichtliche Bedeutung als Beispiel für den Mietshausbau in Anlehnung an die Reformarchitektur nach 1900 Auf dem rückwärtigen Grundstück, das nur durch einen Verbindungsweg mit der Huttenstraße verbunden ist, befand sich am Ende des 19. Jahrhunderts ein ländliches Wohnhaus mit Stallungen. Der Neubau eines Wohnhauses, den der Besitzer Hermann Jacob, im März 1910 den Neubau eins Wohnhauses anstelle der vorhandenen Bebauung beantragte, beschäftige im Folgenden sogar das sächsische Oberverwaltungsgericht. Die Gemeinde wollte nämlich die Genehmigung für das Bauvorhaben versagen: offiziell wegen der Neufestlegung der Baufluchtlinie an der Huttenstraße, in der Presse wurde jedoch vermutet, dass die Gemeinde Interesse an dem Grundstück hatte und der geforderte Kaufpreis zu hoch war. Doch auf juristischem Weg konnte Jacob sein Vorhaben durchsetzen. Er ließ nach eigenen Plänen eine Mietvilla errichten, die mit ihrem streng symmetrischen Aufbau, den schlichten Putzfassaden und der sparsamen Akzentuierung durch bauplastische Elemente – hier sind es zahlreiche Reliefplatten – zu einem typischen Vertreter der traditionell orientierten Reformarchitektur der Zeit ist. Daraus resultiert auch die baugeschichtliche Bedeutung des Hauses, die durch den Entstehungskontext mit den unterschiedlichen Konfliktlinien noch erhöht wird. LfD/2012 | 09264666 |
| Direkt Bild zu diesem Denkmal hochladen | Pfarrhaus in offener Bebauung, mit Garten, Einfriedungsmauer und Brunnen | Huttenstraße 14 (Karte)                           | 1768-1770 (Pfarrhaus), 1951 (Einfriedung)                                                                              | einfach gestaltete Putzfassade und Krüppelwalmdach, ortsgeschichtliche, sozialgeschichtliche und baugeschichtliche Bedeutung, Erinnerungswert Noch in seinem letzten Lebensjahr Tod initiierte Pfarrer Heinrich Engelbert Schwartze (1704-1767) einen Neubau des Pfarrhauses, der 1768-1770 ausgeführt wurde. Im Mauerwerk des Brunnen auf dem Grundstück befindet sich ein Ziegel mit der Jahreszahl 1732, was auf einen Vorgängerbau oder auf damals entstandene Nebengebäude hinweist. Das Pfarrhaus entstand als schlichter, wohl proportionierter Fachwerkbau über einem massiven Erdgeschoss giebelständig zur heutigen Huttenstraße. Ein zeittypisches Krüppelwalmdach schließt es ab. Bemerkenswert sind die teilweise erhalten hölzernen Fenstergewände. Kurz vor dem Umbau der Kirche am Beginn des 20. Jahrhunderts erfolgte durch den Baumeister Anton Schmidt ein größerer Umbau des Hauses, bei dem der straßenseitige Giebel ein aufwändiges Zierfachwerk erhielt. Die übrigen Wandflächen wurden verputzt und mit einer schlichten Gliederung versehen. Bis 1930 erstreckte sich entlang der Dieskaustraße eine große Pfarrscheune, die zusammen mit weiteren Nebengebäuden zum wirtschaftlichen Erhalt der Pfarre notwendig waren. Als eines der ältesten erhaltenen Gebäude von Großzschocher besitzt das Pfarrhaus eine besondere baugeschichtliche Bedeutung, seine Funktion in der Gemeinde bedingt einen orts- und sozialgeschichtlichen Wert. LfD/2014 | 09264667 |
| Direkt Bild zu diesem Denkmal hochladen | Mietshaus in halboffener Bebauung und in Ecklage | Huttenstraße 15 (Karte)                           | 1892-1893 (Mietshaus)                                                                                                  | Fassade zur Breitschuhstraße, historistische Putzfassade, baugeschichtlicher Wert | 09298969 |
| Direkt Bild zu diesem Denkmal hochladen | Mietshaus in offener Bebauung und in Ecklage | Huttenstraße 17 (Karte)                           | 1907 (Mietshaus) | mit Eckladen, Putzfassade, als Zeugnis der Wohnhausarchitektur am Beginn des 20. Jahrhunderts von ortsbaugeschichtlicher Relevanz Karl Michael, Maurermeister aus Leipzig-Kleinzschocher, baute auf seinem Grundstück im Jahr 1907 ein Eckwohngebäude mit einer Ladenwohnung im Erdgeschoss. Kurz nach der Fertigstellung kam es zur Zwangsversteigerung, der neue Besitzer war der Schuldirektor Johannes Alfred Kleine. Prägend für das Haus im westlichen Ortserweiterungsgebiet ist die ins Dachgeschoss geführte Gebäudeecke, die von einem geschweiften und gebrochenen Giebel abgeschlossen wird. Die beiden Straßenfronten sind durch eine Putzgliederung aus Lisenen und Brüstungsfeldern bestimmt. Bemerkenswert ist die Hauseingangstür, deren Gestaltung Anklänge an den Jugendstil erkennen lässt. Das Haus ist ein charakteristisches Beispiel der Wohnhausarchitektur in Großzschocher im ersten Jahrzehnt des 20. Jahrhunderts und daher von ortsbaugeschichtlicher Bedeutung. LfD/2012 | 09264668 |
| Direkt Bild zu diesem Denkmal hochladen | Sachgesamtheit Friedhof Großzschocher, mit den Einzeldenkmalen: Leichenhalle, Kapelle und mehrere Grabmale (siehe auch Einzeldenkmaldokument - Obj. 09264649, gleiche Anschrift) sowie gärtnerisch gestaltete Friedhofsanlage und Allee, weiterhin mit den Sachgesamtheitsteilen: Einfriedungsmauer und Friedhofstor | Huttenstraße 17a (Karte)                          | ab 1861 (Friedhof), 1890 (Kapelle)                                                                                     | ortsgeschichtlicher Wert, schöne Kapelle im Rundbogenstil des 19. Jahrhunderts von baugeschichtlichem Wert Friedhof auf regelmäßiger Grundfläche zwischen Huttenstraße und Gerhard-Ellrodt-Straße. Östlicher Teil 1861 eröffnet (von Mauern umgeben, etwa mittig durch Quermauer mit Durchgang geteilt), dort repräsentative Kapelle im Rundbogenstil (1890) und Leichenhalle, Toranlage an der Huttenstraße sowie Nebengebäude an der Gerhard-Ellrodt-Straße. Ausgehend von Kapelle Hauptwegeachse des östlichen Teils, im nördlichen Abschnitt mit alter Linden-Allee (Tilia cordata). An den Umgrenzungsmauern einige repräsentative Wandgrabstellen (unter anderem Erbbegräbnisse der Mühlenbesitzerfamilie Zickmantel sowie der Gutsbesitzerfamilie Seifert), Grabfelder im nördlichen Abschnitt durch Hecken in Nord-Süd-Richtung gegliedert. Westlicher Teil als Erweiterung um 1900 angefügt mit umlaufendem Hauptweg. Im Norden zwei ältere Rosskastanien (Aesculus hippocastanum), am westlichen Hauptweg eine Reihe älterer Exemplare von Rotblättrigem Spitz-Ahorn (Acer platanoides, Sorte 'Schwedleri'?). Als Begräbnisanlage der zweiten Hälfte des 19. Jahrhunderts (älterer Teil) in zeittypisch zweckmäßiger Einteilung und mit baulicher Ausstattung sowie historischen Grabmalen von ortsgeschichtlicher Bedeutung. Besondere Elemente der gärtnerischen Ausgestaltung sind die auf die Kapelle bezogene Linden-Allee und die Unterteilung durch Hecken im östlichen Teil sowie die Verwendung von Rotblättrigem Spitz-Ahorn an einem Abschnitt des westlichen Weges der Erweiterungsfläche. | 09304580 |
| Direkt Bild zu diesem Denkmal hochladen | Einzeldenkmal der Sachgesamtheit Friedhof Großzschocher: Leichenhalle, Kapelle und mehrere Grabmale (siehe auch Sachgesamtheitsdokument - Obj. 09304580, gleiche Anschrift) | Huttenstraße 17a (Karte)                          | ab 1861 (Friedhof), 1890 (Kapelle)                                                                                     | ortsgeschichtliche Bedeutung, schöne Kapelle im Rundbogenstil des 19. Jahrhunderts von baugeschichtlichem Wert | 09264649 |
| Direkt Bild zu diesem Denkmal hochladen | Mietshaus in offener Bebauung und in Ecklage, ehemals mit Postamt | Huttenstraße 18 (Karte)                           | 1903-1905 (Mietshaus)                                                                                                  | historisierende Klinkerfassade, Eckerker, Postamt im Erdgeschoss, baugeschichtlicher Bedeutung als Beispiel der Bebauung des westlichen Ortserweiterunggebietes, ortshistorischer und Erinnerungswert aufgrund der Nutzung als Postgebäude Ursprünglich gehörte das Grundstück zur Bäckerei Freiberger an der Dieskaustraße. Im Zuge der westlichen Ortserweiterung ließ der Bäckermeister Gottfried Freiberger hier 1903-1905 durch den Baumeister Anton Schmidt ein Eckwohngebäude errichten. Im Jahr nach der Fertigstellung erfolgte bereits ein Umbau des Erdgeschosses, um hier Räume für das Postamt von Großzschocher zu schaffen. Das Gebäude zeichnet sich durch eine differenzierte Fassadengestaltung aus. Über dem verputzten Erdgeschoss sind die Fassaden mit roten Klinkern verkleidet, wovon sich die hellen Sohlbänke und Verdachungen der Fenster aus Kunststein wirkungsvoll abheben. Über dem Kastenerker an der verbrochenen Gebäudeecke ist das Dachgeschoss über dem Traufgesims mit Zierfachwerk versehen worden. Das Haus zeigt exemplarisch, welche Gestaltungsmittel an den Fassaden im Wohnungsbau um 1900 angewendet wurden. Der daraus resultierenden baugeschichtlichen Bedeutung stehen aufgrund der Nutzung als Postgebäude der Erinnerungswert sowie eine ortshistorische Relevanz zur Seite. Ortsbaugeschichtlich von Bedeutung ist der Bau wegen seiner städtebaulichen Situierung im westlichen Ortserweiterungsgebiet. LfD/2012 | 09264669 |
| Direkt Bild zu diesem Denkmal hochladen | Mietshaus in ehemals halboffener Bebauung und in Ecklage | Huttenstraße 20 (Karte)                           | 1903-1904 (Mietshaus)                                                                                                  | mit Eckladen, historisierende Putz-Klinker-Fassade, Eckerker, als Zeugnis des Mietshausbaues mit typischer Gestaltung bauhistorischer Wert Noch vor dem Durchbruch der verlängerten Huttenstraße in Richtung Kirche wurde das Eckgebäude als eines der ersten im westlichen Ortserweiterungsgebiet errichtet. Den Bauantrag hierfür reichten die Geschäftsleute Ernst Arthur Schröder und Paul Eulitz aus Leipzig im Februar 1903 ein. Schon bald setzte ein Besitzerwechsel ein, so dass der ausführende Maurerpolier Wilhelm Ferdinand Max Kühn (Leipzig-Kleinzschocher) das Grundstück schließlich auch besaß. Wenige Monate nach der Bauvollendung im Januar 1904 verlor es der Bauunternehmer allerdings wieder durch eine Zwangsversteigerung. Das dreigeschossige Haus zeichnet sich durch eine besondere Betonung der Ecklage aus. Ein polygonaler Erker ist den beiden Obergeschossen vorgelegt und wird von einem geschweiften Dach abgeschlossen, das in das Dachhaus des Eckrisaliten hineinragt. Differenziert gestaltete Fensterverdachungen und Brüstungsfelder tragen zur Belebung der Klinkerfassade bei. Die Baugeschichte des Hauses ist ein charakteristisches Beispiel des privatwirtschaftlichen Bauens um 1900, außerdem kann die Gestaltung als typisch für ein vorstädtisches Wohnhaus dieser Zeit eingeschätzt werden. Diese Gründe verleihen dem Gebäude eine ortsbaugeschichtliche Bedeutung. LfD/2012 | 09261868 |
| Direkt Bild zu diesem Denkmal hochladen | Mietshaus in halboffener Bebauung und in Ecklage, mit Gaststätte und seitliche Einfriedung | Huttenstraße 25 (Karte)                           | 1913-1914 (Mietshaus)                                                                                                  | Putzfassade, Reformstil-Architektur, bau- und ortsentwicklungsgeschichtliche Bedeutung aufgrund der Lage im westlichen Ortserweiterungsgebiet von Großzschocher mit zeittypischer Gestaltung Baumeister Otto Leonhardt plante für die Land- und Baugesellschaft Großzschocher im Jahr 1912 auf diesem und den östlich anschließenden Grundstücken ein mit Erkern, Giebeln und differenzierten Dachaufbauten abwechslungsreich gestaltetes Gruppenwohnhaus. Trotz der erteilten Baugenehmigung kam das Projekt nicht zur Ausführung. Der neue Besitzer Florus Weiske stellte im folgenden Jahr einen erneuten Bauantrag, wobei die Fassadenentwürfe wesentlich schlichter ausfielen. Bis zum Januar 1914 wurde das Eckgebäude als einziger Teil des Gruppenbaus ausgeführt. Seit dieser Zeit befindet sich im Erdgeschoss in Ecklage zum Schmuckplatz eine Gaststätte. Als charakteristisches Beispiel für die Reform-Architektur sind die Straßenfronten nur sparsam mit Putz- und Kunststeingliederungen sowie einem Brüstungsgesims verziert. Besonders hervorgehoben ist der Hauseingang mit einer seitlichen Rahmung und einem Halbrundfenster. Einige wichtige Gestaltungselemente wie die straßenseitigen Balkone, das Vordach über dem Zugang zum Gastraum und die Fenster mit ihrer feinen Sprossung sind in den letzten Jahren verloren gegangen. Die bau- und ortsentwicklungsgeschichtliche Bedeutung des Hauses resultiert aus der zeittypischen Gestaltung eines Bauwerkes an der Hauptstraße des westlichen Ortserweiterungsgebietes von Großzschocher. LfD/2013 | 09264670 |
| Direkt Bild zu diesem Denkmal hochladen | Mietshausgruppe (drei Häuser mit den Anschriften: Huttenstraße 27, Pfeilstraße 10 und Giordano-Bruno-Straße 9) in offener Bebauung, mit Vorgarten an der Pfeilstraße | Huttenstraße 27 (Karte)                           | 1910-1911 (Giordano-Bruno-Straße 9), Pfeilstraße 10, 1910 (Huttenstraße 27)                                            | aufwendig gestaltete Putzfassade, mit Läden, Reformstil-Architektur, ortsbaugeschichtliche und ortsentwicklungshistorische Relevanz Für sein Grundstück am Schmuckplatz, dem Zentrum der westlichen Ortserweiterung von Großzschocher, stellte Maurermeister Richard Leonhardt aus Leipzig-Kleinzschocher bereits 1909 den Antrag zur Errichtung eines fast palaisartigen Gruppenwohnhauses. Doch erst das zweite veränderte Baugesuch im folgenden Jahr – diesmal gestellt von Otto Leonhardt für die Land- und Baugesellschaft Großzschocher – kam bis 1911 zur Ausführung. Die im Vergleich zu anderen Wohnhäusern im Ortserweiterungsgebiet aufwendig gestaltete Baugruppe ist symmetrisch aufgebaut und findet ihr Zentrum im hohen gebrochenen Mittelgiebel von Huttenstraße 27. Beiderseits des Einganges dieses Hauses befanden sich ursprünglich Läden, welche die Mittelachse ebenfalls betonten. Die beiden seitlichen Bauten sind durch Eckerker und kleinere Giebel ausgezeichnet. Eine abwechslungsreiche Putzgliederung des Gruppenbaus bildet flache Risalite und Brüstungsspiegel aus und lockert so die lange Fassadenfront auf, während der hohe umlaufende Klinkersockel das Gebäude zusammenfasst. Als ein besonders differenziert und aufwändig gestalteter Gruppenwohnbau, der auf die Lage am Schmuckplatz Bezug nimmt, besitzt das Haus eine ortsbaugeschichtliche und ortsentwicklungshistorische Bedeutung. LfD/2013 | 09264671 |
| Direkt Bild zu diesem Denkmal hochladen | Mietshausgruppe (aus drei Häusern bestehend: Pfeilstraße 12 und Huttenstraße 28/30) in offener Bebauung mit Vorgarten | Huttenstraße 28; 30 (Karte)                       | 1911-1914, Huttenstraße 28/30 (Mietshaus), 1911-1912, Pfeilstraße 12 (Mietshaus)                                       | Lage: am Huttenplatz, abwechslungsreich gestaltete Putzfassade, Reformstil-Architektur, baugeschichtliche Bedeutung An der prominentesten Stelle im westlichen Ortserweiterungsgebiet von Großzschocher ließ die Land- und Baugesellschaft des Baumeisters Otto Leonhardt zwischen 1911 und 1914 ein Gruppenhaus mit betont malerischem Fassadenaufbau errichten. Haus Nummer 30 ist als Mittelpunkt mit einem hohen Giebel hervorgehoben. Einem polygonalen Erker an der Ecke Huttenplatz/Giordano-Bruno-Straße steht im westlichen Gebäudeteil ein Risalit mit vorgelagerten Balkonen und einem kleinen Abschlussgiebel gegenüber. Mit variantenreichen Fensterformen beugte Leonhardt einer monotonen Reihung von Maueröffnungen vor. Putzgliederungen wie Geschossgesimse, Brüstungsfelder und Zahnschnittfriese lockern die Straßenfronten zusätzlich auf. Zu den Mietern der repräsentativ angelegten Wohnungen – zum Teil zeugt noch die Gestaltung der Treppenhäuser vom gestalterischen Aufwand – gehörten der Leipziger Maler Gustav Ziemann, der Ortsmaler von Großzschocher Hermann Paul Sauer und der bekannte Arzt Kurt Herrmann. Damit kommt dem Gruppenhaus nicht nur eine ortsbaugeschichtliche Bedeutung zu, sondern es weist auch eine ortshistorische Relevanz auf. LfD/2013 | 09264672 |
|                                         | Eisenbahnbrücke | Küchenholzallee - (Karte)                         | 1906 (Eisenbahnbrücke)                                                                                                 | original erhaltene, genietete Stahlträgerbrücke mit Pendelstütze, mit Graniteinfassung und Kunststeinbalustrade, Teil der Eisenbahnstrecke Leipzig-Plagwitz - Markkleeberg-Gaschwitz (6379, sä. PG), eisenbahnhistorisch und baugeschichtlich von besonderer Bedeutung, Seltenheitswert | 09299032 |
| Direkt Bild zu diesem Denkmal hochladen | Wohnhauszeile mit Vorgärten | Lipinskistraße 39; 41; 43; 45; 47; 49; 51 (Karte) | 1954-1955 (Wohnblock)                                                                                                  | alte Ortslage Windorf, Putzfassade mit Kunststeingliederung, im Stil der Nationalen Bautradition der 1950er Jahre, baugeschichtlicher Wert | 09264638 |
| Direkt Bild zu diesem Denkmal hochladen | Schule, Sporthalle und Teile der Freiflächengestaltung (120. Schule; ehemalige Kurt-Kresse-Oberschule) | Martin-Herrmann-Straße 1 (Karte)                  | 1966–1969 (Schule); 1967–1969 (Schulturnhalle); 1969–1970 (Freiraumgestaltung)                                         | Verkörpert einen authentischen Zeugniswert zur Geschichte und Entwicklung der Schulverhältnisse in den 1970er und 1980er Jahren, bau- und zeitgeschichtlich von Bedeutung, wichtiger Bestandteil des 1964–1966 und 1972/1973 in 2,0-Megapond-Montagebauweise entstandenen Wohnkomplexes Großzschocher Der Schulstandort Martin-Herrmann-Straße 1 wurde in den Jahren 1966–1969 im Zusammenhang mit dem zwischen 1964 und 1966 entstandenen großräumigen Wohnkomplex Großzschocher errichtet. Die Architekten der damals nach Kurt Kresse benannten Oberschule waren Klaus Poller und Edgar Hofmann. Letztgenannter war zudem mitverantwortlicher Architekt für den Bau der zum Wohngebiet gehörenden 1930 Wohneinheiten. Der Schulneubau steht als Beispiel des sogenannten Atriumtyps, einem Vertreter der Typenschulbauten der DDR. Nach der genormten Bauweise, deren Grundlage die mit der neuen bildungspolitischen Aufgabe verbundene Erarbeitung neuer Richtlinien für den Schulbau war, wurden auf dem Gebiet der DDR fast alle Schulneubauten zwischen 1955 und 1990 gebaut. Der Atriumtyp, von dem es in verschiedenen Bezirken auch Varianten gab, besteht in der Regel aus zwei dreigeschossigen, parallel angeordneten Gebäuderiegeln, die mit ihren Verbinderbauten zwei Innenhöfe bilden. Diese sind überwiegend als Grünflächen und/oder als Pausenfläche gestaltet. Die Errichtung der Gebäuderiegel erfolgte in Stahlbeton-Montagebauweise mit tragenden Querwänden, wobei die Längswände aus vorgestellten selbsttragenden Mehrschichtplatten auf Randbalken bestehen und die geschoßhohen Giebelwände aus Leichtbetonelementen. Die innere Aufteilung erlaubte eine Anordnung von Fachräumen, Verwaltung und WC-Anlagen im längeren Baukörper und der Klassenräume in dem zweiten, kürzeren Gebäudeteil. Aufgrund der Konstruktion und Anordnung der Gebäudeteile waren alle Unterrichtsräume zweiseitig direkt belichtet und Querlüftungen möglich. Die Erschließung des Schulgebäudes erfolgte über einläufige Treppen in den drei Verbindungsbauten. Ein individualisierendes Element der Schule war die Außenwandgestaltung an der südöstlichen Giebelwand. Das ehemalige Wandbild von Max Gerhard Uhlig ist heute nicht mehr vorhanden. Zum Schulkomplex gehört die im Winkel zum Schulgebäude angeordnete Sporthalle. Auch sie ist ein Beispiel eines Typenbaus, der Seltenheitswert besitzt. In Sachsen ist kein weiteres Objekt bekannt, in Sachsen-Anhalt gibt es vier Exemplare eines modifizierten, größeren Typs. Im VEB Typenprojektierung der Deutschen Bauakademie wird der Gebäudeentwurf intern als KB 624.41 bezeichnet und war möglicherweise eine Art „Vorserie“ zu den später ausgeführten Hallen im UNI-HP-System. Projektiert wurden die Sporthallen vom VEB Leipzig Projekt, einem Spezialbetrieb für Sportbauten. Verwendung fanden hierbei die vom VEB Hochbauprojektierung Halle unter der Leitung von Bauingenieur Herbert Müller entwickelten HP-Schalen. Diese besondere Dachkonstruktion stellt die Besonderheit dieser Schulsporthalle dar. HP steht für hyperbolisch paraboloide Betonschalen - vorgefertigte Raumtragwerke aus Stahlbeton, die sowohl tragende als auch raumabschließende Funktionen übernehmen. Der Vorteil gegenüber anderen Konstruktionssystemen ist, dass sie große Spannweiten stützenfrei überdecken können, mit vielen Bauweisen kombinierbar und aufgrund ihrer geringen Schalendicke relativ leicht und daher einfach aufzustellen bzw. zu montieren sind. Die Turnhalle in Großzschocher wird mit HP-Schalen von zwölf Metern Weite überspannt. Ihre Wandflächen sind monolithisch bzw. in Streifenbauweise ausgeführt, ebenso das Dach des nördlich vorgelagerten Funktionsanbaus, das bei späteren Hallen gleichfalls aus 2,40er HPZ-Schalen (einfach gekrümmt, wie ein aufgeschnittener Zylinder – sogenannten „Trögen“) gebildet wurde. Die Giebelwände im Innern bestehen teilweise aus sichtbar belassenem Ziegelmauerwerk, die Außenflächen sind sandfarben verputzt. Die Belichtung des Hallenbereiches erfolgt über zwei Fensterbänder. Die Turnhalle ist funktional unterteilt in einen Hallenkörper und den längsseitigen Anbau, der Geräteräume, Umkleiden, Wasch- und Duschräume, Lehrer-, Kraft- und Technikräume aufnimmt. Die hiesige Schulsporthalle ist eine der wenigen überhaupt mit HP-Schalen überdachten Bauten im ehemaligen Bezirk Leipzig. Jener fokussierte sich in den Folgejahren viel stärker auf eine serienmäßige Bedachung mit VT-Falten - also vorgefertigten Trapezträgerfalten („eckige“ Schalen). Die räumliche Anordnung von Turnhalle und Schule mit einem durch Grünflächen und Schulvorplatz gebildeten Freiraum wurde mit Bedacht so gewählt, dass die Dachkanten der Betonschalen, die den Schwung und die Leichtigkeit der Konstruktion betonen, frei sichtbar sind. Das nahezu unveränderte Schulgebäude verkörpert einen authentischen Zeugniswert zur Geschichte und Entwicklung der Schulverhältnisse in den 1970er und 80er Jahren. Dies betrifft einerseits die spezifischen Bedingungen vor Ort (ortsgeschichtlicher Wert), und andererseits die Schulbauentwicklung in der DDR (bau- und zeitgeschichtlicher Wert). Insbesondere dokumentiert das Schulgebäude den Anspruch der damaligen Generation als modern und funktional gestaltete sowie rationell errichtete Lehreinrichtung. Mittlerweile sind in Sachsen nur noch wenige Schulen aus den Jahren der DDR in ihrer historischen Form erhalten, so dass unter denkmalpflegerischem Aspekt diesen Beispielen grundsätzlich ein Seltenheitswert zukommt. Die bauzeitliche Kubatur und die Raumaufteilung sowie Ausstattungselemente sind weitestgehend original erhalten. Aus diesen Tatsachen ergibt sich auch das denkmalpflegerische Anliegen, mit der Erfassung der 120. Schule, ihrer Sporthalle sowie ausgewählten Flächen des Schulfreiraums ein bauhistorisches Zeugnis der abgeschlossenen Epoche der DDR-Architektur als Kulturdenkmal zu bewahren. | 09307493 |
| Direkt Bild zu diesem Denkmal hochladen | Parkanlage | Mühlparkweg - (Karte)                             | Ende 19. Jh. (Parkanlage)                                                                                              | Park mit Wegesystem, Teich und altem Gehölzbestand sowie Mühlstein auf der Teichinsel, grenzt an den Elstermühlgraben, ortsgeschichtlicher Wert, gartengestalterische Bedeutung | 09264708 |
| Direkt Bild zu diesem Denkmal hochladen | Mühle Großzschocher; später Kunstmühle Zickmantel & Schmidt: Mühlenanwesen mit Mühle (Zur Alten Bäckerei 4), Kontor- und Wohngebäude (Zur Alten Bäckerei 2) sowie Stallgebäude (Mühlparkweg 2a), Mühlgraben, Einfriedung und Hofpflasterung                                                                          | Mühlparkweg 2a (Karte)                            | bezeichnet 1878 (Kontor- und Wohnhaus)                                                                                 | ehemals auch MühlengebäudeIndustriemühle überwiegende Ziegelbauten, ortsgeschichtlich und industriegeschichtlich von Bedeutung | 09304637 |
| Direkt Bild zu diesem Denkmal hochladen | Fertigteilhaus | Mühlparkweg 25 (Karte)                            | 1928 (Gartenhaus) | Musterhaus der Baumesse von 1928, am heutigen Ort wieder aufgestellt 1932, baugeschichtlich und architekturhistorisch von Bedeutung, Seltenheitswert, Zeugnis sächsischer Wirtschaftsgeschichte Zusätzlich zu einem bereits bestehenden Gartenhaus ließ Elisabeth Müller auf ihrem Grundstück im Sommer 1932 ein Wochenendhaus in Holzständerbauweise errichten. Vermutlich wurde es 1928 als Fertighaus auf der Leipziger Baumesse erworben. Über einem massiven Betonkeller erhebt sich das Ständersystem, welches innen mit Holzfaserplatten und außen mit Blockbohlen verkleidet ist, den Abschluss bildet ein pappgedecktes Mansarddach. Der Innenraum wird über einen kleinen Windfang erschlossen, zu dem ursprünglich eine hölzerne Außentreppe führte. Beachtenswert ist, dass das Haus das bisher einzig bekannte, erhaltene Gebäude ist, dessen Entwurf auf die Julius Blüthner Pianofortefabrik zurückgeht. In Zeiten der Wirtschaftskrise war während der 1920er Jahre der Verkauf von Flügeln und Klavieren fast vollständig zum Erliegen gekommen. Um den Betrieb nicht einstellen zu müssen, wurde die Produktpalette der Firma daher um Möbel und Fertighäuser aus Holz erweitert. Als Beispiel für die Auswirkungen der Wirtschaftskrise auf eine renommierte Leipziger Firma und die Entwicklung von Fertighäusern ist das Gebäude wirtschaftsgeschichtlich und baugeschichtlich von Bedeutung. LfD/2014 | 09305625 |
| Direkt Bild zu diesem Denkmal hochladen | Mietshaus in offener Bebauung und in Ecklage, mit Vorgarten | Pfeilstraße 1 (Karte)                             | 1907-1908 (Mietshaus)                                                                                                  | mit Eckladen, einfache Putzfassade, Treppenhausfenster mit Bleiglas, Wohnungstüren mit Supraporten und Gittern, als frühes Beispiel der planmäßigen Ortserweiterung von Großzschocher baugeschichtliche Bedeutung Das Haus Pfeilstraße 1 gehörte zu den ersten Gebäuden, die die Land- und Baugesellschaft Großzschocher mbH im Ortserweiterungsgebiet zwischen heutiger Gerhard-Ellrodt- und Anton-Zickmantel-Straße nach dem Reicheschen Bebauungsplan errichtete. Hierfür reichte der Maurermeister Richard Leonhardt aus Leipzig-Kleinzschocher für die Baugesellschaft im Juni 1907 den Bauantrag ein. Nach mehreren Planänderungen – unter anderem kam jetzt in einer Wohnung des ersten Obergeschosses ein Bad zur Ausführung – konnte im folgenden Jahr die Schlussprüfung vorgenommen werden. Bei dem dreigeschossigen schlichten Gebäude mit seiner Putzfassade wird die Ecklage durch das Fachwerk am Giebel architektonisch hervorgehoben. Auch mit den vorkragenden, flach geneigten Dächern der Gauben versuchte Leonhardt, Motive des ländlichen Bauens auf den Geschosswohnungsbau nach 1900 zu übertragen. Das Haus weist als frühes Beispiel der planmäßigen Ortserweiterung von Großzschocher eine ortsbaugeschichtliche Bedeutung auf. LfD/2012 | 09298967 |
| Direkt Bild zu diesem Denkmal hochladen | Mietshausgruppe (drei Häuser mit den Anschriften: Huttenstraße 27, Pfeilstraße 10 und Giordano-Bruno-Straße 9) in offener Bebauung, mit Vorgarten an der Pfeilstraße | Pfeilstraße 10 (Karte)                            | 1910-1911 (Giordano-Bruno-Straße 9), Pfeilstraße 10, 1910 (Huttenstraße 27)                                            | aufwendig gestaltete Putzfassade, mit Läden, Reformstil-Architektur, ortsbaugeschichtliche und ortsentwicklungshistorische Relevanz Für sein Grundstück am Schmuckplatz, dem Zentrum der westlichen Ortserweiterung von Großzschocher, stellte Maurermeister Richard Leonhardt aus Leipzig-Kleinzschocher bereits 1909 den Antrag zur Errichtung eines fast palaisartigen Gruppenwohnhauses. Doch erst das zweite veränderte Baugesuch im folgenden Jahr – diesmal gestellt von Otto Leonhardt für die Land- und Baugesellschaft Großzschocher – kam bis 1911 zur Ausführung. Die im Vergleich zu anderen Wohnhäusern im Ortserweiterungsgebiet aufwendig gestaltete Baugruppe ist symmetrisch aufgebaut und findet ihr Zentrum im hohen gebrochenen Mittelgiebel von Huttenstraße 27. Beiderseits des Einganges dieses Hauses befanden sich ursprünglich Läden, welche die Mittelachse ebenfalls betonten. Die beiden seitlichen Bauten sind durch Eckerker und kleinere Giebel ausgezeichnet. Eine abwechslungsreiche Putzgliederung des Gruppenbaus bildet flache Risalite und Brüstungsspiegel aus und lockert so die lange Fassadenfront auf, während der hohe umlaufende Klinkersockel das Gebäude zusammenfasst. Als ein besonders differenziert und aufwändig gestalteter Gruppenwohnbau, der auf die Lage am Schmuckplatz Bezug nimmt, besitzt das Haus eine ortsbaugeschichtliche und ortsentwicklungshistorische Bedeutung. LfD/2013 | 09264671 |
| Direkt Bild zu diesem Denkmal hochladen | Mietshausgruppe (aus drei Häusern bestehend: Pfeilstraße 12 und Huttenstraße 28/30) in offener Bebauung mit Vorgarten | Pfeilstraße 12 (Karte)                            | 1911-1914, Huttenstraße 28/30 (Mietshaus), 1911-1912, Pfeilstraße 12 (Mietshaus)                                       | Lage: am Huttenplatz, abwechslungsreich gestaltete Putzfassade, Reformstil-Architektur, baugeschichtliche Bedeutung An der prominentesten Stelle im westlichen Ortserweiterungsgebiet von Großzschocher ließ die Land- und Baugesellschaft des Baumeisters Otto Leonhardt zwischen 1911 und 1914 ein Gruppenhaus mit betont malerischem Fassadenaufbau errichten. Haus Nummer 30 ist als Mittelpunkt mit einem hohen Giebel hervorgehoben. Einem polygonalen Erker an der Ecke Huttenplatz/Giordano-Bruno-Straße steht im westlichen Gebäudeteil ein Risalit mit vorgelagerten Balkonen und einem kleinen Abschlussgiebel gegenüber. Mit variantenreichen Fensterformen beugte Leonhardt einer monotonen Reihung von Maueröffnungen vor. Putzgliederungen wie Geschossgesimse, Brüstungsfelder und Zahnschnittfriese lockern die Straßenfronten zusätzlich auf. Zu den Mietern der repräsentativ angelegten Wohnungen – zum Teil zeugt noch die Gestaltung der Treppenhäuser vom gestalterischen Aufwand – gehörten der Leipziger Maler Gustav Ziemann, der Ortsmaler von Großzschocher Hermann Paul Sauer und der bekannte Arzt Kurt Herrmann. Damit kommt dem Gruppenhaus nicht nur eine ortsbaugeschichtliche Bedeutung zu, sondern es weist auch eine ortshistorische Relevanz auf. LfD/2013 | 09264672 |
| Direkt Bild zu diesem Denkmal hochladen | Mietshausgruppe in offener Bebauung mit Vorgarten | Pfeilstraße 14; 16; 18; 20 (Karte)                | 1912-1914 (Nummer 14, Mietshaus), 1912-1913 (Nummer 16, Nummer 18, Mietshaus), 1912 (Nummer 20, Mietshaus)             | sparsam dekorierte Putzfassade, baugeschichtlich von Bedeutung aufgrund der Gestaltung mit Anklängen an die Reformarchitektur und durch den Entstehungskontext, der auf die Organisation und Finanzierung des privaten Wohnungsbaus um 1900 verweist Ursprünglich beabsichtigte 1910 der Maurermeister Wilhelm Wesche aus Leipzig auf seinen Grundstücken in Großzschocher ein dreiteiliges Gruppenwohnhaus zu errichten. Zur Erhöhung seiner Mieteinnahmen vergrößerte er aber das Projekt und ließ durch den Architekten Emil Richter die Pläne für eine Vierergruppe entwerfen. Die Straßenansicht musste Richter auf Veranlassung der Gemeinde mehrfach umarbeiten, da diese am monotonen Aussehen der Front Anstoß nahm. 1912-1914 wurde der symmetrisch gegliederte Bau ausgeführt. Mittel- und kleinere Seitenrisalite mit Dachhäusern setzen gestalterische Akzente, ebenso wie Simse, Brüstungsfelder, Fensterteilung und die Rahmung der Hauseingänge. Wilhelm Wesche übernahm sich offenbar bei der Ausführung des Gebäudes, denn bereits 1916 wurde das Grundstück durch den Baugeldgeber Spar- und Vorschuß-Verein Leipzig-Reudnitz in einer Zwangsversteigerung erworben. Daher besitzt das Gebäude nicht nur als zeittypischer, durch die Reformarchitektur geprägter Bau ortsbaugeschichtliche Bedeutung, sondern auch durch den Entstehungskontext, der auf die Organisation und Finanzierung des privaten Wohnungsbaus um 1900 verweist. LfD/2013 | 09299198 |
| Direkt Bild zu diesem Denkmal hochladen | Mietshausgruppe in offener Bebauung mit Vorgarten | Pfeilstraße 15; 17; 19; 21 (Karte)                | 1910-1915 (Mietshaus)                                                                                                  | sparsam dekorierte Putzfassade, Reformstil-Architektur, ortsbaugeschichtliche Relevanz als typisches Beispiel der architektonischen Entwicklung in Großzschocher unmittelbar vor dem Ersten Weltkrieg Die Amtshauptmannschaft genehmigte im Juni 1910 den Bau eines dreiteiligen Gruppenhaues, das der Maurermeister Karl Wilhelm Wesche errichten wollte. Doch der Bauherr und Bauausführende Wesche veränderte offenbar eigenmächtig das Projekt, indem er mit Nummer 15 ein weiteres Haus anfügte. So entstand bis 1915 eine asymmetrische Baugruppe, die ehemals an den Risaliten der Straßenfront von Nummer 17, 19 und 21 schmale Austritte aufwies. Ansichtsprägend sind die Risalitgiebel, von denen der mittlere die Achse des ursprünglichen Dreigruppenhauses markiert. Außerdem tragen Geschossgesimse und Putzreliefs in Kartuschen- oder Girlandenform zur Belebung der Ansicht bei. Als typisches Beispiel der architektonischen Entwicklung in Großzschocher in den Jahren vor dem Ersten Weltkrieg besitzt die Hausgruppe eine ortsbaugeschichtliche Relevanz. LfD/2013 | 09264681 |
| Direkt Bild zu diesem Denkmal hochladen | Mietshauszeile (aus vier Häusern bestehend, Anschrift: Pfeilstraße 22, Giordano-Bruno-Straße 19 und Anton-Zickmantel-Straße 31/33), mit Vorgarten | Pfeilstraße 22 (Karte)                            | 1928-1929, Nummer 31 (Wohnblock), 1928-1930, Nummer 33 (Wohnblock)                                                     | Putzfassade, im traditionalistischen Stil der 1920er Jahre, baugeschichtliche von Bedeutung Im Auftrag der gemeinnützigen Leipziger Baugesellschaft für Kleinwohnungen reichte Architekt und Baumeister Erich Heiser im Juni 1928 ein Vorprojekt für einen Wohnblock ein. Bereits im folgenden Jahr konnte ein Teil der Anlage (Nummer 31) fertiggestellt werden, 1930 dann der zweite. Heiser projektierte ein dem traditionellen Bauen verpflichtetes dreigeschossiges Gebäude, dessen Mittelteil ein weiteres Stockwerk aufweist. Zwei Dreieckgiebel überfangen hier die beiden vertikalen Fensterbänder der Treppenhäuser. Mit flachen Wandvorsprüngen, Brüstungsgesimsen sowie einer differenzierten Putzgestaltung und unterschiedlichen Fensterformaten wird die lange Front gekonnt gegliedert. Seit der Sanierung des Hauses in den 1990er Jahren verunklären überdimensionierte Dachaufbauten das Erscheinungsbild. Als charakteristisches Beispiel für den traditionellen Mietshausbau der späten 1920er Jahre besitzt das Haus eine baugeschichtliche Bedeutung. LfD/2013 | 09264578 |
| Direkt Bild zu diesem Denkmal hochladen | Mietshaus in offener Bebauung und in Ecklage, mit Vorgarten | Pfeilstraße 23 (Karte)                            | 1909-1913 (Mietshaus)                                                                                                  | sparsam dekorierte Putzfassade, Eckturm, Reformstil-Architektur, baugeschichtliche Bedeutung als charakteristischer Vertreter des Mietshausbaues um 1910 im westlichen Ortserweiterungsgebiet von Großzschocher Der aus Leipzig-Lindenau stammende Maurermeister Karl Wilhelm Wesche stellt im November 1909 als Bauherr und Ausführender den Bauantrag für den Bau eines Wohnhauses, zu dem der Baumeister Otto Voigt die Zeichnungen anfertigte. 1913 konnte das dreigeschossige Haus bezogen werden. Wenige Jahre später wechselte es nach einer Zwangsversteigerung den Besitzer, zu den Eigentümern zählte unter anderem in den 1920er Jahren die Allgemeine Transportanlagengesellschaft mbH Großzschocher. Prägend für das Gebäude ist der Eckerker, der über dem Dachgeschoss mit einer halbkugelförmigen Haube abgeschlossen wird, ein Giebel in der Pfeilstraße setzt einen zusätzlichen Akzent. Des Weiteren gliedern Geschossgesimse sowie wenige Putzornamente die flächig aufgefassten Fassaden. Als ein charakteristisches Beispiel der Architektur um 1910 in den Ortserweiterungsgebieten von Großzschocher besitzt das Haus einen ortsbaugeschichtlichen Wert. LfD/2012 | 09264684 |
| Direkt Bild zu diesem Denkmal hochladen | Mietshaus (aus vier Häusern bestehend, Anschriften: Ponickaustraße 2, Giordano-Bruno-Straße 28 und Anton-Zickmantel-Straße 27/29), mit Vorgarten | Ponickaustraße 2 (Karte)                          | 1930 (Mietshaus) | einfach gegliederte Putzfassade, im traditionalistischen Stil der 1920er Jahre, baugeschichtliche Bedeutung | 09264576 |
| Direkt Bild zu diesem Denkmal hochladen | Wohnblock (bestehend aus fünf Häusern: Gerhard-Ellrodt-Straße 14/16/18, Ponickaustraße 26 und Giordano-Bruno-Straße 2) mit Vorgarten | Ponickaustraße 26 (Karte)                         | 1931 (Wohnblock) | ornamentlose Putzfassade, kubische Erscheinung, gestaffelter Baukörper, im Stil der klassischen Moderne, als architektonisch qualitätvoller Bau der Entstehungszeit von ortsbaugeschichtlicher Bedeutung Bereits 1923 reichte das Baugeschäft C. Brömme im Auftrag der Firma Meier &Weichelt einen Bauantrag zur Errichtung eines Wohngebäudes auf dem Grundstück ein. Der Bau des geplanten traditionellen Gruppenhauses unterblieb jedoch. Sieben Jahre später erfolgte ein erneuter Anlauf: der Architekt Otto Martin Rothmann aus Leipzig plante für die Land- und Baugesellschaft Großzschocher hier nun einen Wohnblock auf geschwungenem Grundriss, der bis auf einen quergestellten Gebäuderiegel ein Walmdach erhalten sollte. Zur Ausführung kam dann 1931 ein verändertes Projekt. Neben Veränderungen der Kleinstwohnungen im Inneren, war es vor allem das äußere Erscheinungsbild, das Rothmann umformte. Bei dem nun dreifach im Grundriss gestaffelten und in der Höhe differenzierten Baukörper verzichtete er auf das Walmdach. Dem Querriegel wurde ein halbrunder Erker vorgeblendet, der einen wirkungsvollen Akzent im Straßenraum der Gerhard-Ellrodt-Straße herstellt. Die Außenecken der verputzten Gebäudestaffel sind im Hochparterre abgerundet, erst darüber setzen die rechtwinkligen Wände an. So entstand trotz der Fassadenflächigkeit ein ausgesprochen fein gegliederter Baukörper, der zudem durch unterschiedliche Fensterformen – gerade bei den Treppenhäusern – belebt wird. Treppen leiten in den Vorgärten zu den tiefer gelegenen Hauseingängen hinab, die zum Teil von Läden begleitet werden. Der Wohnblock gehört zu den architektonisch qualitätsvollsten Bauten der Zeit in Großzschocher-Windorf, was seine besondere ortsbaugeschichtliche Bedeutung begründet. LfD/2013 | 09264642 |
| Direkt Bild zu diesem Denkmal hochladen | Schulgebäude und den Zugangsweg einfassende Rosenrabatten | Schönauer Straße 113a (Karte)                     | 1953 (Fachschule) | Putzfassade mit Kunststeingliederung, im Stil der Nationalen Bautradition der 1950er Jahre, geschichtlicher sowie bauhistorischer und sozialhistorischer Wert | 09264686 |
| Weitere Bilder                          | Wasserturm | Wasserturmweg - (Karte)                           | 1904-1905 (Wasserturm), Umbau 1927-1928 (Wasserturm)                                                                   | mit Hängebodenbehälter, 570 Kubikmeter Fassungsvermögen, aufgrund der Gestalt und als Zeugnis der stadttechnischen Entwicklung besondere landschaftsgestaltend, baugeschichtlich und technikgeschichtlich von Bedeutung, letzteres durch den erhaltenen Wasserbehälter noch gesteigert Zusammen mit dem Wasserwerk in Großzschocher entstand 1904/05 auch ein Wasserturm, den die Gemeinde weit ab der damaligen Ortslage westlich der Bahnlinie errichten ließ. Für den Behälter mit kugelförmigem Hängebodenbehälter, den die Firma August Klönne in Dortmund fertigte, wurde ein sich verjüngendes, rundes Turmbauwerk in Klinkerbauweise ausgeführt. Das ursprüngliche Behältergeschoss wies schmale Rundbogenfenster und vier abgetreppte Zwerchhäuser sowie ein kegelförmiges Ziegeldach auf. Nach der Eingemeindung von Großzschocher sollte der Turm auf die Betriebshöhe eines der beiden Leipziger Gebiete hohen Wasserdrucks, der „Hohen Zone Nord“, gebracht werden. Statt des Behälterinhaltes von 300 m³ war nun ein Fassungsvermögen von 570 m³ vorgesehen, wozu auch der Turmkopf umgestaltet werden musste. Statt der von den Wasserwerken 1926 ursprünglich vorgesehenen einfachen Erhöhung des Turmkopfes, beschäftigte sich das Hochbauamt mit der architektonischen Überarbeitung, die Zeichnungen hierfür erstellte im September 1927 die Firma Eduard Steyer, Leipzig-Plagwitz, in deren Händen auch die Ausführung des Vorhabens lag, das im April 1928 abgeschlossen war. In diesem baulichen und technischen Zustand diente der 41,7 m hohe Turm bis 1990 der Wasserversorgung. Lediglich der Sockel, in dem ein rechteckiger Eingang in das Innere führt, und ein schmaler Streifen im unteren Bereich des Turmschafts sind verputzt, ansonsten sind gelbe Klinker für das Aussehen bestimmend. Ein zweischichtiger Rundbogenfries leitet zum auskragenden Behältergeschoss über, in das in drei Reihen Lünettenfenster eingeschnitten sind. Deren Segmentbögen aus blauroten Hartbranntklinkern setzen sich wirkungsvoll von den gelben Mauerflächen aus dem gleichen Material ab. Das Motiv kehrt am Turmsabschluss wieder, den drei übereinandergestellte Bogenreihen bilden, deren oberste durchbrochen ist. Aufgrund seiner Gestalt und als Zeugnis der stadttechnischen Entwicklung besitzt das Bauwerk eine besondere landschaftsgestaltende, historische und technikgeschichtliche Bedeutung, die durch den erhaltenen Wasserbehälter noch verstärkt wird. Der Turmkopf reflektiert aktuelle architektonische Entwicklungen der 1920er Jahre und weist daher eine baugeschichtliche Relevanz auf. LfD/2013 | 09264688 |
| Direkt Bild zu diesem Denkmal hochladen | Mietshausgruppe in offener Bebauung mit Vorgarten | Wilhelm-Michel-Straße 3; 5; 7 (Karte)             | 1910-1911 (Mietshaus)                                                                                                  | sparsam dekorierte Putzfassade, als charakteristisches Beispiel der Reformarchitektur am Beginn des 20. Jahrhunderts von ortsbaugeschichtlicher Bedeutung Im westlichen Ortserweiterungsgebiet errichtete Maurer Ernst Max Skuhr 1910/1911 ein dreiteiliges Gruppenwohnhaus, das durch die hervorgehobene Gestaltung des Mittelbaus seine charakteristische Prägung fand. Hier unterbricht als Abschluss eines flachen Risaliten ein hoher Giebel die Trauflinie. Die symmetrisch dazu angeordneten Fassaden der beiden Seitenhäuser weisen Putzreliefs in den Brüstungsfeldern auf, hinzu tritt die Fenstersprossung als wichtiges Gliederungselement. Zu Beginn der 1920er Jahre erfolgte eine Veränderung des Dachgeschosses, als hier weitere Wohnungen eingerichtet wurden. Diese Maßnahmen standen ganz im Zeichen der Hochinflation: so musste etwa für die Schlussprüfung der Arbeiten in Nummer 5 Gebühren in Höhe von 5,8 Millionen Mark an die städtische Kasse gezahlt werden. Die Häusergruppe weist eine ortsbaugeschichtliche Bedeutung auf, da es als ein aussagekräftiges Beispiel der Architektur am Beginn des 20. Jahrhunderts in Großzschocher angesehen werden kann. LfD/2013 | 09298963 |
| Direkt Bild zu diesem Denkmal hochladen | Mietshaus in halboffener Bebauung mit Vorgarten und Einfriedung | Wilhelm-Michel-Straße 4 (Karte)                   | 1910 (Mietshaus) | sparsam dekorierte Putzfassade, Reformstil-Architektur, baugeschichtlich von Bedeutung Der in Großzschocher nicht unbekannte Bauunternehmer und Maurer Gustav Skuhr übernahm Finanzierung und Ausführung des Wohnhausprojektes, ausgeführt zwischen Februar 1910 und erfolgter Schlussprüfung bereits am 5. Juli gleichen Jahres. Spiegelbildlich zeigt sich Nummer 8, das Mittelgebäude der Baugruppe in etwas anderer Prägung. Dem Haus ist ein Grünbereich vorgelagert, dessen Einfassung aus Sandsteinsäulen und gleichem Sandsteinsockel in Teilen erhalten ist (Sandstein wurde ungewöhnlich vielfältig bei verschiedenen Baulichkeiten in der Straße eingesetzt). Wirkungsvoll setzt sich die helle Putzfassade vom dunklen Ziegeldach ab. Einfache Putzstrukturen und ein Dachhaus mit Dreieckgiebel weisen auf den Reformstil. Sanierung, Ausbau Dachgeschoss und Balkonanbau fallen in den Zeitraum 1996 bis 1998. Pro Etage übrigens waren im Planungsjahr zwei Wohnungen konzipiert, die Ausstattung des Gebäudes ist in Teilen erhalten, unter anderem alle drei Treppenhausfenster. Als sozialer Wohnungsbau im Großzschocherschen Erweiterungsgebiet besitzt das Haus einen baugeschichtlichen Wert. LfD/2018 | 09264241 |
| Direkt Bild zu diesem Denkmal hochladen | Mietshaus in geschlossener Bebauung mit Vorgarten | Wilhelm-Michel-Straße 6 (Karte)                   | 1910 (Mietshaus) | sparsam dekorierte Putzfassade, Reformstil-Architektur, baugeschichtlich von Bedeutung Das Mittelhaus einer Dreiergruppe in offener Bauweise entstand 1910 durch den Bauunternehmer und Maurer Max Ernst Skuhr im Eigenauftrag und eigener Ausführung (ebenso das rechte Nachbargrundstück). Links befand sich das Bauland seinerzeit noch in Gemeindebesitz. Pro Etage entstanden zwei Wohnungen mit Gang, zwei Zimmern, Kammer und Küche, mit hofseitigem Austritt in den beiden oberen Etagen. Hermann Hennecke als Bauherr und der Ausführende Hugo Schaaf stehen für den Einbau einer zweiten Mieteinheit im Dach 1923. Für 1939 avisiert waren der Neuverputz der Schauseiten und die Verkleidung des Sockels mit Spaltklinkerplatten, vorgesehen hierfür war vom Antragsteller Martin Kresse das Baugeschäft Otto Skuhr. Nachwendliche Sanierung, einhergehend mit rückwärtigem Balkonanbau, im Jahr 1999. Zwei über die gesamte Fassadenhöhe reichende Putzlisenen mit Schmuckgirlanden im oberen Bereich prägen die Ansicht, fassen die Mittelfront mit Hauseingang und Zwerchhaus. Auch Haustürrahmung und Sockel sind (heute) verputzt, erhalten haben sich der Vorgartenbereich und Teile der Ausstattung. Der Sozialwohnungsbau im Plan-Erweiterungsgebiet von Großzschocher besitzt einen baugeschichtlichen Wert. LfD/2018 | 09298965 |
| Direkt Bild zu diesem Denkmal hochladen | Mietshausgruppe in offener Bebauung mit Vorgarten | Wilhelm-Michel-Straße 9; 11; 13 (Karte)           | bezeichnet 1908 (Mietshaus)                                                                                            | Putzfassade mit Sandsteinelementen, Reformstil-Architektur, baugeschichtlich von Bedeutung | 09264696 |
| Direkt Bild zu diesem Denkmal hochladen | Mietshaus in halboffener Bebauung, mit Vorgarten | Wilhelm-Michel-Straße 10 (Karte)                  | 1914 (Mietshaus) | markant gegliederte Putzfassade, Fenster mit farbiger Bleiverglasung, Reformstil-Architektur, mit dem weitgehenden verzicht auf Fassadendekor und der Wirkung der Baumassen zeittypisches Beispiel der Mietshausarchitektur und daher baugeschichtlich von Bedeutung Als Eckbau eines Gruppenhauses errichtete der Bauunternehmer Gustav Skuhr 1914 als Bauherr und Ausführender das dreigeschossige Gebäude mit Putzfassade. Das Dachgeschoss erfuhr unmittelbar nach dem Ersten Weltkrieg mit der Einrichtung einer weiteren Wohnung eine Umgestaltung. Der straßenseitige Vorbau erhält durch die geschossübergreifenden Lisenen und das mächtige Zwerchhaus eine monumentale Wirkung. Von großer Bedeutung für die Fassadenwirkung des ansonsten schlichten Gebäudes ist die Sprossung der Fenster. Der weitgehende Verzicht auf Fassadendekor und die Wirkung der Baumassen lassen das Haus zu einem zeittypischen Vertreter des Bauens in Großzschocher werden. Darauf beruht die ortsbaugeschichtliche Bedeutung. LfD/2012 | 09264697 |
| Direkt Bild zu diesem Denkmal hochladen | Mietshaus in offener Bebauung und in Ecklage, mit Vorgarten | Wilhelm-Michel-Straße 15 (Karte)                  | 1909 (Mietshaus) | sparsam dekorierte Putzfassade, Reformstil-Architektur, ortsbaugeschichtlicher Wert aufgrund der durch weitgehenden Verzicht auf Fassadendekor und der Wirkung der Baumassen gekennzeichneten Gestaltung, die charakteristisch für die zeitgenössische Mietshausarchitektur in Großzschocher ist Ein fast stadtpalaisartiges Aussehen gaben die Bauunternehmer Ernst und Gustav Skuhr aus Großzschocher ihrem Eckwohngebäude, das 1909 Gustav Skuhr ausführte. Bestimmend für die beiden Straßenfronten sind die differenziert gestalteten Mittelrisalite. Die große Kartusche im Dreiecksgiebel an der Anton-Zickmantel-Straße weist diese Front als Schauseite aus. Eine Lisenengliederung unterstreicht den architektonischen Aufbau der Fassaden, während weiteres Baudekor äußerst sparsam eingesetzt wurde. Anklänge an die zeitgenössische Reformarchitektur sind unverkennbar. Daraus resultiert die ortsbaugeschichtliche Bedeutung des Hauses. LfD/2012Ein fast stadtpalaisartiges Aussehen gaben die Bauunternehmer Ernst und Gustav Skuhr aus Großzschocher ihrem Eckwohngebäude, das 1909 Gustav Skuhr ausführte. Bestimmend für die beiden Straßenfronten sind die differenziert gestalteten Mittelrisalite. Die große Kartusche im Dreiecksgiebel an der Anton-Zickmantel-Straße weist diese Front als Schauseite aus. Eine Lisenengliederung unterstreicht den architektonischen Aufbau der Fassaden, während weiteres Baudekor äußerst sparsam eingesetzt wurde. Anklänge an die zeitgenössische Reformarchitektur sind unverkennbar. Daraus resultiert die ortsbaugeschichtliche Bedeutung des Hauses. LfD/2012 | 09299750 |
| Direkt Bild zu diesem Denkmal hochladen | Toreinfahrt eines Bauernhofes | Wingertgasse 9 (Karte)                            | 1877 (Toreinfahrt) | alte Ortslage Windorf, drei Sandsteinpfeiler mit Bekrönung, ortsbildprägende Wirkung aufgrund der Lage im alten Ortskern von Windorf Drei Sandsteinpfeiler bilden eine kleine Pforte und eine große Durchfahrt aus und stellen den Zugang zu einer ehemaligen bäuerlichen Hofanlage her. Sehr wahrscheinlich 1877 im Zusammenhang mit dem straßenseitigen Wohnhaus entstanden, zeichnen besonders die charakteristischen Pfeilerbekrönungen die Tordurchfahrt aus. Sie besitzt nicht zuletzt aufgrund der Lage des Anwesens eine ortsbildprägende Bedeutung. LfD/2012 | 09264699 |
| Direkt Bild zu diesem Denkmal hochladen | Kriegerdenkmal Erster Weltkrieg (Gefallenendenkmal Männer-Gesangsverein Großzschocher-Windorf) | Wingertgasse 46 (bei) (Karte)                     | Um 1929 | Ortsgeschichtlich von Bedeutung | 09307016 |
|                                         | Mietshaus in offener Bebauung in Ecklage sowie seitliche Einfriedung | Wöllnerstraße 2 (Karte)                           | 1905-1906 (Mietshaus)                                                                                                  | mit Laden, Putz-Klinker-Fassade, Eckerker, als charakteristisches Beispiel für die architektonische und städtebauliche Entwicklung von Großzschocher um 1900 ortsbaugeschichtlicher Bedeutung Das Grundstück gehörte zu denen, die bereits vor der Entwicklung Großzschochers zu einem Industrievorort bebaut waren. Im Jahr 1891 stand hier nachweislich ein eingeschossiges Gebäude mit Krüppelwalmdach, das zu diesem Zeitpunkt ungefähr einhundert Jahre alt gewesen sein könnte. Es handelte sich dabei um ein Wohnhaus mit Laden für eine Fleischerei. 1904 stellten der Fabrikant Friedrich Otto Polenz und der Bauunternehmer Karl Anton Schmidt als Eigentümer den Bauantrag für ein großes Eckmietshaus. Schmidt zeichnete auch für den Entwurf verantwortlich, während die Ausführung 1905/1906 dann in den Händen des neuen Besitzers Karl Emil Michael, Bauunternehmer aus Leipzig-Kleinzschocher lag. Neben Wohnungen fand wieder eine Fleischerei Platz in dem Gebäude. Zwei Jahre später wechselte das Haus durch eine Zwangsversteigerung erneut den Besitzer: nun besaß es für längere Zeit die Frau des Kantors Müller aus Kotzschbar. Bestimmend für das Äußere ist der Eckerker mit einem turmartigen Aufbau. Dessen durchgängige Klinkerverkleidung wird im Erdgeschoss, der Brüstungszone des ersten Obergeschosses und unter der Traufe fortgeführt. Im Vergleich zur genehmigten Bauzeichnung weist das ausgeführte Haus im strukturellen Aufbau und der Gestaltung signifikante Unterschiede auf, was vor allem an einer deutlich reduzierten Ausführung des Baudekors ablesbar ist. Vor wenigen Jahren erst wurde bis auf die straßenseitige Giebelwand das Nebengebäude abgerissen, das zum Teil auf einen Nutzbau zurückgeht, der vor dem Bau des großen Eckgebäudes entstand. Dieses besitzt als ein charakteristisches Beispiel für die architektonische und städtebauliche Entwicklung von Großzschocher um 1900 eine orts- und baugeschichtliche Bedeutung. LfD/2011 | 09264701 |
| Direkt Bild zu diesem Denkmal hochladen | Mietshaus in halboffener Bebauung | Wöllnerstraße 3 (Karte)                           | 1904-1907 (Mietshaus)                                                                                                  | Putzfassade mit dominierender Balkonanlage, Treppenhaus mit originaler Ausmalung, aufgrund der besonderen Gestaltung und der Entstehungsgeschichte ortsbaugeschichtlich von Bedeutung Obwohl der Bauantrag für ein Gruppen- und Hinterwohnhaus von Karl Anton Schmidt als Vertreter der Firma Polenz und Schmidt im Dezember 1904 genehmigt wurde, kam der Bau auf dem südlichen Grundstück erst zu Beginn des Jahres 1906 in Gang. Zu diesem Zeitpunkt hatte Hermann Oskar Hänsel das Areal gekauft und die Verantwortung als Bauausführender übernommen. Offenbar übernahm sich aber Hänsel finanziell, denn im Herbst 1906 kam es zu einer Zwangsversteigerung, bei der Schmidt und Heinrich Friedrich Otto Polenz den Zuschlag für das Grundstück erhielten. Von diesen kauften es Friedrich Richard Lange und Marie Polenz geb. Lehmann bald darauf wieder ab und stellte das Bauvorhaben bis zum März 1907 fertig. Die Straßenfassade ist über dem verklinkerten Erdgeschoss glatt verputzt. Eine dreigeschossige hölzerne Balkonanlage, die bis in das Dachgeschoss reicht, prägt – für Großzschocher ungewöhnlich – die Ansicht. Den ländlichen Eindruck des Gebäudes verstärkt der Krüppelwalm, der das Dachhaus mit Sichtfachwerk abschließt. Auch der kleine Giebel über einem Risalit an der ansonsten schlichten Südfassade wurde mit Sichtfachwerk versehen. Sind es allein schon diese Gestaltungselemente, die dem Haus eine besondere ortsbaugeschichtliche Bedeutung verleihen, zeigt der häufige Eigentümerwechsel bei der Errichtung des Gebäudes in charakteristischer Weise die spekulativen Wesenszüge des Baubooms um 1900 in Großzschocher, was den baugeschichtlichen Wert manifestiert. LfD/2013 | 09264702 |
| Direkt Bild zu diesem Denkmal hochladen | Mietshausgruppe in offener Bebauung, mit rückwärtiger Einfriedung | Wöllnerstraße 4; 6; 8 (Karte)                     | 1904-1905 (Nummer 4, Mietshaus), 1904-1906 (Nummer 6, Mietshaus), 1904-1905 (Nummer 8, Mietshaus)                      | Putzfassade mit Balkons, aufgrund der Baugeschichte und der für Großzschocher ungewöhnlichen Fassadengestaltung ortsbaugeschichtlich von Bedeutung Am 28. Mai 1904 stellte der Baumeister Anton Schmidt für die Firma Polenz & Schmidt die Bauanträge für die Gebäude eines Gruppenwohnhauses, welche die Amtshauptmannschaft am 23. Juni 1904 genehmigte. Kurz zuvor hatte er außerdem um die Erlaubnis nachgesucht, die Bauten einzeln ausführen und kleinere bauliche Veränderungen vornehmen zu können. Dazu gehörte, in Nummer 8 statt einer großen Wohnung je Etage zwei kleinere einzurichten. Doch offenbar geschah in den nächsten Monaten wenig, denn erst im Frühjahr 1905 teilte Anton Schmidt der Baubehörde mit, dass er die Grundstücke verkauft habe. So führte Reinhold Kühn aus Großzschocher die Häuser Nummer 6 und 8 (im Februar 1906 beziehungsweise im September 1905 fertiggestellt) und der Bauunternehmer Gustav Skuhr das Gebäude Nummer 4 (fertiggestellt im September 1905) aus. Der Entstehungskontext verweist auf die weitverbreitete Immobilienspekulation um 1900 und auf den enormen Bedarf an kleineren Wohnungen zu dieser Zeit. Mit dem Gruppenhaus war eine für Großzschocher ungewöhnliche Baugruppe entstanden, die durch straßenseitige Balkone und Giebel - versehen mit Zierfachwerk – tradierten Formen der Landhausarchitektur für ein Mietshaus adaptierte. Gegenüber diesen dominierenden Gestaltungsmitteln tritt das sparsame Putzdekor in die zweite Reihe, lediglich im Mittelteil (Nummer 6) ist es kräftiger ausgebildet. Aufgrund der Baugeschichte und der für Großzschocher ungewöhnlichen Fassadengestaltung kommt dem Bau eine besondere ortsbaugeschichtliche Bedeutung zu. LfD/2013 | 09264704 |
| Direkt Bild zu diesem Denkmal hochladen | Mietshaus in geschlossener Bebauung | Wöllnerstraße 5 (Karte)                           | 1904-1907 (Mietshaus)                                                                                                  | Putzfassade, Fachwerkgiebel, Balkonanlage, Wöllnerstraße 3 folgt dem gleichen Entwurf, baugeschichtlich von Bedeutung Baumeister Karl Anton Schmidt reichte für die Firma Polenz & Schmidt im November 1904 die Pläne für das Wohnhaus ein, das Teil eines Gruppenbaus war. Für kurze Zeit war der Hermann Oskar Hänsel als Bauherr und Bauausführender verantwortlich. Nach langer Verzögerung wurde die Errichtung im Mai 1907 abgeschlossen und die neuen Besitzer Richard Lange und Marie Polenz, geb. Lehmann konnten das Haus vermieten. Die Straßenfront prägt ein zweigeschossiger Holzbalkon. Zusammen mit dem darüber liegenden Schmuckfachwerkgiebel wurde so der Fassade das Bild ländlicher Architektur aufgeprägt. Fensterläden verstärkten ursprünglich diesen Eindruck. Die anderen Gestaltungsmittel – Mittelrisalit, eine schmucklose Putzfassade, die Verklinkerung des Erdgeschosses – gehörten in das gängige Repertoire des zeitgenössischen Mietwohnungsbaus. Gleichzeitig stellte Haus Nummer 5 den mittleren Teil eines gestalterisch einheitlich konzipierten Gruppenbaus dar. Dieser Bautyp darf als charakteristisch für das erste Jahrzehnt des 20. Jahrhunderts in Großzschocher gelten. Aufgrund dessen besitzt das Haus Wöllnerstraße 5 eine ortsbaugeschichtliche Bedeutung. LfD/2013 | 09264705 |
|                                         | Mühlenanwesen mit Mühle (Zur Alten Bäckerei 4), Kontor- und Wohngebäude (Zur Alten Bäckerei 2) sowie Stallgebäude (Mühlparkweg 2a), Mühlgraben, Einfriedung und Hofpflasterung | Zur Alten Bäckerei 2; 4 (Karte)                   | bezeichnet 1878 (Kontor- und Wohnhaus)                                                                                 | ehemals auch MühlengebäudeIndustriemühle überwiegende Ziegelbauten, ortsgeschichtlich und industriegeschichtlich von Bedeutung, siehe auch Mühlen in Leipzig | 09304637 |
| Direkt Bild zu diesem Denkmal hochladen | Wohnhaus eines Bauernhofes | Zur Alten Bäckerei 7 (Karte)                      | um 1830 (Wohnhaus) | Putzfassade, vermutlich Fachwerk im Obergeschoss, aufgrund des Alters orts- und baugeschichtliche Bedeutung und wissenschaftlich-dokumentarischer Wert Wahrscheinlich um 1830 entstanden, ist das verputzte Fachwerk-Wohnhaus mit Erdgeschosswänden in Lehmwellerbauweise Teil einer Hofanlage gewesen, zu der auch Stall und Scheune gehörten. 1875 erfolgte ein Schornsteineinbau im Wohnhaus im Auftrag des Gutsbesitzers Edmund Zacharias. Zu Beginn der 1920er Jahre befanden sich die Wohnungen im Seitenflügel in einem äußerst schlechten Zustand, 1934 wurde das Seitengebäude umgebaut und dabei das Satteldach abgenommen. Die städtische Bauverwaltung untersagte aus städtebaulichen Gründen das gleiche Vorhaben am straßenseitigen Wohnhaus, so dass hier lediglich eine Einkürzung erfolgte. Dem stattlichen Gebäude kommt nicht zuletzt wegen seines Alters eine orts- und baugeschichtliche Bedeutung und ein wissenschaftlich-dokumentarischer Wert zu. LfD/2011 | 09298979 |
| Direkt Bild zu diesem Denkmal hochladen | Wohnhaus (später mit Bäckerei) und Seitengebäude eines Bauernhofes | Zur Alten Bäckerei 12 (Karte)                     | 1823 (Bauernhaus), 1880 (Seitengebäude)                                                                                | Fachwerkbauten, zum Teil verputzt, als eines der ältesten erhaltenen Bauernhöfe von Großzschocher besondere ortsbaugeschichtliche und sozialhistorische Bedeutung. Im Jahr 1823 entstanden die ersten, zum Teil verputzten Fachwerkbauten auf dem Grundstück, das bis zum Mühlgraben reicht. Eine Bäckerei richtete man 1875 im straßenseitigen Gebäude ein. Daraufhin veränderte sich der ursprüngliche kleine Dreiseithof sehr schnell: den alten Stall ersetzte ein großer Neubau an der Südgrenze des winkelförmigen Grundstücks, wo 1892 der Bäcker Heinrich Robert Franke zudem noch weitere Räumlichkeiten für die Bäckerei mit hohem Schornstein bauen ließ. 1911 wurde durch Otto Franke an das Wohnhaus ein Ladenanbau angefügt und Mitte der 1920er Jahre erfolgte der Einbau eines Dampf-Backofens. Zu einer Verlegung des Ladens zwischen die beiden Bäckereigebäude kam es nach dem Zweiten Weltkrieg, als vier Mietparteien das Grundstück bewohnten. 1957 wurde der Bäckereibetrieb eingestellt. Da die Bäckerei zu den ältesten erhaltenen Gebäuden zählt besitzt sie eine besondere ortsbaugeschichtliche und sozialhistorische Bedeutung. LfD/2012 | 09264586 |
| Direkt Bild zu diesem Denkmal hochladen | Wohnhaus mit Stallanbau eines Bauernhofes | Zur Alten Bäckerei 13 (Karte)                     | um 1830 (Bauernhaus)                                                                                                   | ländliches Wohnhaus, Obergeschoss Fachwerk verputzt, besonderer orts- und baugeschichtlicher Wert, da zu den ältesten erhaltenen Gebäuden von Großzschocher gehörend Der ehemalige Bauernhof mit zweigeschossigem Wohnhaus, seitlichem Stall und nicht mehr vorhandener Scheune wurde sehr wahrscheinlich um 1830 errichtet. Das Wohnhaus mit Fachwerkobergeschoss wird von einem Krüppelwalmdach abgeschlossen. Schon 1938 war es stark baufällig, konnte jedoch immer wieder einem Abriss entgehen. Als eines der wenigen Beispiele der vorgründerzeitlichen Bebauung der Ortslage besitzt das Gebäude eine orts- und baugeschichtliche Bedeutung: es gehört zu den ältesten Häusern von Großzschocher. LfD/2011 | 09264570 |

## Ehemalige Kulturdenkmale
| Bild                                    | Bezeichnung            | Lage                              | Datierung             | Beschreibung | ID       |
| --------------------------------------- | ---------------------- | --------------------------------- | --------------------- | --- | -------- |
| Direkt Bild zu diesem Denkmal hochladen | Bauernhaus             | Anton-Zickmantel-Straße 9 (Karte) | um 1850 (Bauernhaus)  | Bauernhaus und Garten; Fachwerk verputzt | 09264572 |
| Direkt Bild zu diesem Denkmal hochladen | Gestaltete Platzanlage | Dieskaustraße (Karte)             |                       | Gestaltete Platzanlage in Ecklage Huttenstraße mit eingefassten Wegen, Einfriedung und altem Gehölzbestand (ehemals Friedhof des Dorfes Großzschocher)                                                  | 09264675 |
| Direkt Bild zu diesem Denkmal hochladen | Wohnhaus               | Dieskaustraße 152 (Karte)         | um 1860 (Wohnhaus)    | Wohnhaus in offener Bebauung mit Einfriedung (Putzfassade) | 09299010 |
| Direkt Bild zu diesem Denkmal hochladen | Ehem. Ziegelei         | Dieskaustraße 155 (Karte)         | um 1900 (Ziegelei)    | Ehemalige Ziegelei mit Brennofen, Brennkammer, Schornstein und Anbauten (teilweise noch erkennbare Beschickungsluken; Fachwerkkonstruktionen mit Ziegelausfachung; großer Schornstein ist kein Denkmal) | 09298721 |
| Direkt Bild zu diesem Denkmal hochladen | Mietshaus              | Dieskaustraße 191 (Karte)         | um 1900 (Mietshaus)   | Mietshaus in ehemals geschlossener Bebauung mit Tordurchfahrt und Laden (Putz-Klinker-Fassade) | 09298959 |
| Direkt Bild zu diesem Denkmal hochladen | Mietshaus              | Dieskaustraße 269 (Karte)         | 1893–1895 (Mietshaus) | Mietshaus in geschlossener Bebauung mit Tordurchfahrt (Klinker-Putz-Fassade; komplett erhaltene Schablonenmalerei im Treppenhaus und in der Tordurchfahrt)                                              | 09302286 |